# Trégunc
Trégunc [tʁegœ̃] est une commune du département du Finistère, dans la région Bretagne, en France. C'est l'une des communes les plus étendues du Finistère, qui regroupe de nombreux villages ou hameaux. On peut mentionner plusieurs plages de sable fin, une zone naturelle protégée pour la faune et la flore autour des marais de Trévignon.

## Géographie

### Limites communales et relief

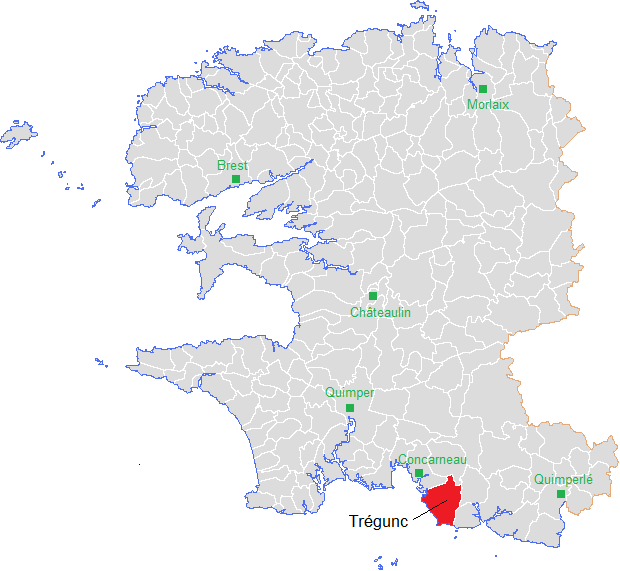
Localisation de la commune de Trégunc dans le Finistère.

| - OpenStreetMap Limites communales. |

La commune de Trégunc est située sur le littoral Atlantique, dans le Finistère, au sud de Concarneau et à l'ouest de Pont-Aven. Le bourg, situé à l'intérieur des terres, occupe une position excentrée au nord de la commune. Il s'est établi à une certaine distance de la côte, sur le plateau ; c'est là une caractéristique commune à de nombreuses communes littorales bretonnes (par exemple à Riec-sur-Belon, Clohars-Carnoët, Moëlan-sur-Mer, Névez, Beuzec-Conq, Nizon, etc.), les premiers émigrants bretons fixèrent le centre de leurs plous à l'intérieur des terres, probablement par crainte des pirates saxons.
Le finage communal est délimité à l'ouest par le fleuve côtier Minaouët et l'Anse du Moulin à Mer, qui séparent Trégunc de Concarneau ; au nord il longe la D 122 qui traverse le hameau de Croaz Hent Bouillet, partagé avec les communes de Melgven et Concarneau ; au nord-est le ruisseau de Kerfrances et le ruisseau du Moulin de Kergunus, tous deux affluents de rive gauche du Minaouët, servent de tracé à la limite communale avec Pont-Aven (avec en fait l'ancienne commune de Nizon) ; à l'est la limite communale avec Névez suit pour partie le tracé du ruisseau de Dourveil.
La présence de plusieurs petits fleuves côtiers déjà cités pour ceux qui servent de limite communale, mais d'autres ont leur cours totalement dans la commune de Trégunc comme ceux qui aboutissent aux plages de Trez Cao et de La Baleine, et certains de leurs affluents. Ces petits fleuves sont à l'origine d'un relief assez vallonné car ils échancrent le plateau, par ailleurs en pente générale vers le sud, les zones les plus élevées se trouvant au nord de la commune, atteignant 84 mètres d'altitude à l'est de Kerstrat et même 88 mètres à l'est de Cros Hent Bouillet. Le bourg, ainsi que toute la partie médiane du territoire communal, se trouve vers une quarantaine de mètres d'altitude ; la partie méridionale, proche de l'océan Atlantique se trouve vers une vingtaine de mètres d'altitude, par exemple autour des hameaux de Trévignon, Saint-Philibert et Kersidan.
| Concarneau       | Melgven          | Pont-Aven |
|                  | Trégunc          | Pont-Aven |
| Océan Atlantique | Océan Atlantique | Nevez     |

### Géologie
La commune est située sur l'affleurement d'un pluton granitique, dit granite de Tregunc, visible de la ria de Pont-Aven à la pointe de Trévignon et Concarneau. L'érosion de ce pluton formé il y a environ 330 millions d'années, à l'époque hercynienne, s'est faite en boules. Le granit qui le constitue est à grains grossiers, avec par endroits de gros feldspaths se détachant sur un grain plus fin. Il est de couleur gris clair, presque blanc avec des reflets bleutés, de petits éclats de biotite, et plus parcimonieusement, de muscovite.
De nombreuses boules granitiques parsèment le paysage de Trégunc, dont trois roches tremblantes, la plus connue étant, près du village de Kerouel,« Men Dogan », « Pierre du cocu » car selon la tradition, seuls les cocus ne parviennent pas à l'ébranler. Ernest du Laurens de la Barre en a fait un conte. 

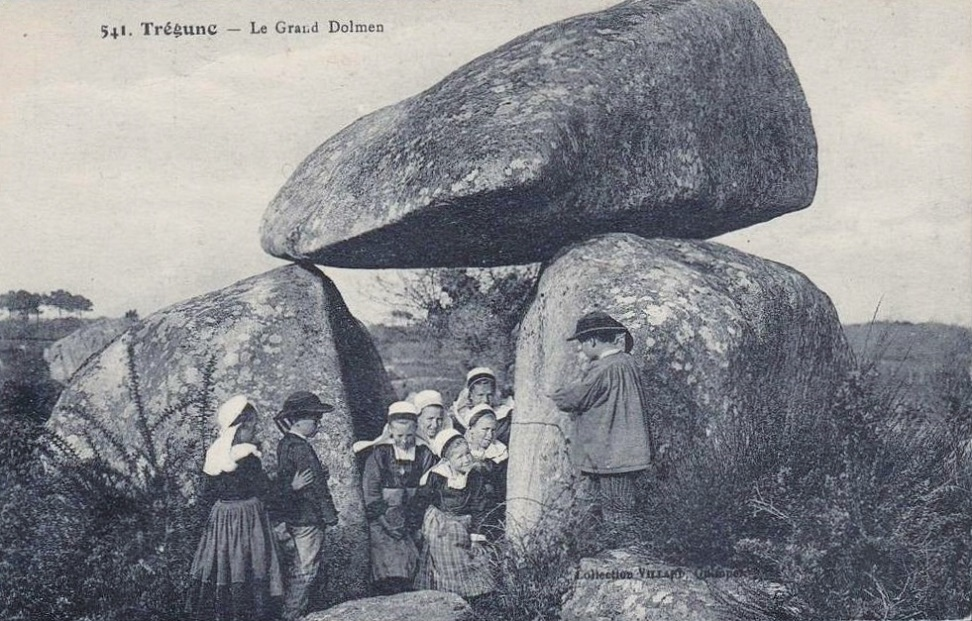
Le grand dolmen de Trégunc vers 1920 (carte postale Villard).

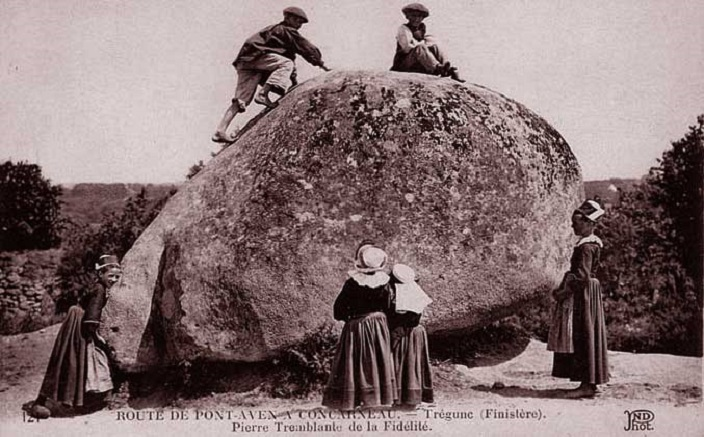
La pierre tremblante (« Men Dogan ») de Trégunc vers 1900 (carte postale ND photo).

La Men Dogan (« Pierre à Cocu »), était donc consultée par les maris qui avaient des doutes sur la fidélité de leur épouse : s'ils arrivaient à la mettre en mouvement, l'accusée était innocente, mais si elle restait immobile, c'était qu'hélas leurs soupçons étaient fondés.
En 1867, Félix Benoist a décrit en ces termes les « pierres de Trégunc », dont hélas beaucoup ont disparu depuis, taillées par des carriers :

« Sur la rive gauche du ruisseau de Pouldohan, qu'on traverse au Pont-Minaouet (...) s'étend une vaste plaine de bruyères de plus de 6 kilomètres carrés, semée d'énormes blocs de granit arrondis et moussus, lesquels posés à nu, sans adhérence avec le sol, semblent y avoir été placés de main d'homme. Cette réunion de pierres (...) est considérée comme un sanctuaire druidique. À l'une de ses extrémités se dressent plusieurs menhirs, dont la plus grande élévation atteint 8 mètres, et un dolmen d'une dimension prodigieuse. Â proximité de ce dolmen on voit, sur le bord de la route, une pierre de 3 mètres 67 centimètres de longueur moyenne, sur une épaisseur de 2 mètres 67 centimètres, posée en équilibre par une saillie en cône renversé sur une autre roche presque à fleur de terre. On la nomme dans le pays la pierre "aux maris trompés" ("Men Dogan"), et d'après Ogée, elle était consultée par les maris pour éprouver la vertu de leurs femmes. Aujourd'hui encore, celui dont la femme n'est pas sage ne pourrait, dit-on, imprimer à la pierre branlante de Trégunc les mouvements oscillatoires qu'elle reçoit facilement de toute autre personne. »

En 1847 Gustave Flaubert et Maxime Du Camp la visitent.
D'autres rochers de Trégunc ont des formes très pittoresques comme, entre le bourg et Kergunus, la "Table des sacrifices" (en fait un impressionnant chaos granitique) et la "Tête de l'éléphant", ou encore les rochers se l'estran aux environs de la Pointe de la Jument, dont certains ont visiblement été modifiés par l'homme et ont des formes telles que l'hypothèse d'un ancien sanctuaire préhistorique à cet endroit a été émise.

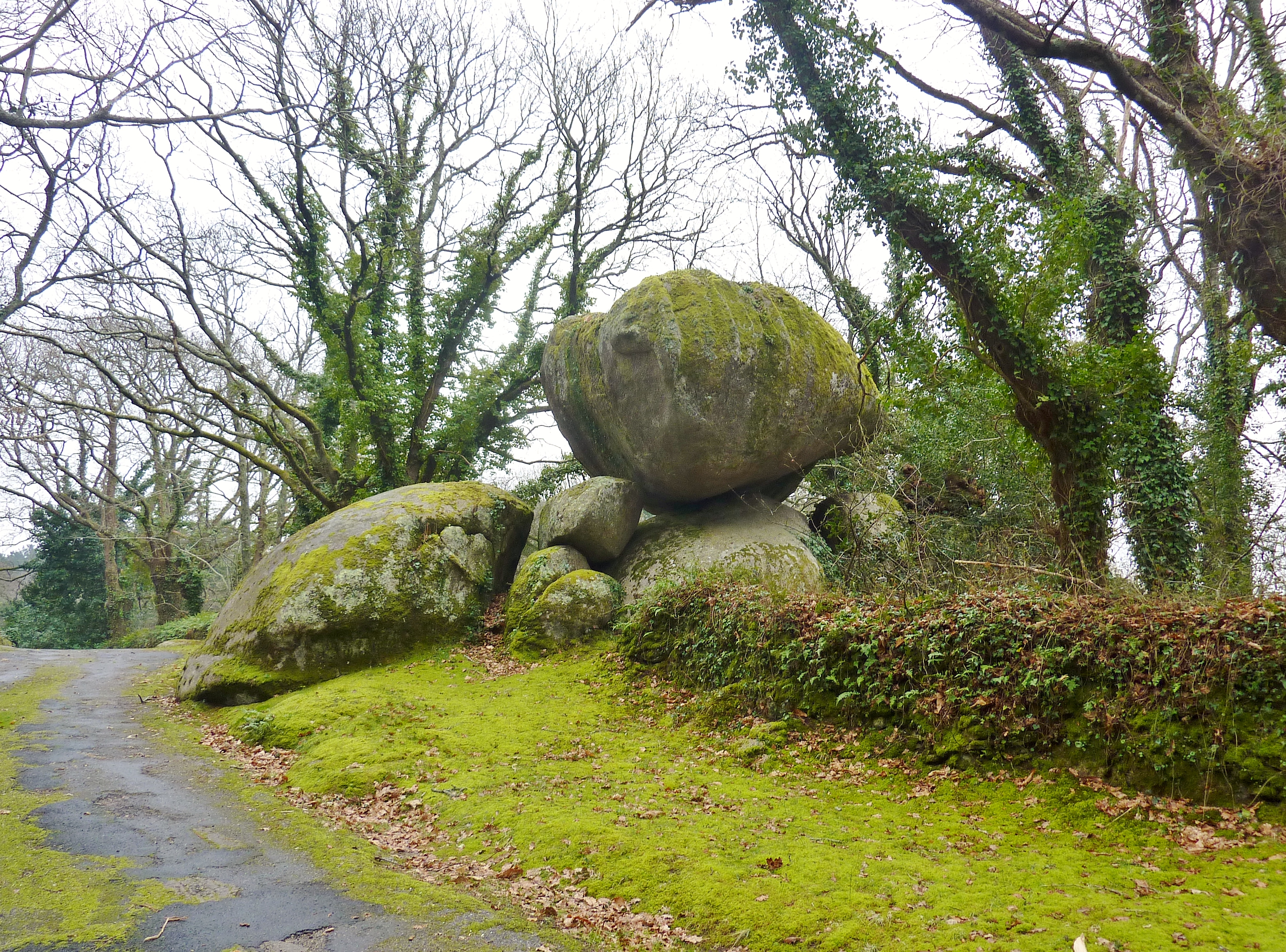
Le chaos granitique de la "Table des sacrifices".
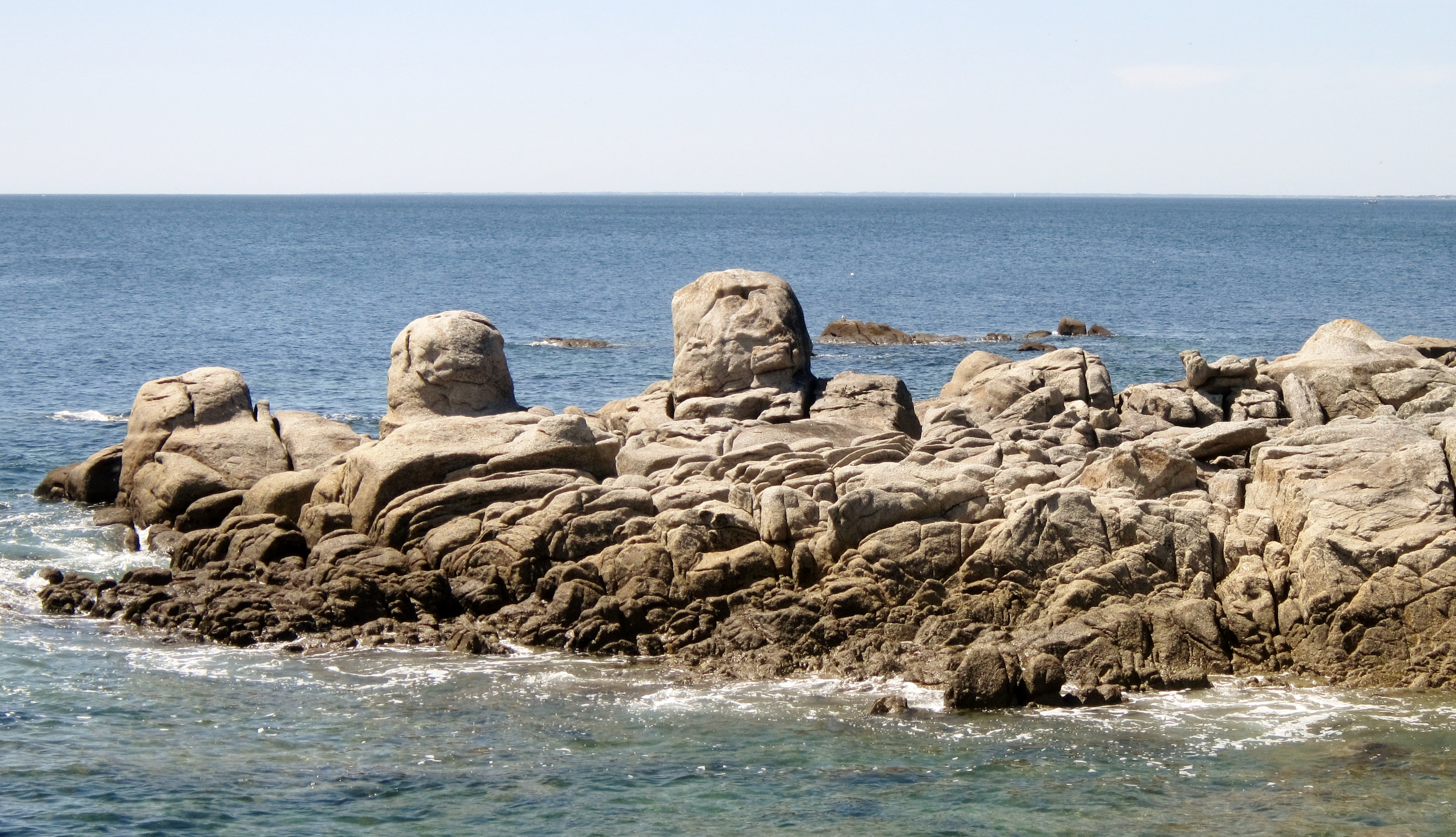
Trégunc (entre la Pointe de la Jument et la plage de Pendruc) : rochers façonnés par l'homme (forme arrondie et base circulaire horizontale), pouvant laisser supposer l'existence à cet endroit d'un ancien lieu de culte préhistorique 1.
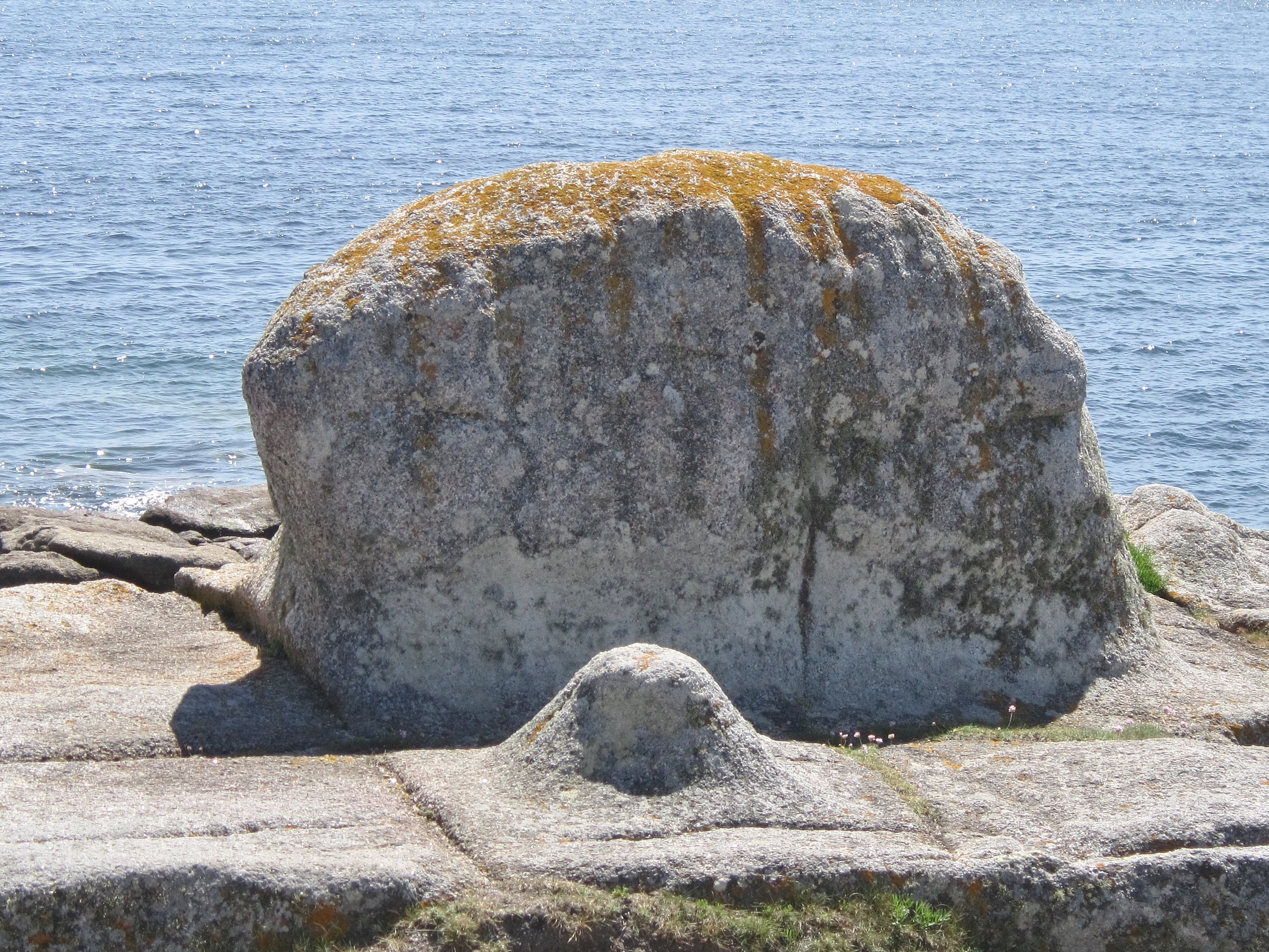
Trégunc (entre la Pointe de la Jument et la plage de Pendruc) : rochers façonnés par l'homme (forme arrondie et base circulaire horizontale), pouvant laisser supposer l'existence à cet endroit d'un ancien lieu de culte préhistorique 2.
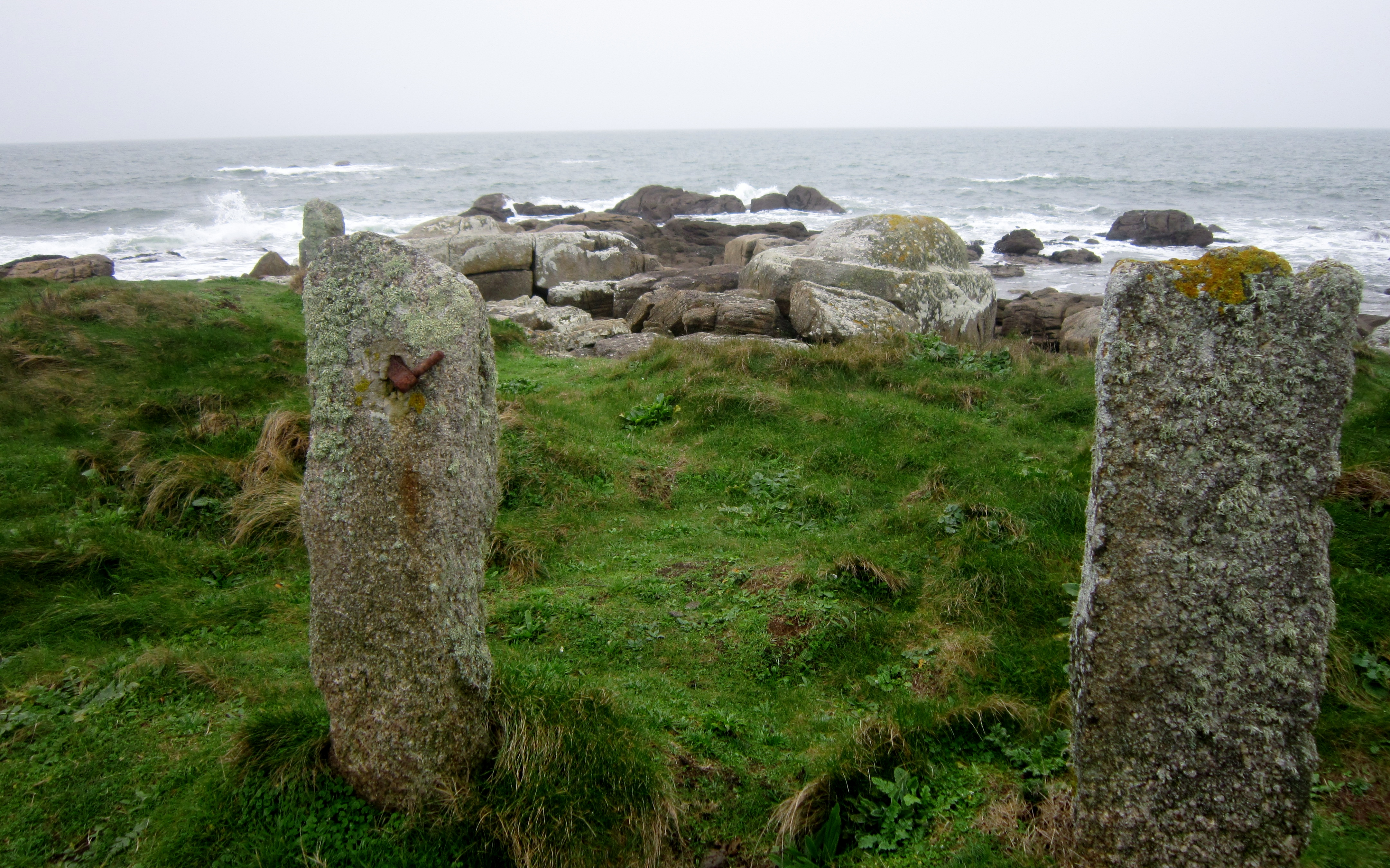
Pointe de la Jument : rochers aux formes modifiées par les hommes pouvant correspondre à un ancien sanctuaire préhistorique.
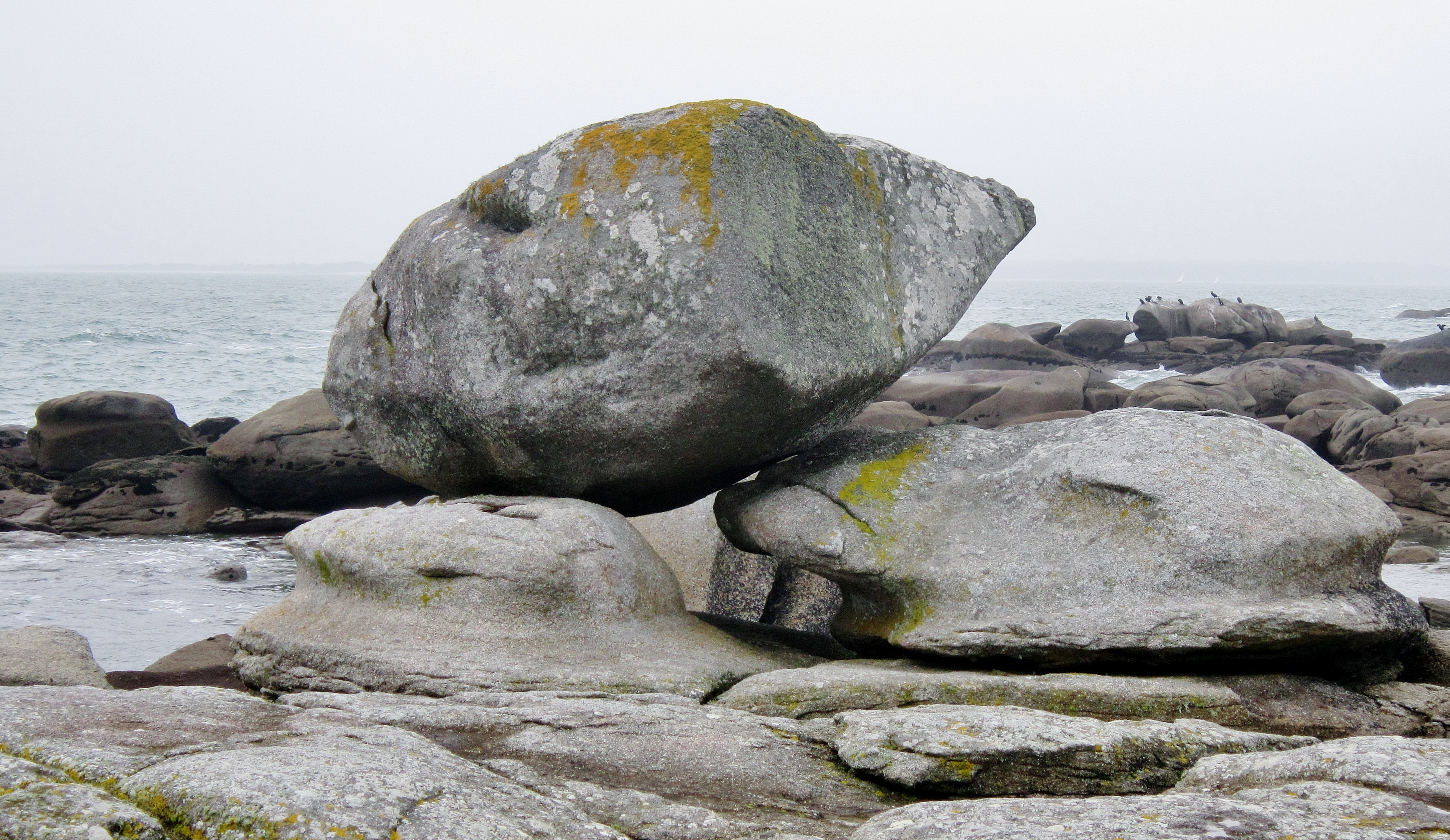
Pointe de la Jument, rocher en forme de tête humaine (penchée).
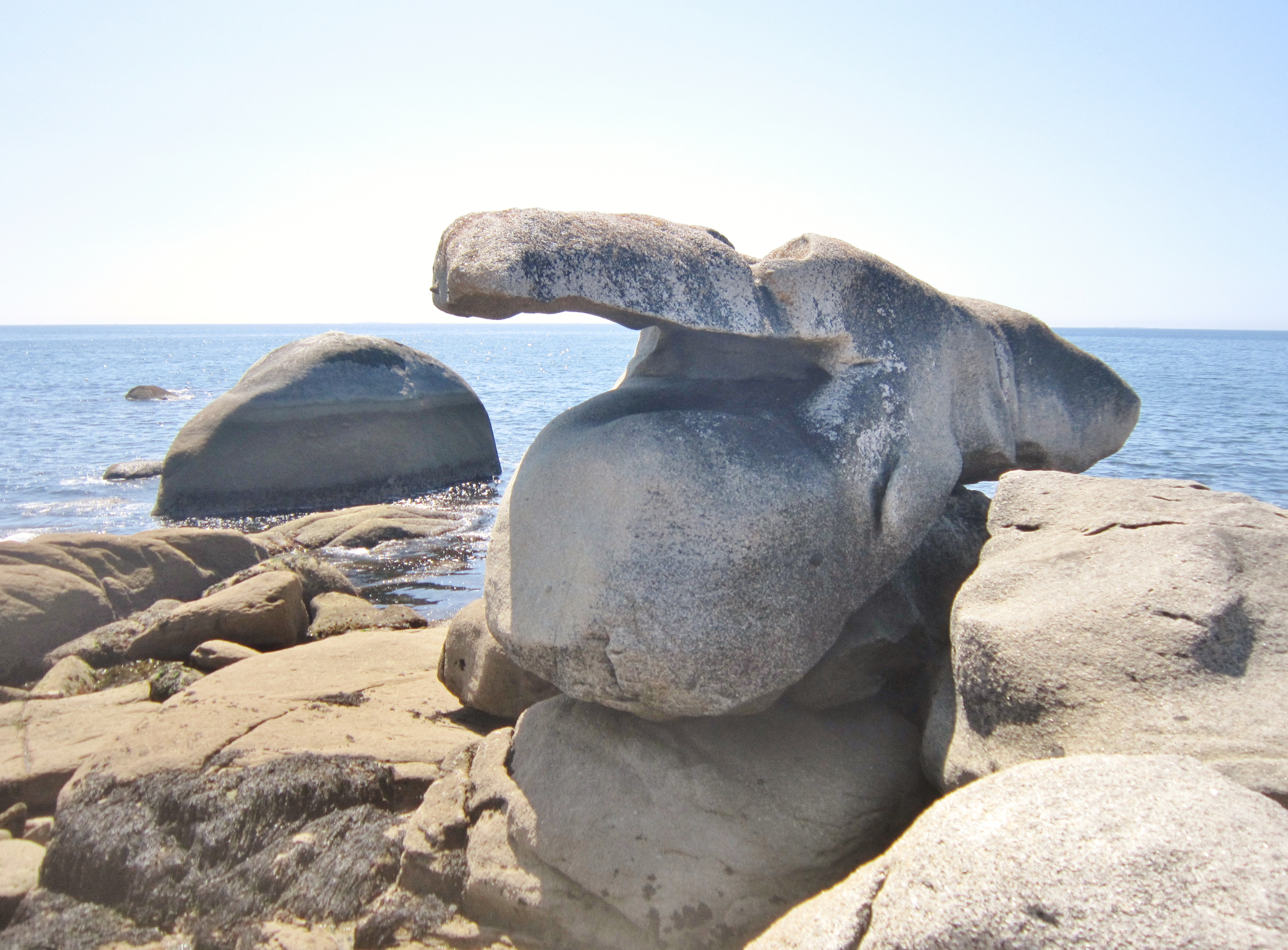
Pointe de la Jument, un des rochers aux formes étranges.

La capacité de ce granit à être débité en longues planches de 2,50 mètres est à l'origine d'un mode de construction traditionnel en orthostates, dit localement « en pierres debout ».

### Le littoral
Trégunc dispose de 23 km de littoral car celui-ci est très découpé : à l'ouest, limitrophe de l'ancienne commune de Lanriec, désormais de Concarneau, l'Anse de Pouldohan est une ria aux multiples indentations, se subdivisant principalement en deux parties principales : la branche nord-est forme l'Anse du Moulin à Mer, qui se prolonge en amont par la ria du Minaouët (propriété depuis 2020 du Conservatoire du littoral) et qui possède elle-même une ramification, l'Anse de Kerambreton ; la branche sud-est, séparée de la précédente par la Pointe de Grignallou, l'Anse de Pouldohan stricto sensu se subdivise elle aussi, sa partie orientale formant l'Anse de Ster Greich. Peu profonde, l'Anse de Pouldohan découvre largement à marée basse.

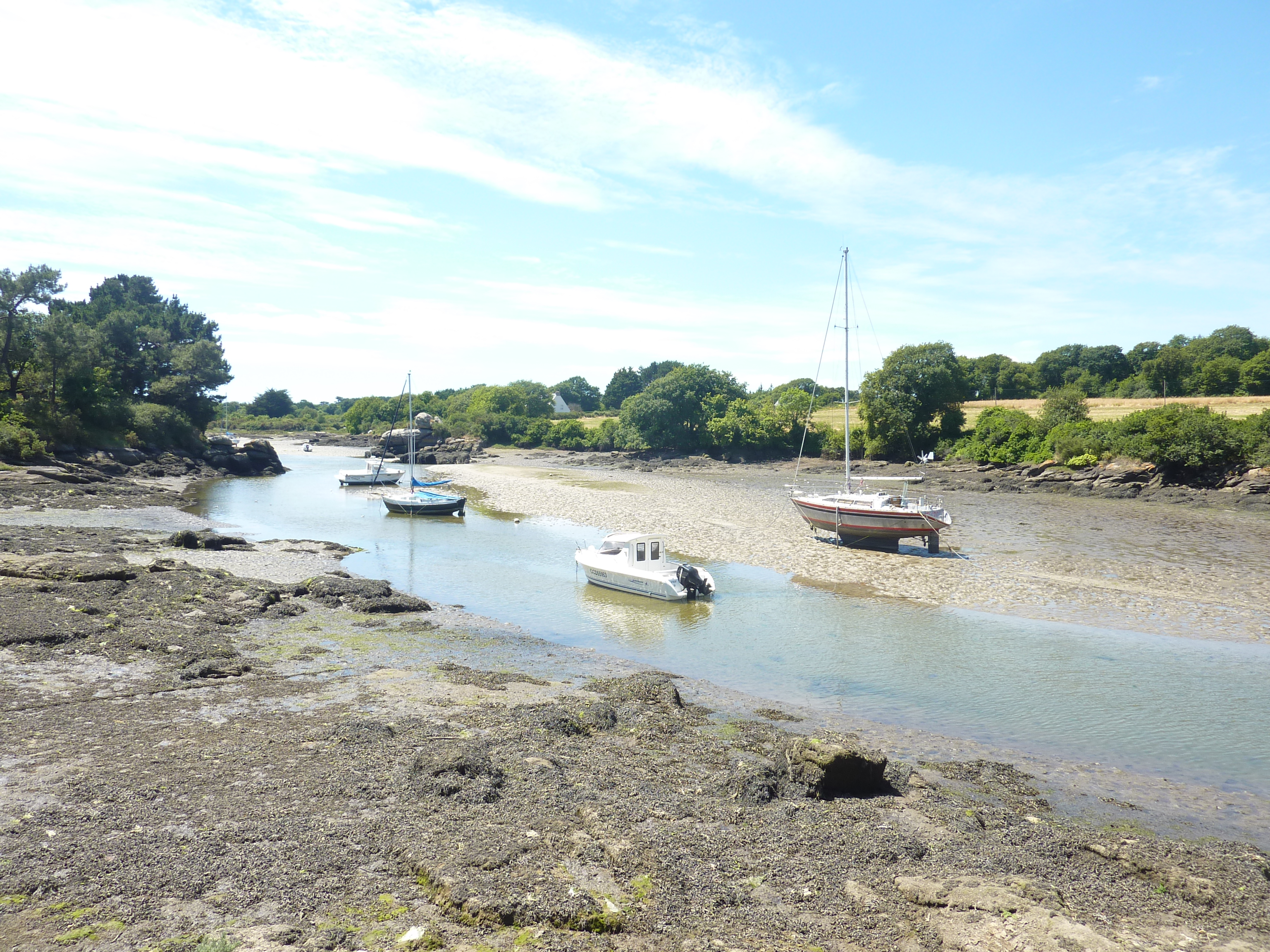
Les rochers marquant le détroit séparant le fond de l'anse du Moulin à Mer de la ria du Minaouët entre Grignallou et Kerambreton.
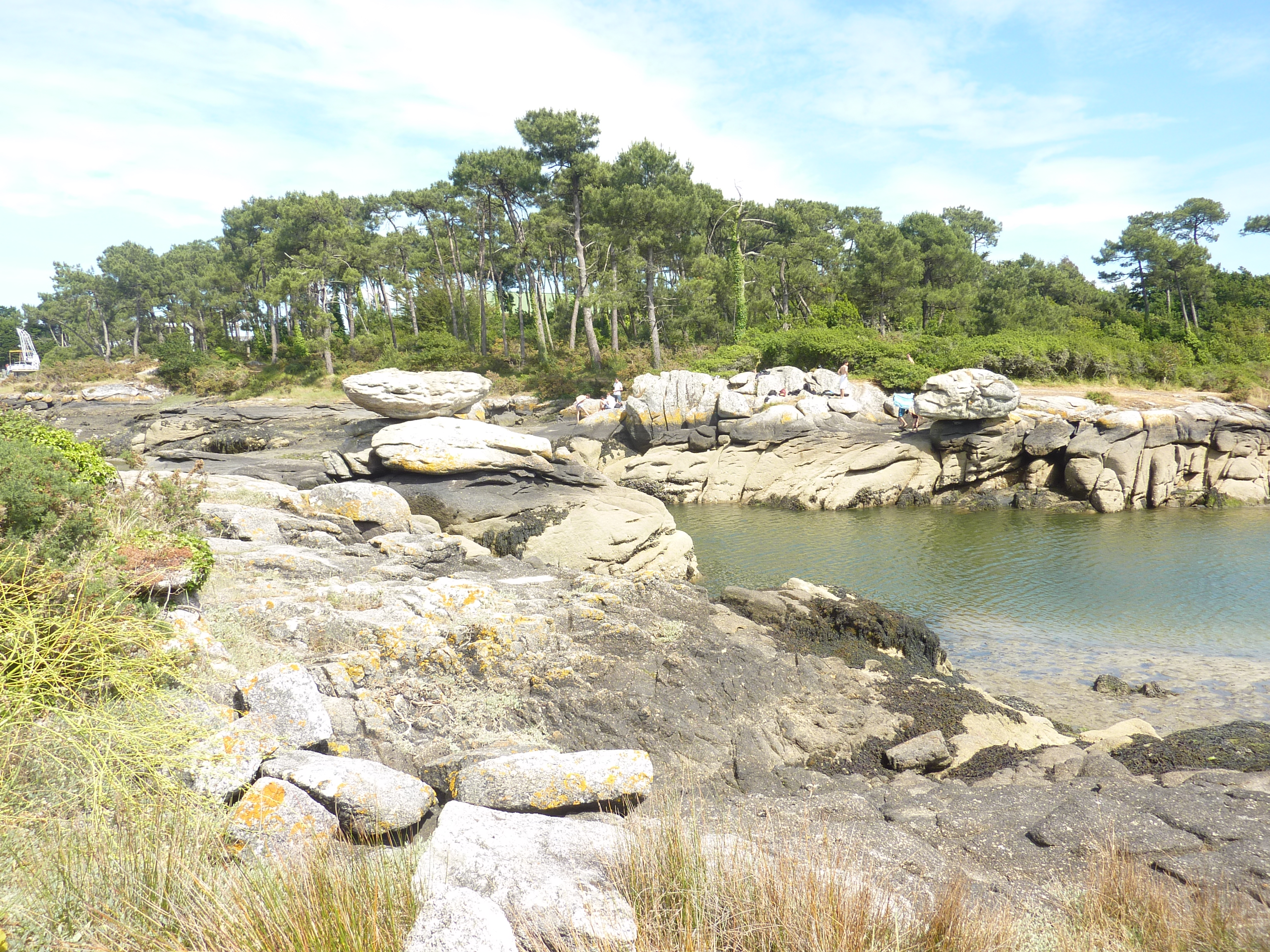
Les rochers marquant le détroit séparant le fond de l'anse du Moulin à Mer de la ria du Minaouët.
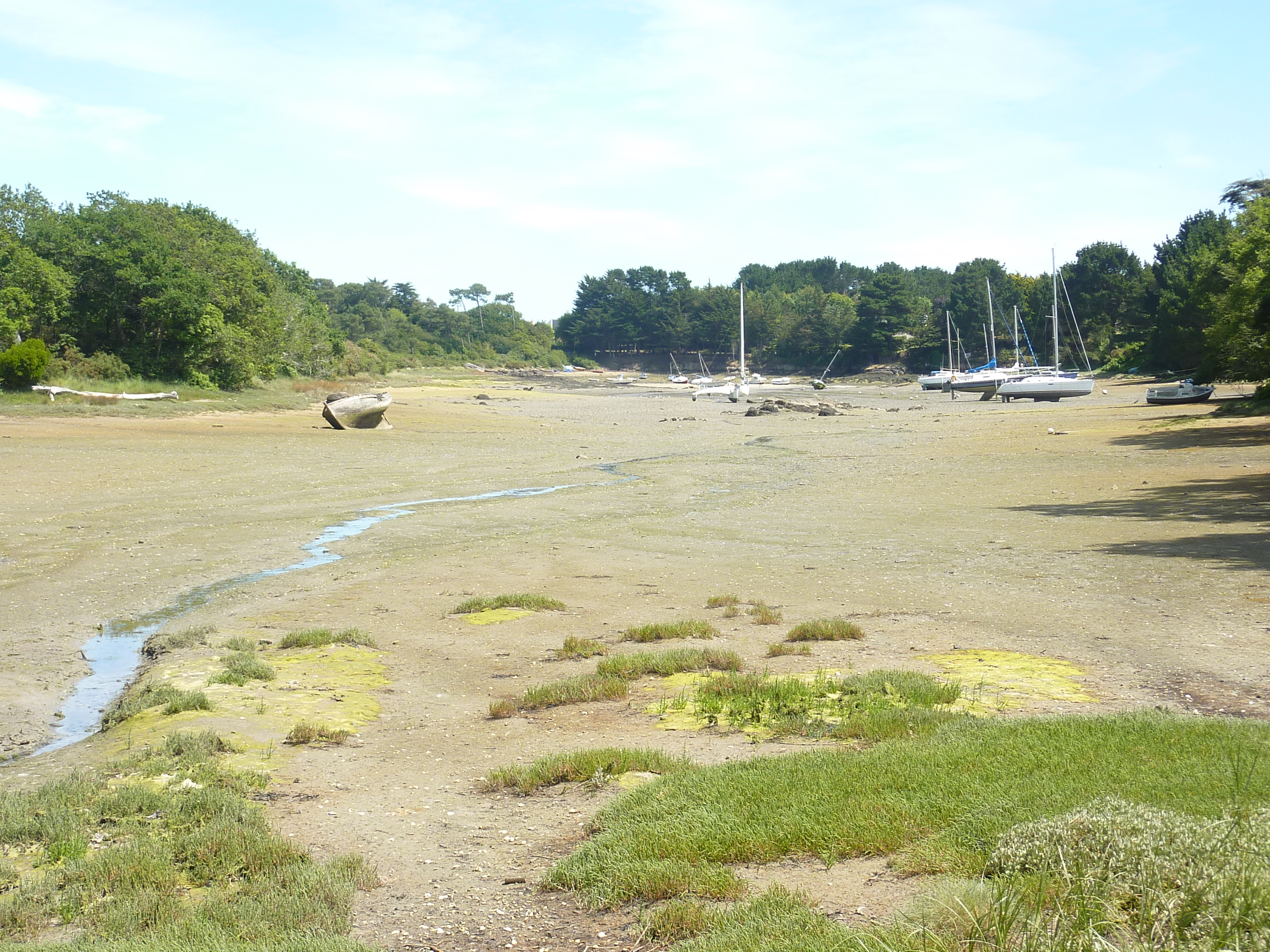
L'Anse de Kerambreton, annexe de l'Anse du Moulin à Mer, à marée basse.
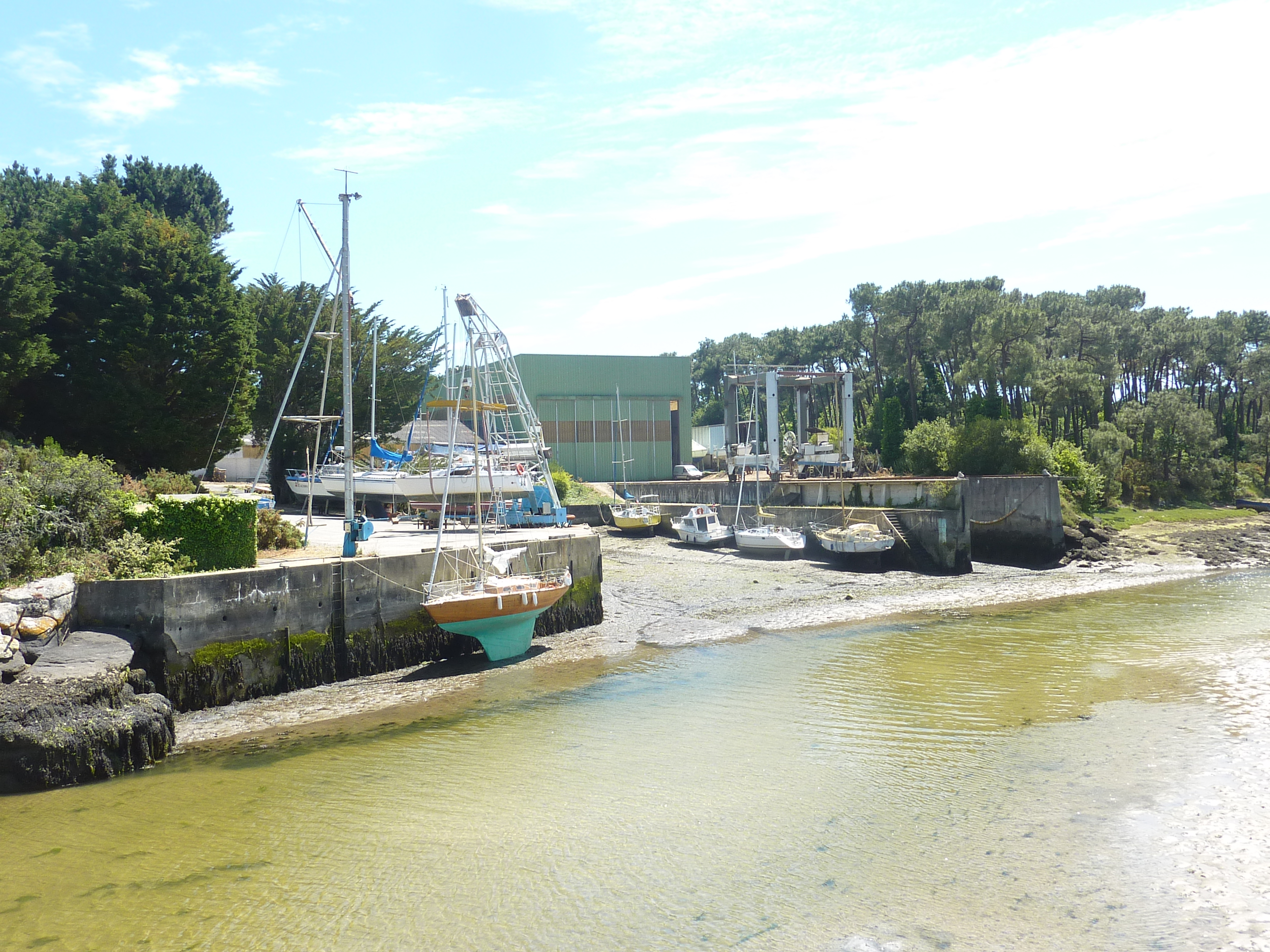
Le chantier naval « Marée Haute » à Grignallou sur la rive est de l'Anse du Moulin à Mer.
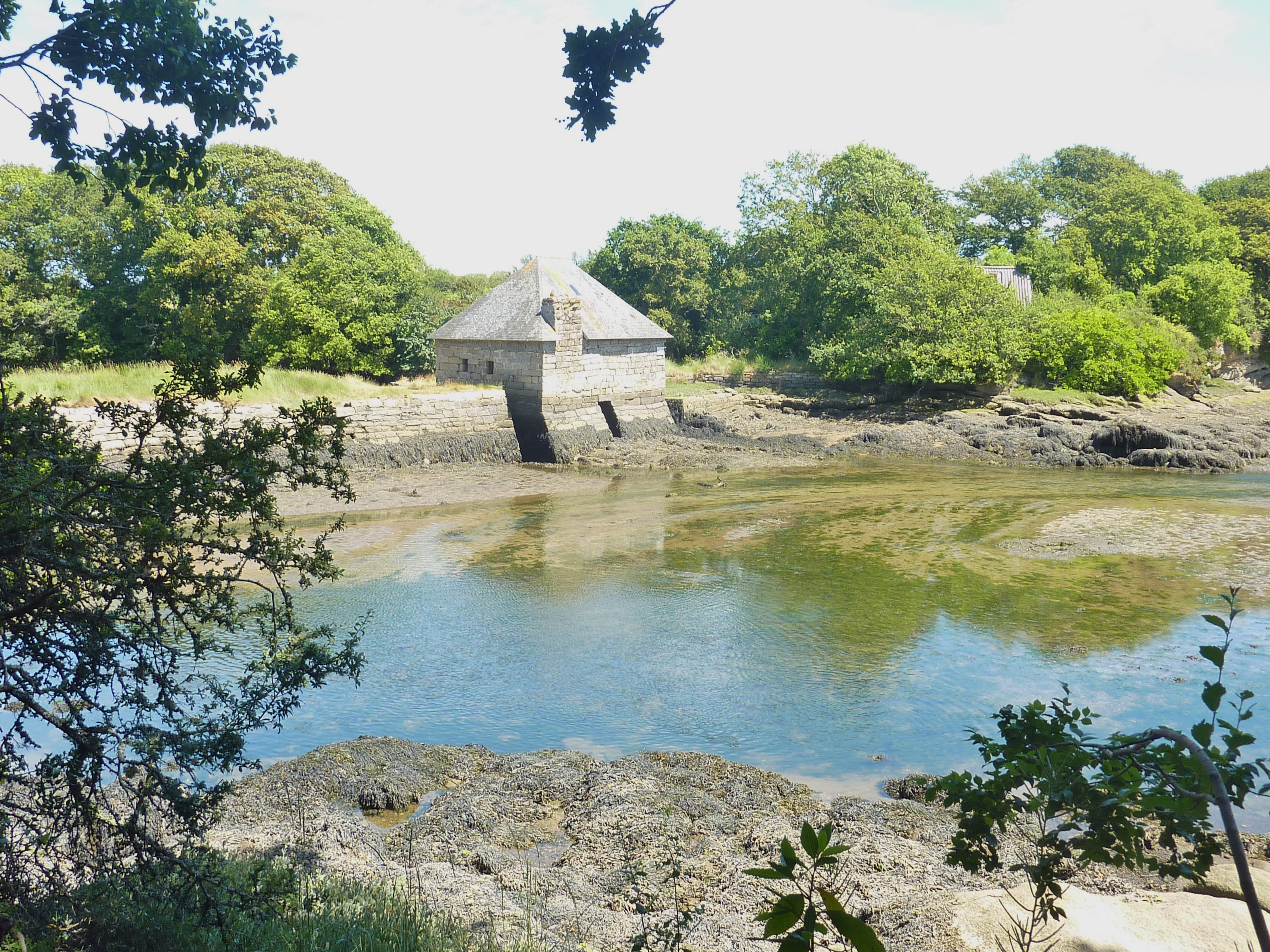
Le moulin à marée du fond de l'Anse du Moulin à Mer (ria du Minaouët).
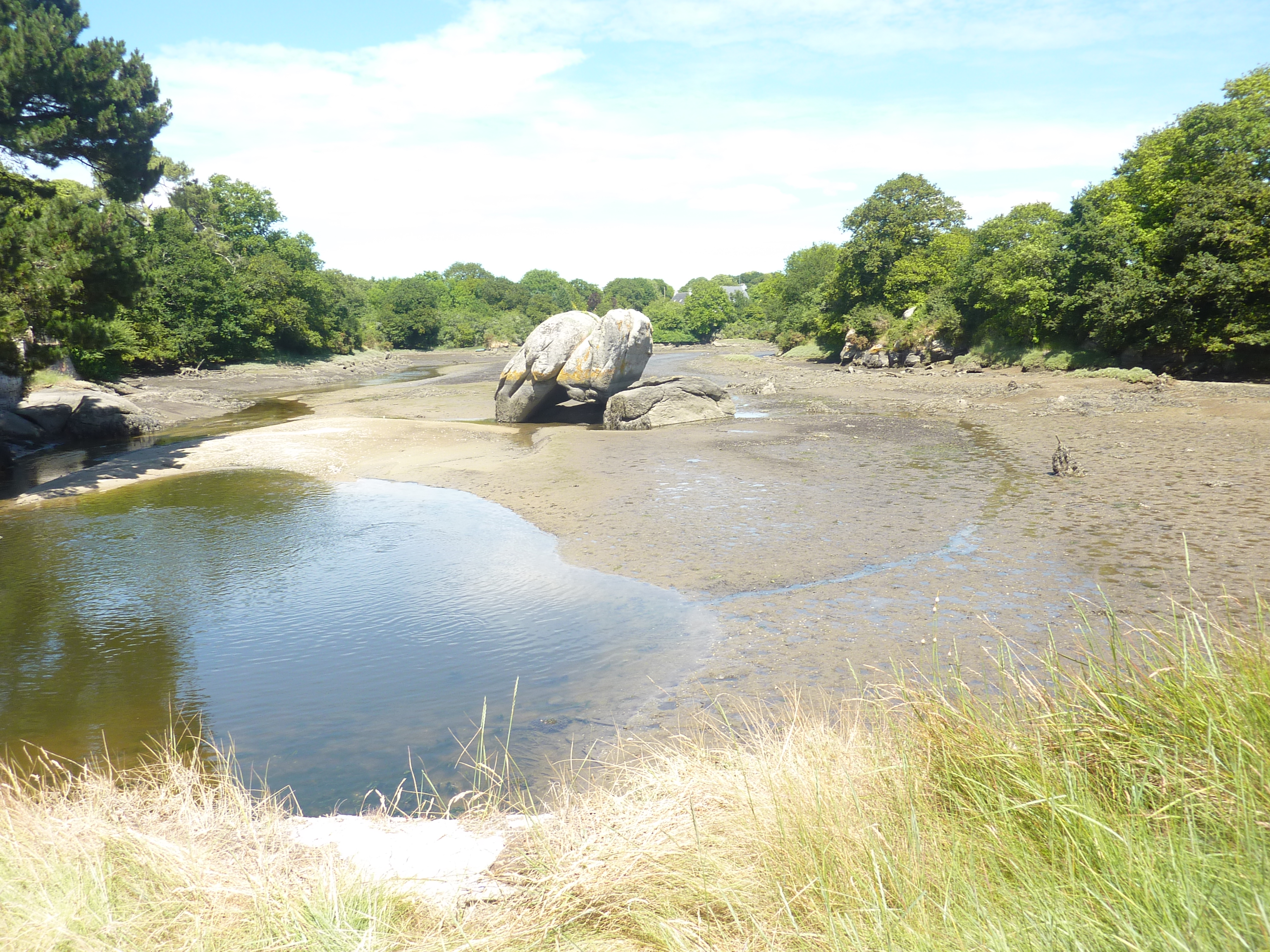
Rocher au milieu de la ria du Minaouët (photo prise de la digue du moulin à marée).
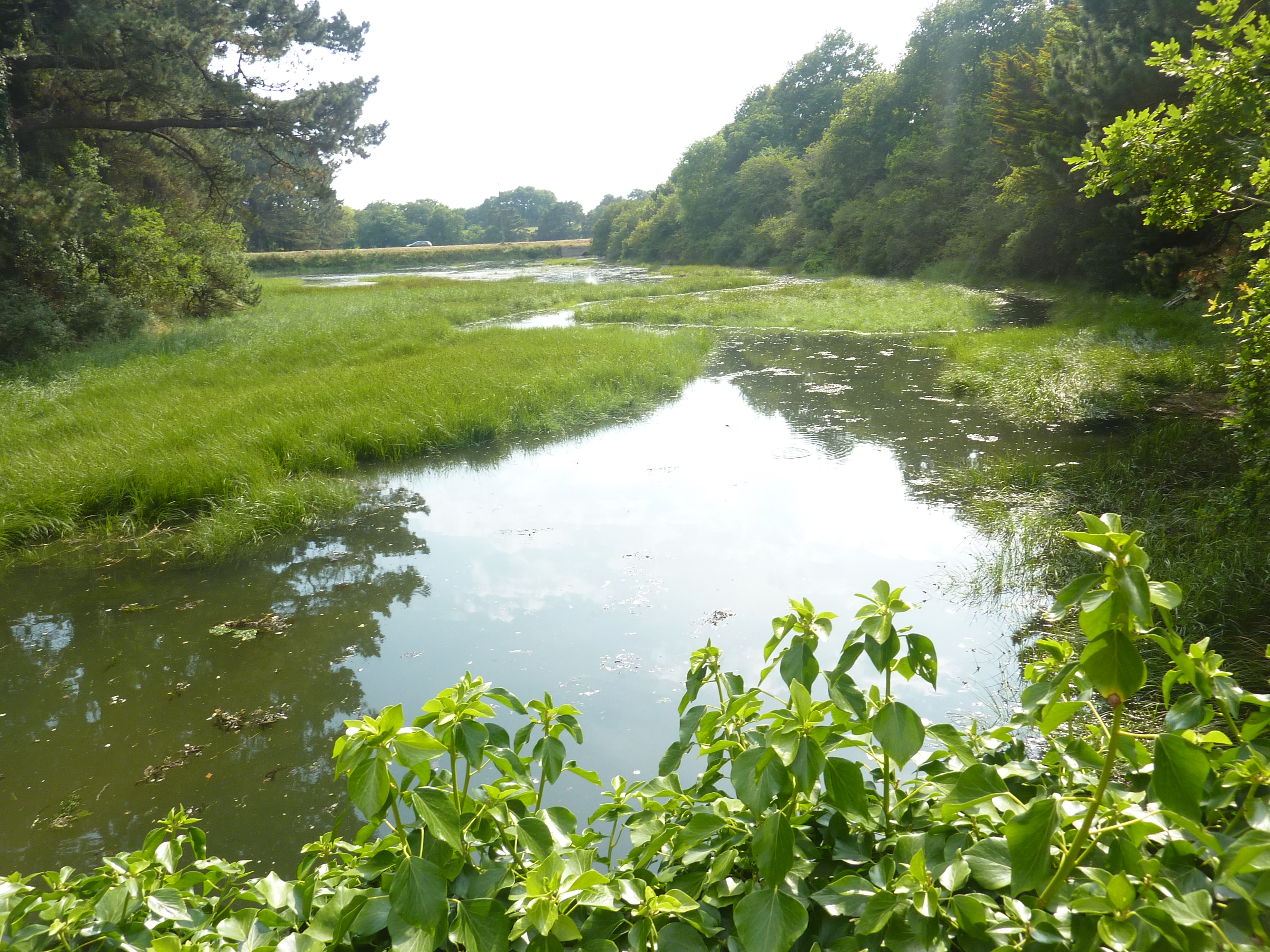
Le fond de la ria du Minaouët à marée haute vu du pont de la D 783.

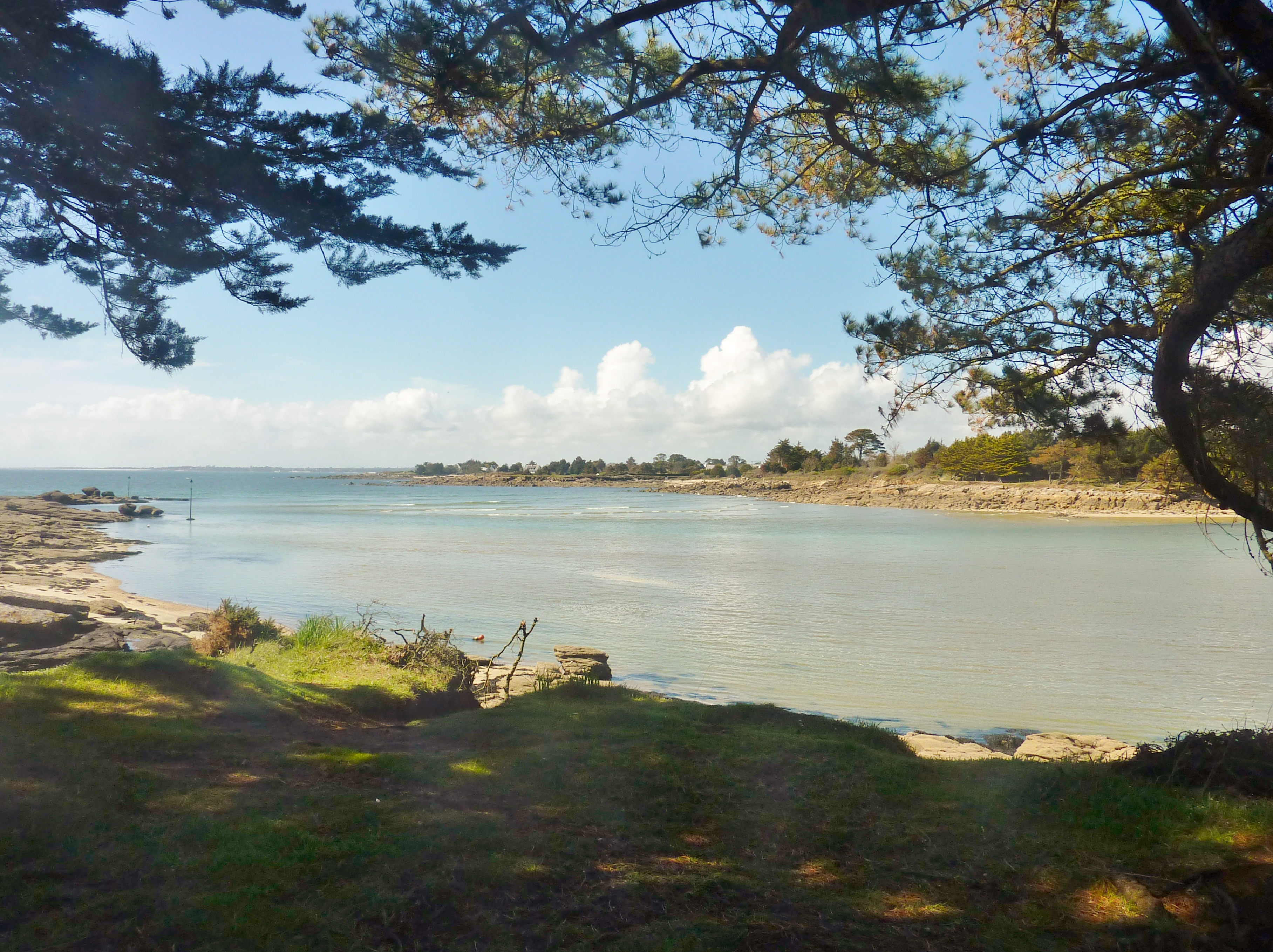
L'entrée de l'Anse de Pouldohan vue de sa rive sud.
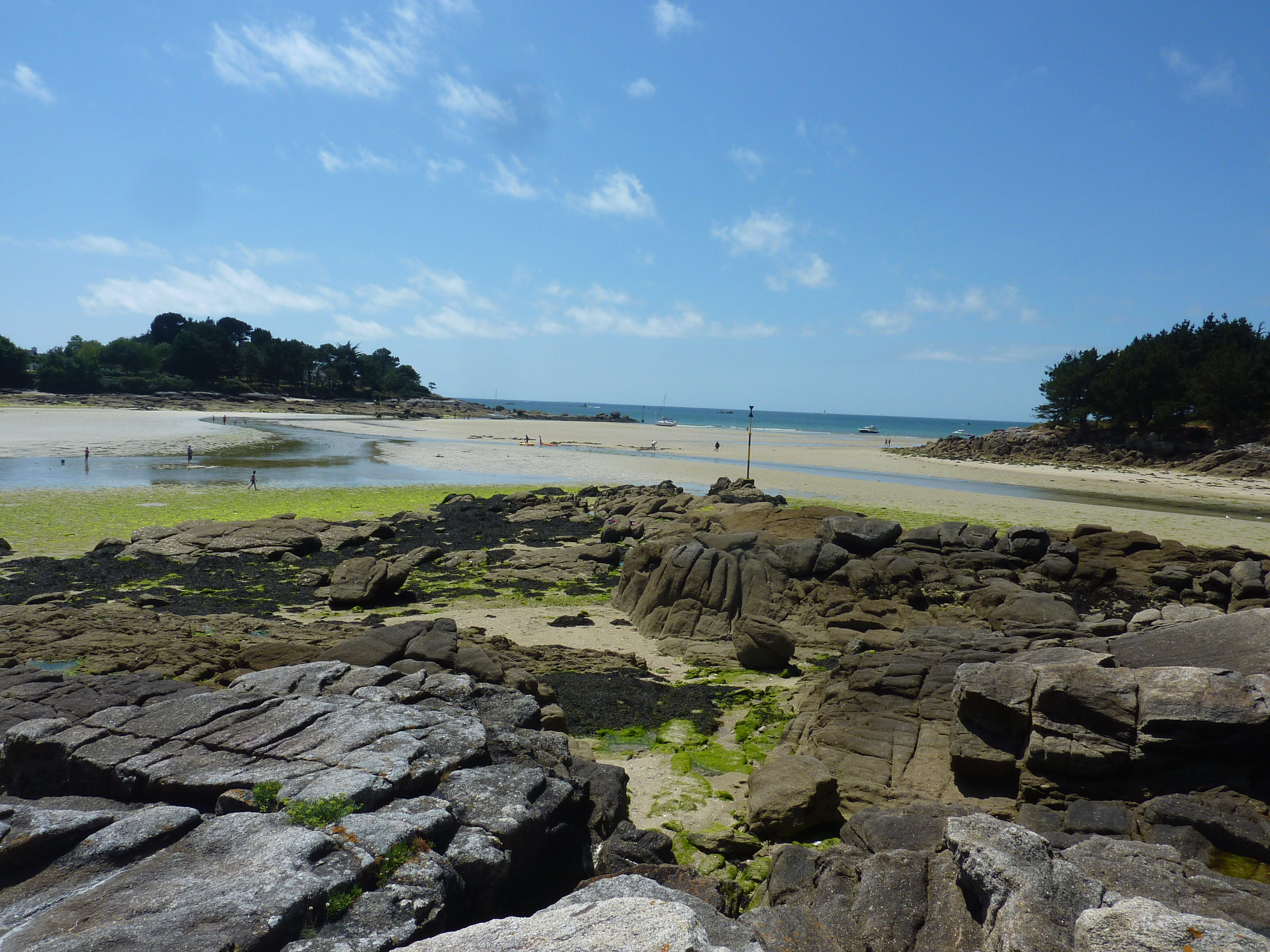
L'entrée de l'Anse de Pouldohan vue de la Pointe de Grignallou.
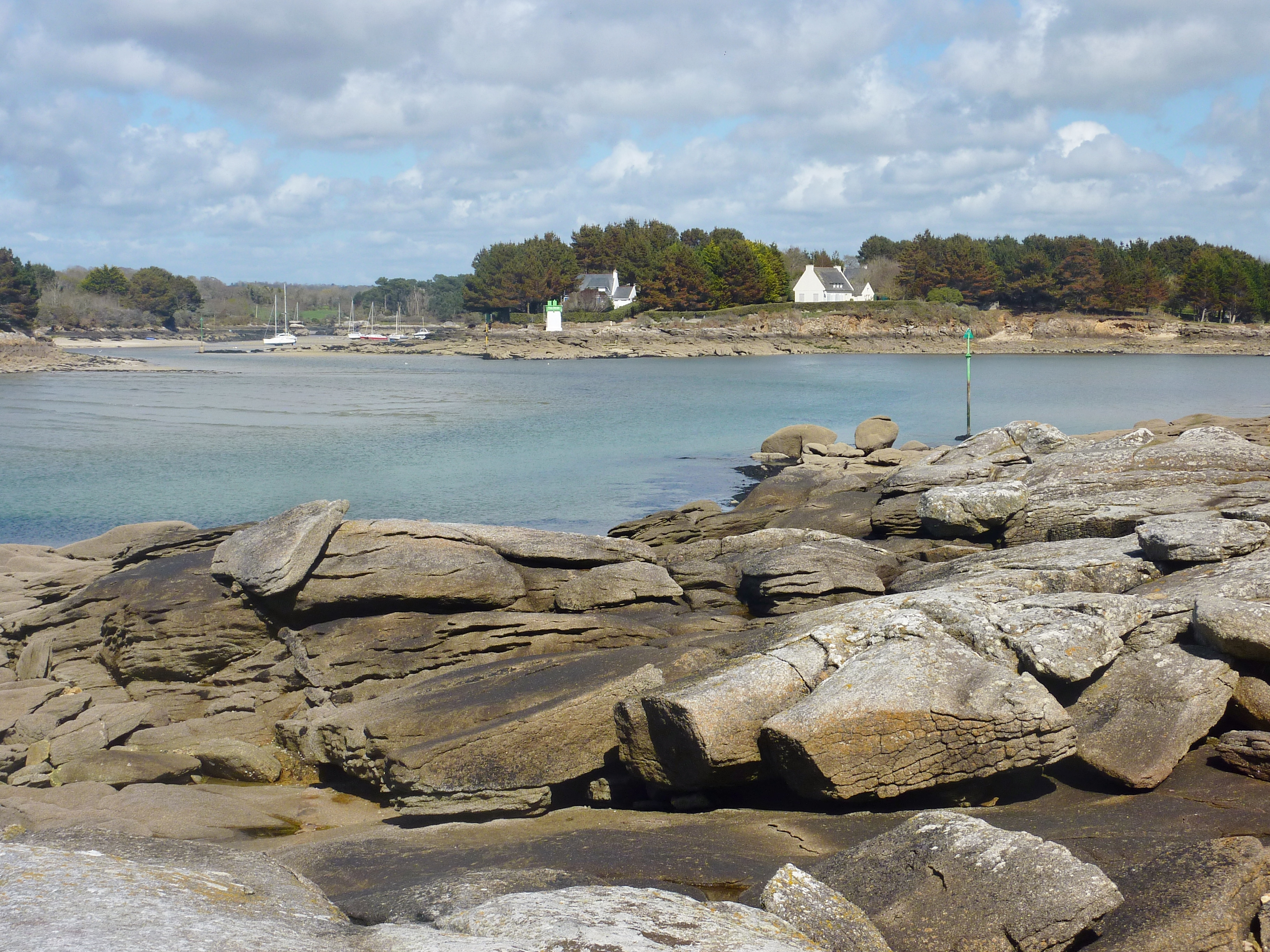
Anse de Pouldohan : la Pointe de Grignallou vu de la rive sud de l'anse.
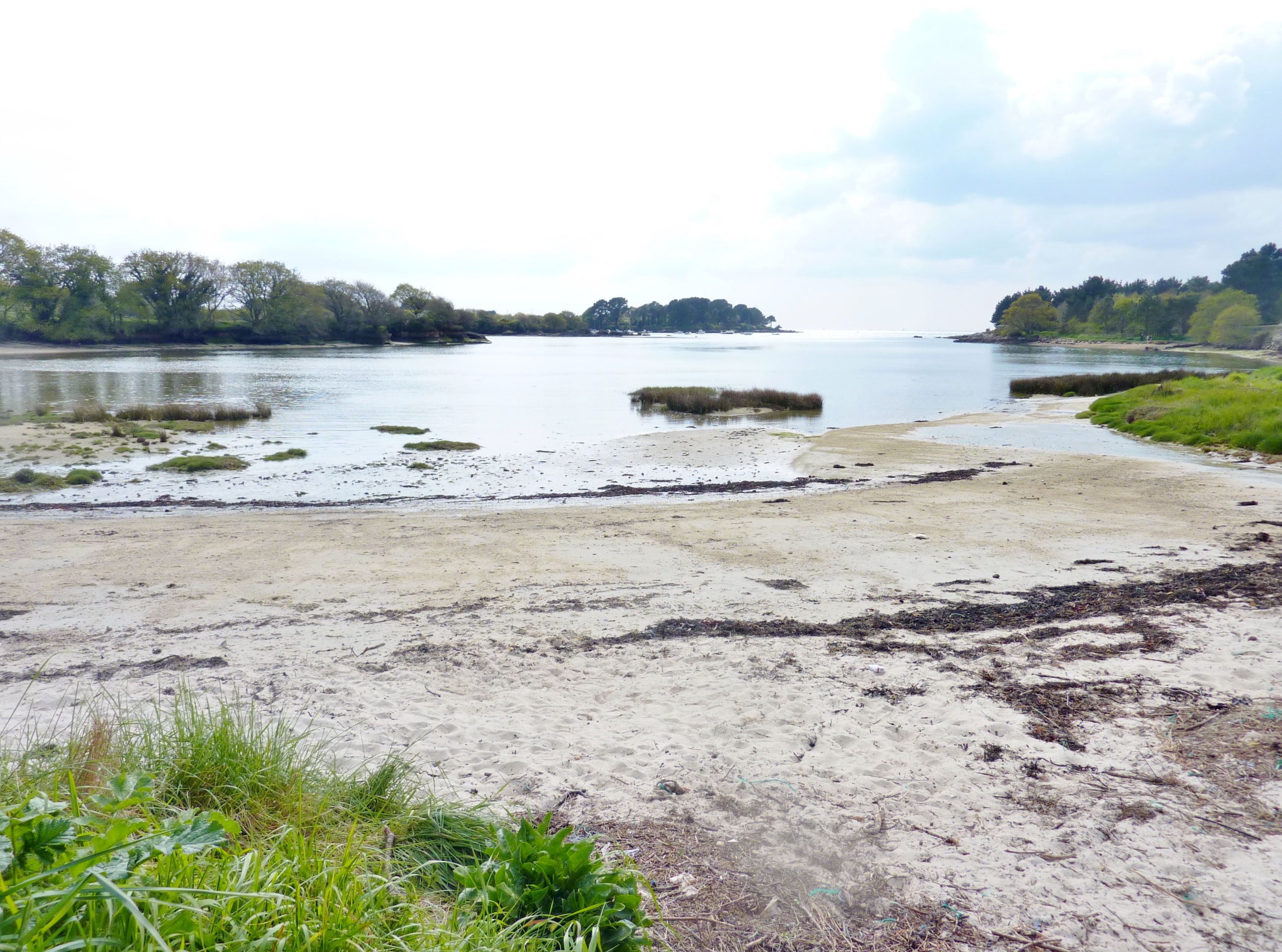
L'Anse de Pouldohan vue depuis la plage de Ster Greich (à marée haute).
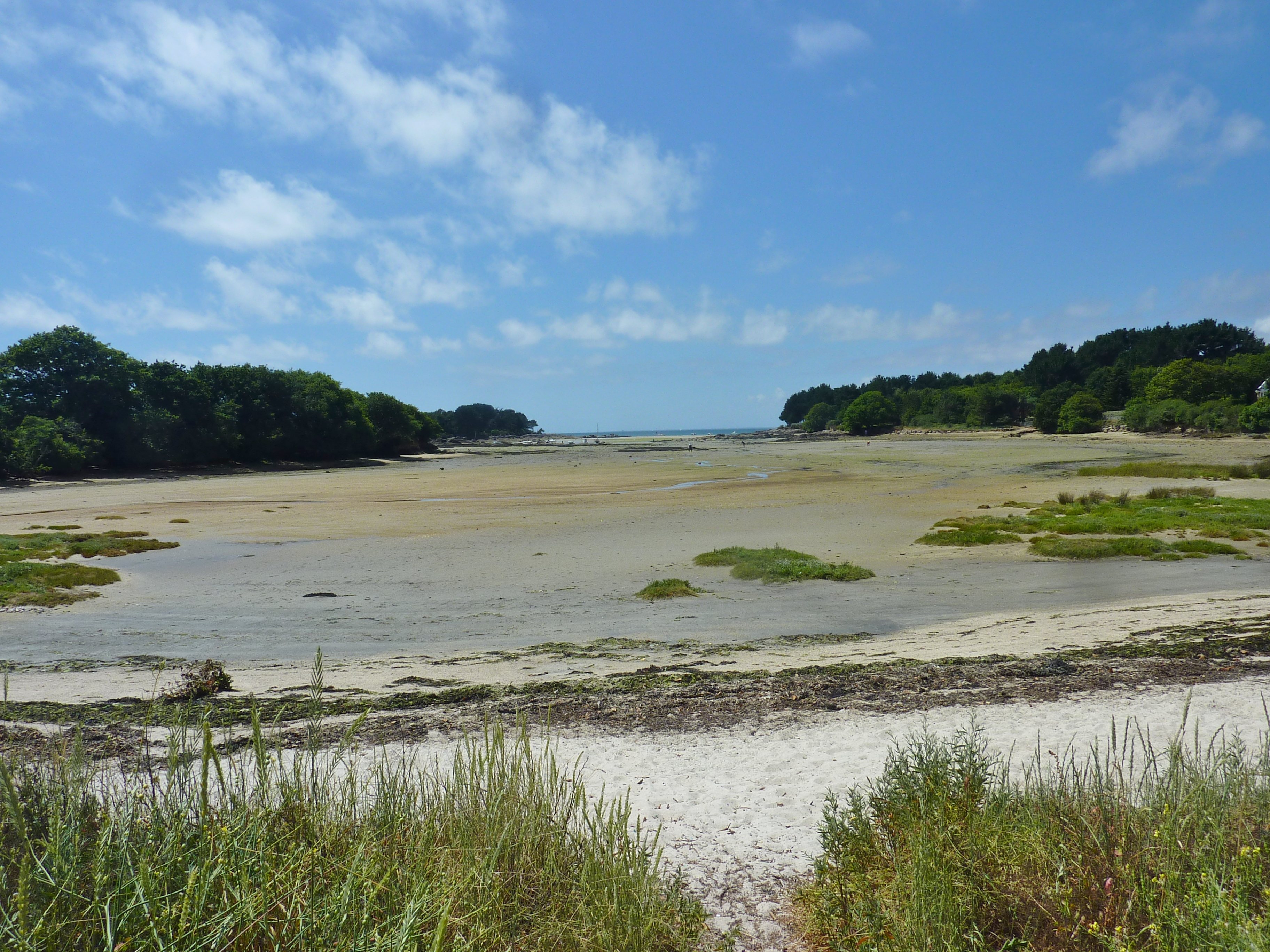
La plage de Ster Greich au fond de l'Anse de Pouldohan (à marée basse).
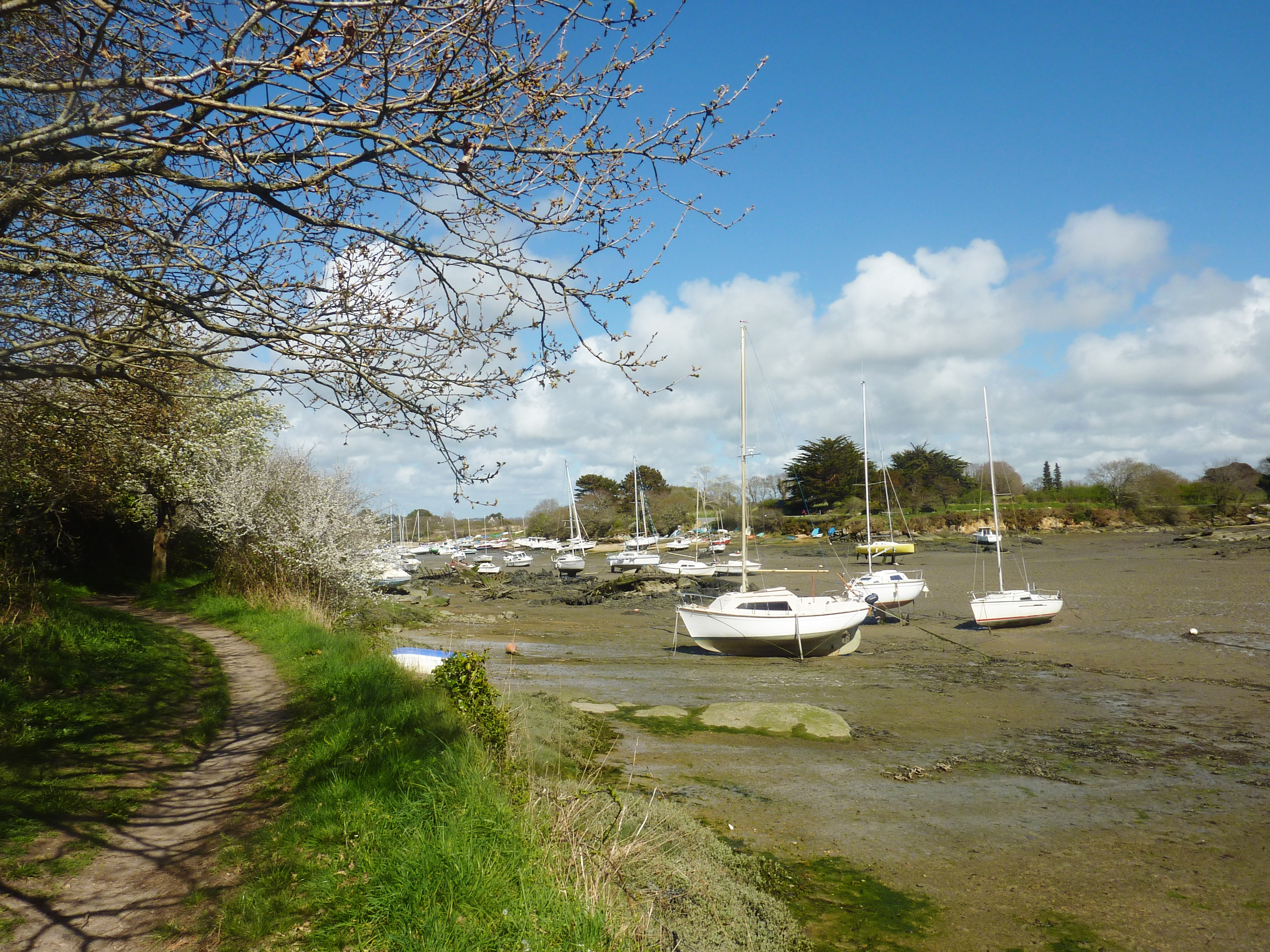
Le fond de l'Anse de Pouldohan à marée basse (face à la cale de Porz an Halen).
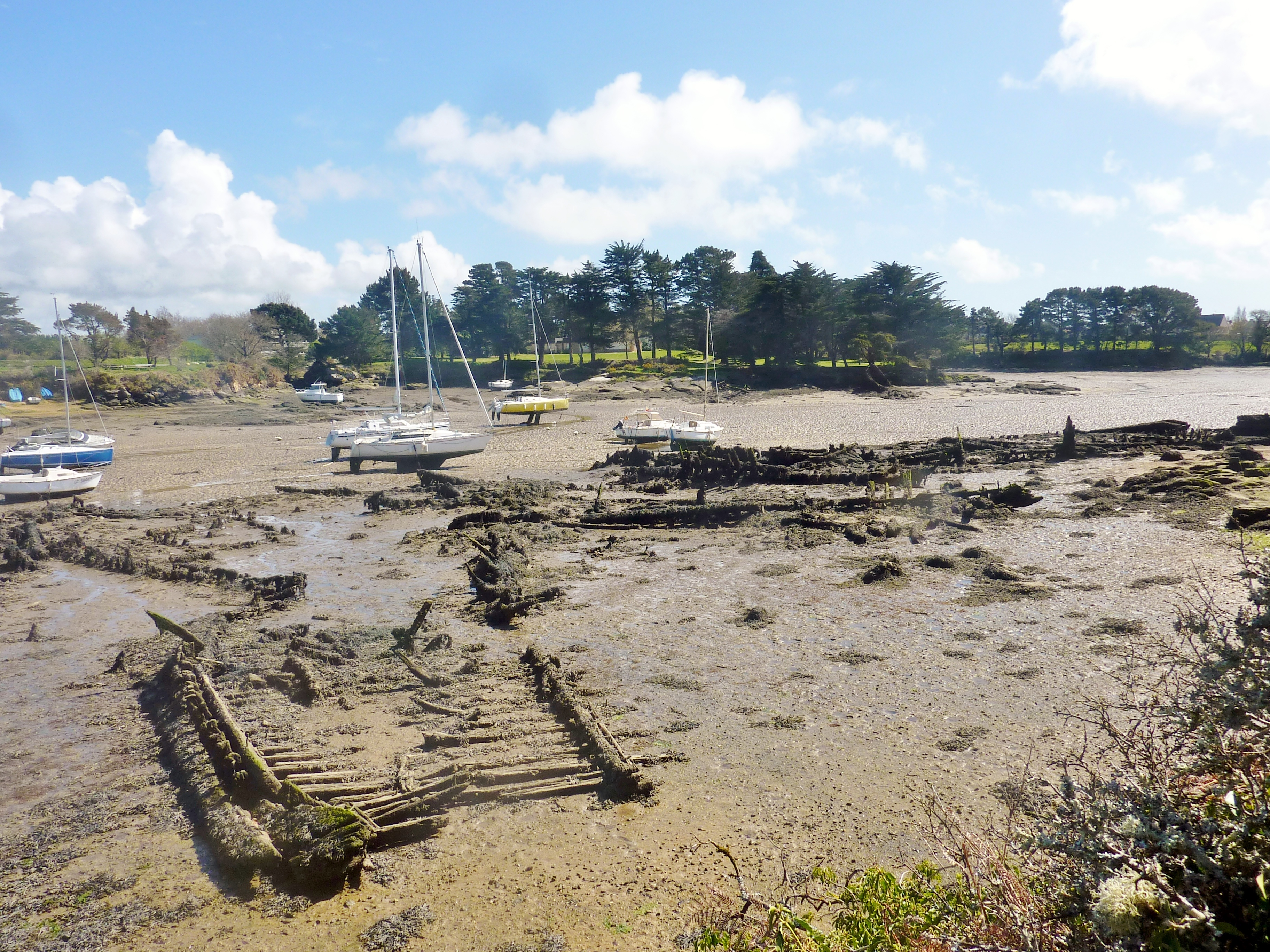
Restes d'épaves dans l'ancien cimetière à bateaux du fond de l'Anse de Pouldohan.

En allant vers le sud, la côte présente quelques falaises au nord de la Pointe de la Jument, mais ensuite, entre cette pointe et celle de Trévignon, située plus à l'est, la côte est basse et forme un cordon dunaire rectiligne de 6 km de long. Plusieurs étangs, en fait des marais maritimes car de l'eau de mer y pénètre lors des grandes marées ou des tempêtes, appelés localement loc'h, certains temporaires, se sont créés à l'arrière de ce cordon sableux. Les plus importants se nomment Loc'h Louargar et Loc'h Coziou. Il s'agit d'une zone naturelle protégée depuis 1982 où les eaux salées et douces provenant de la mer et des cours d'eau côtiers se mélangent. Une longue plage s'est formée le long de ce cordon littoral, portant les noms successifs de plage de Pendruc, Kerlaëren, Kerdallé, Kerouini, Pen Loc'h, Trévignon, La Baleine et Feunteunodou selon les endroits. À l'est de ce cordon dunaire une ancienne usine à iode a été transformée en « Maison du littoral ».

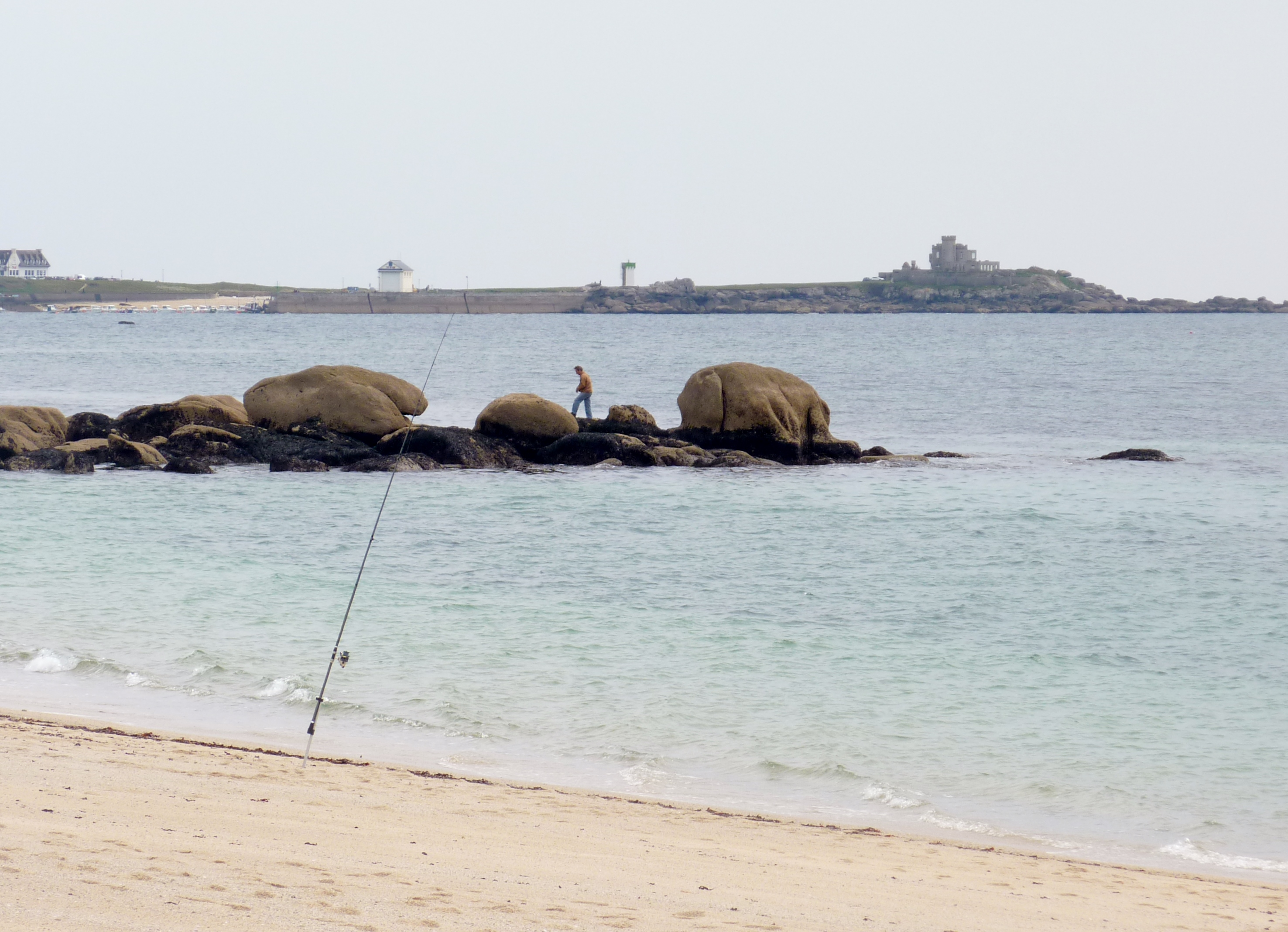
La Pointe de Trévignon vue depuis la plage de Kerouini.
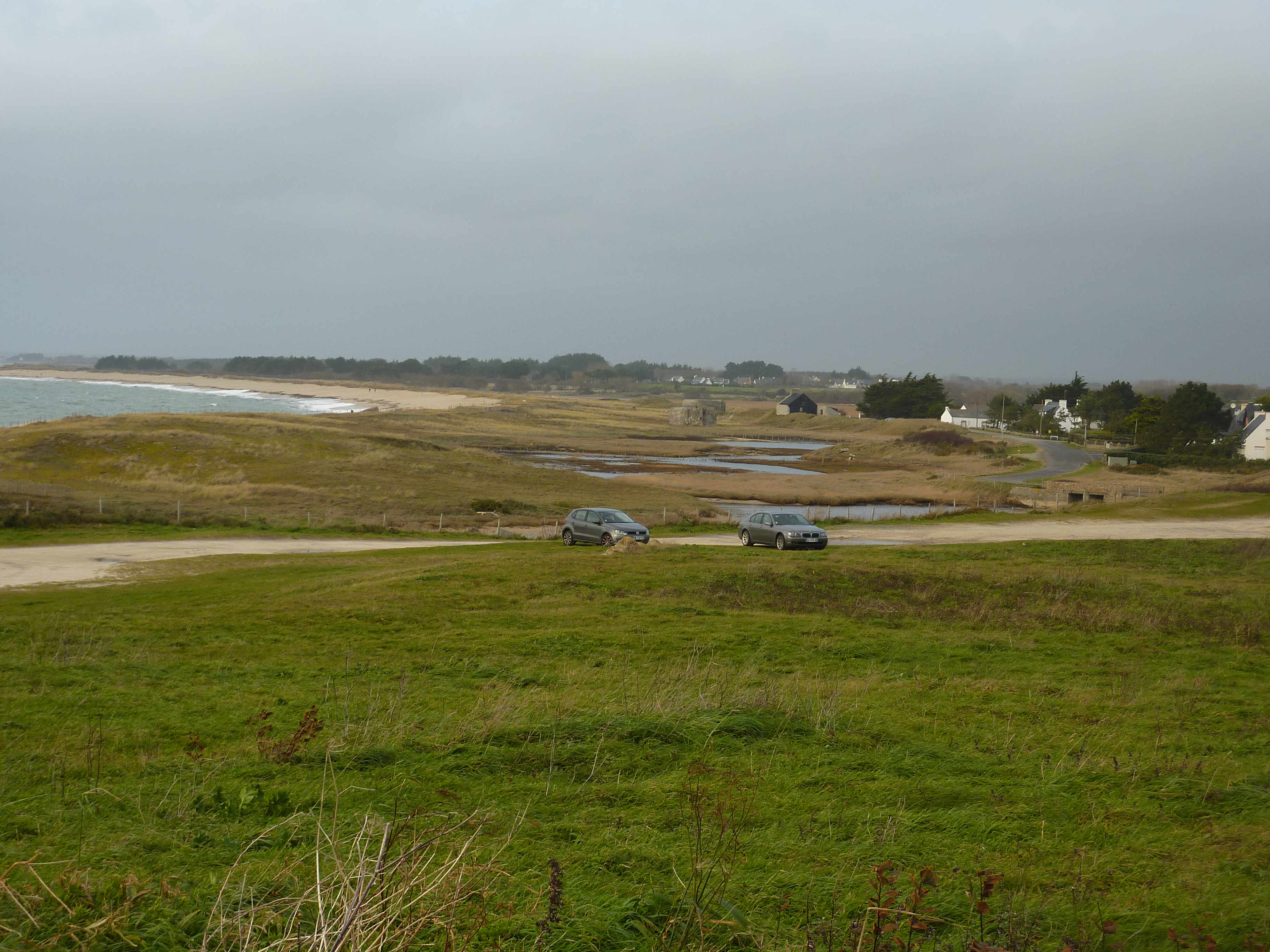
La plage de Trévignon, les dunes et étangs maritimes du littoral.
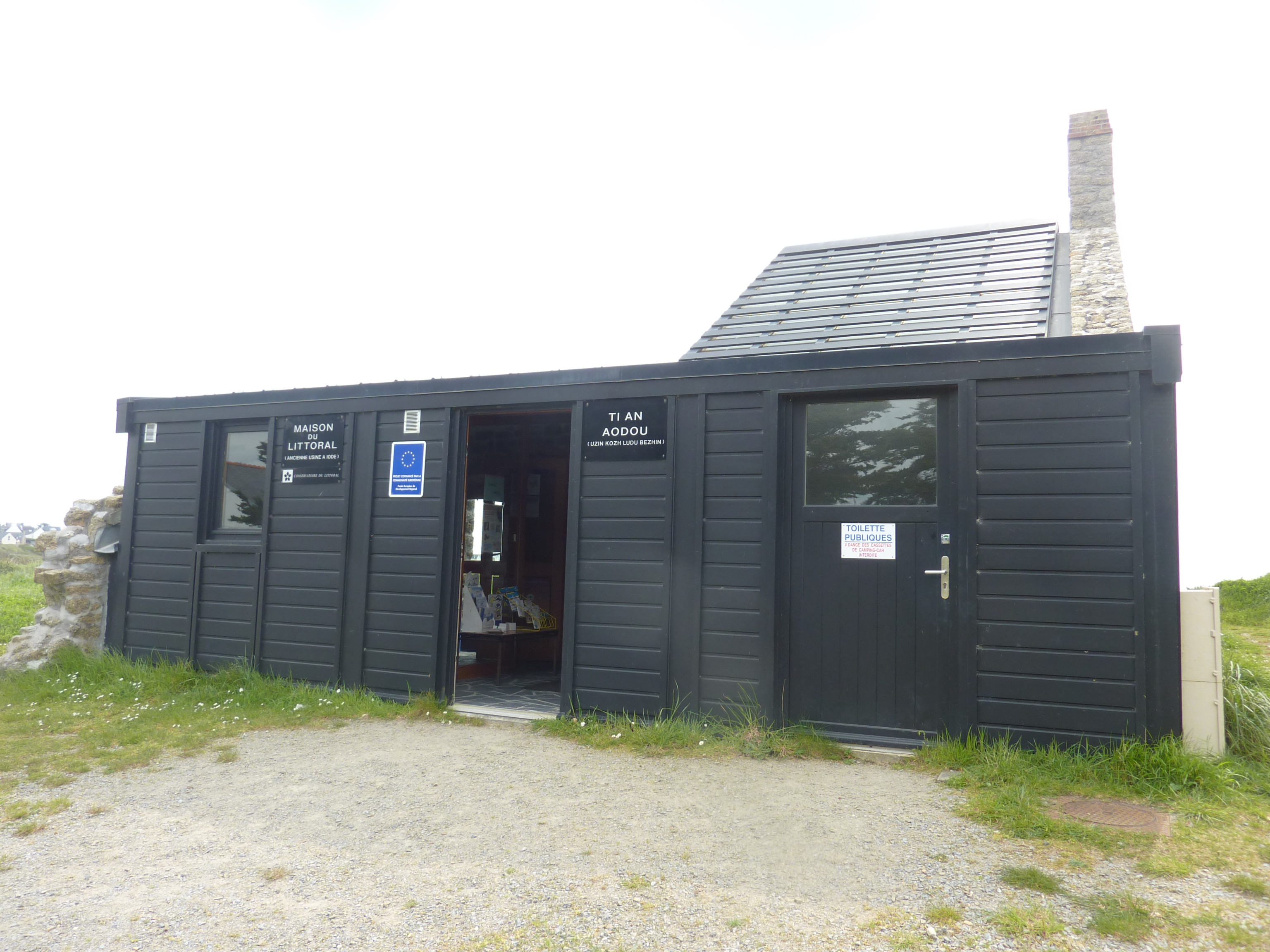
Plage de Trévignon : Ty an Aodou, la maison du littoral (ancienne usine à iode, désormais propriété du Conservatoire du littoral).
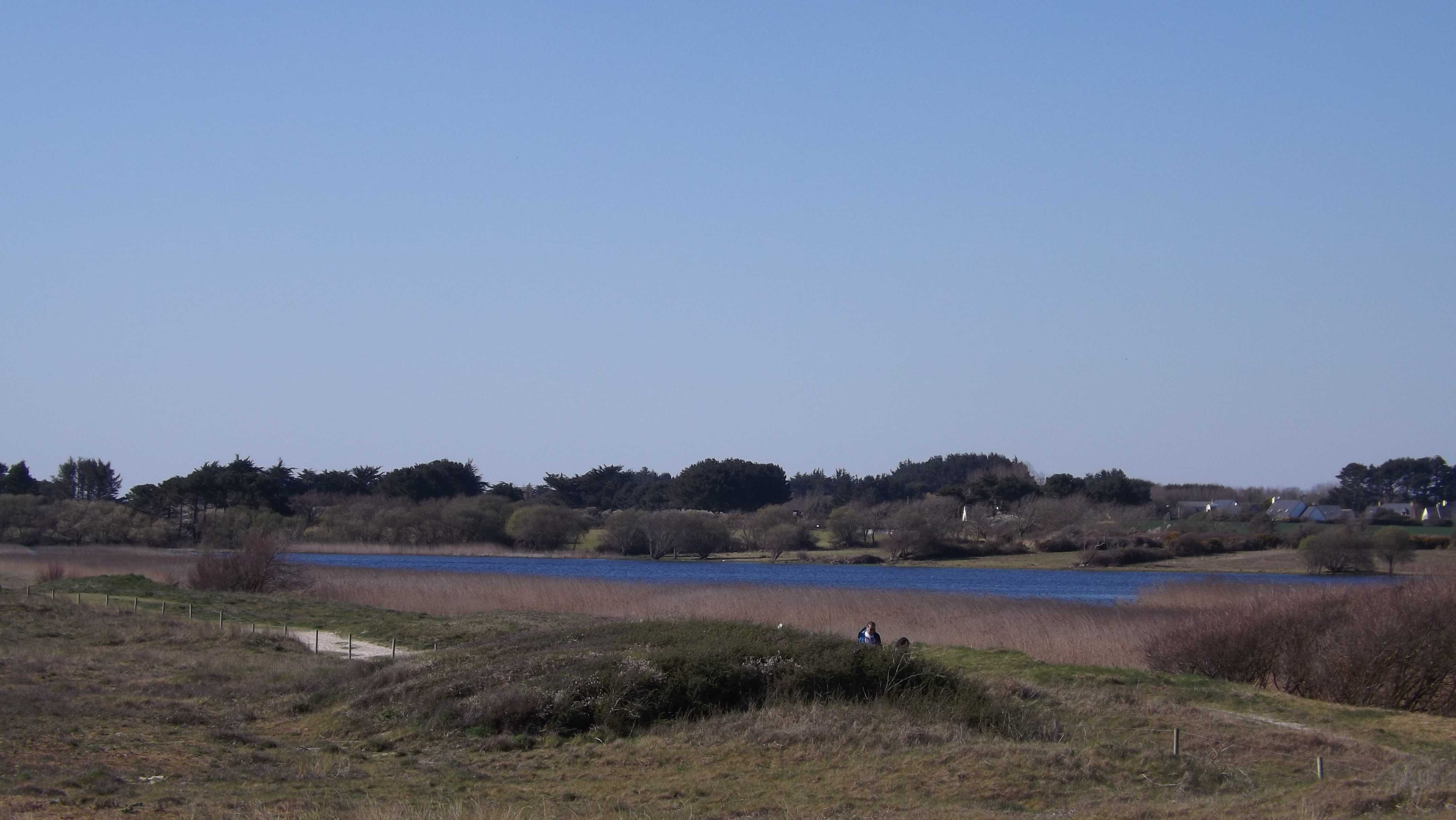
L'un des étangs de Trévigon : le loc'h Coziou.
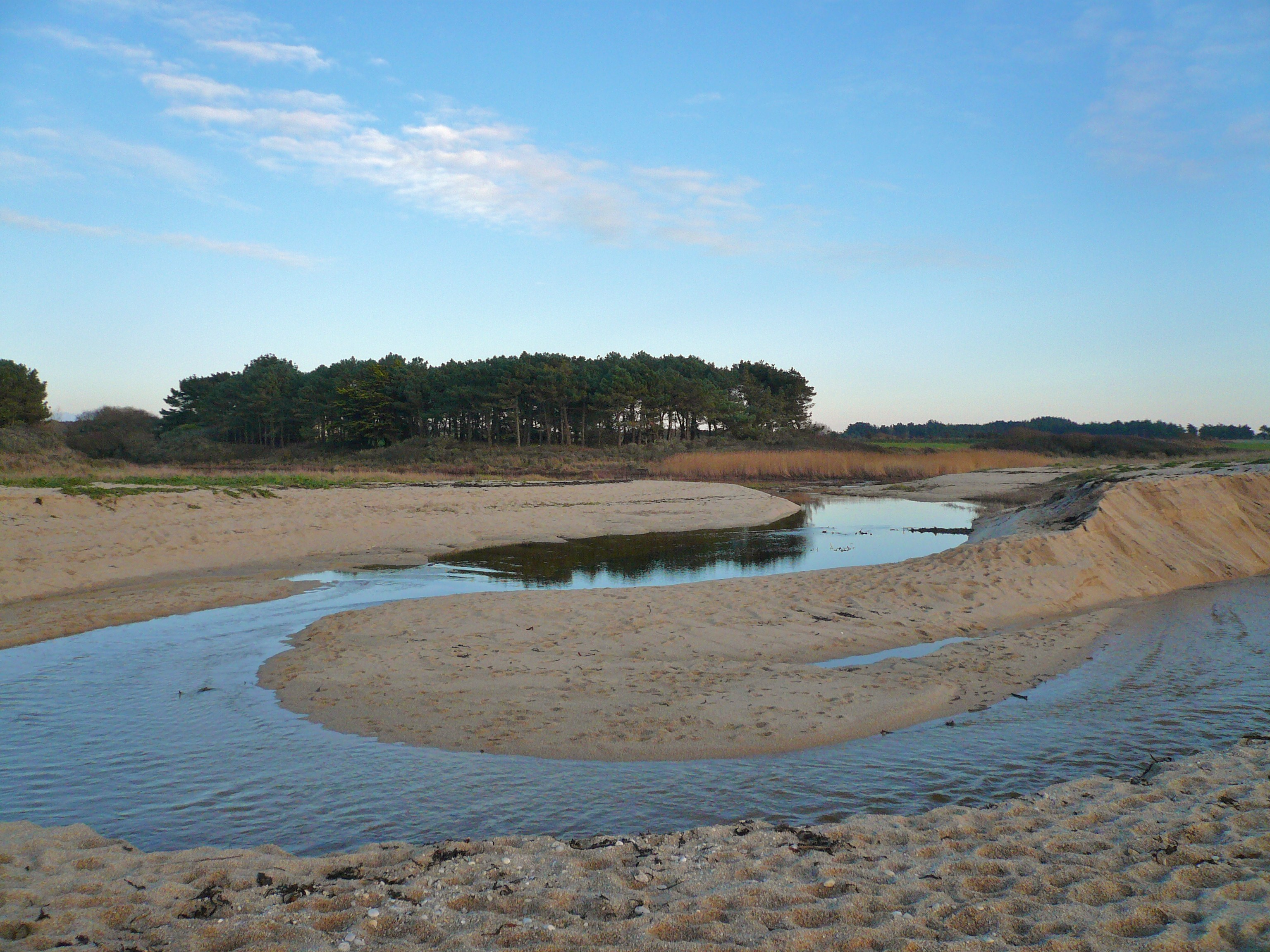
L'exutoire de l'étang de Kerdallé.
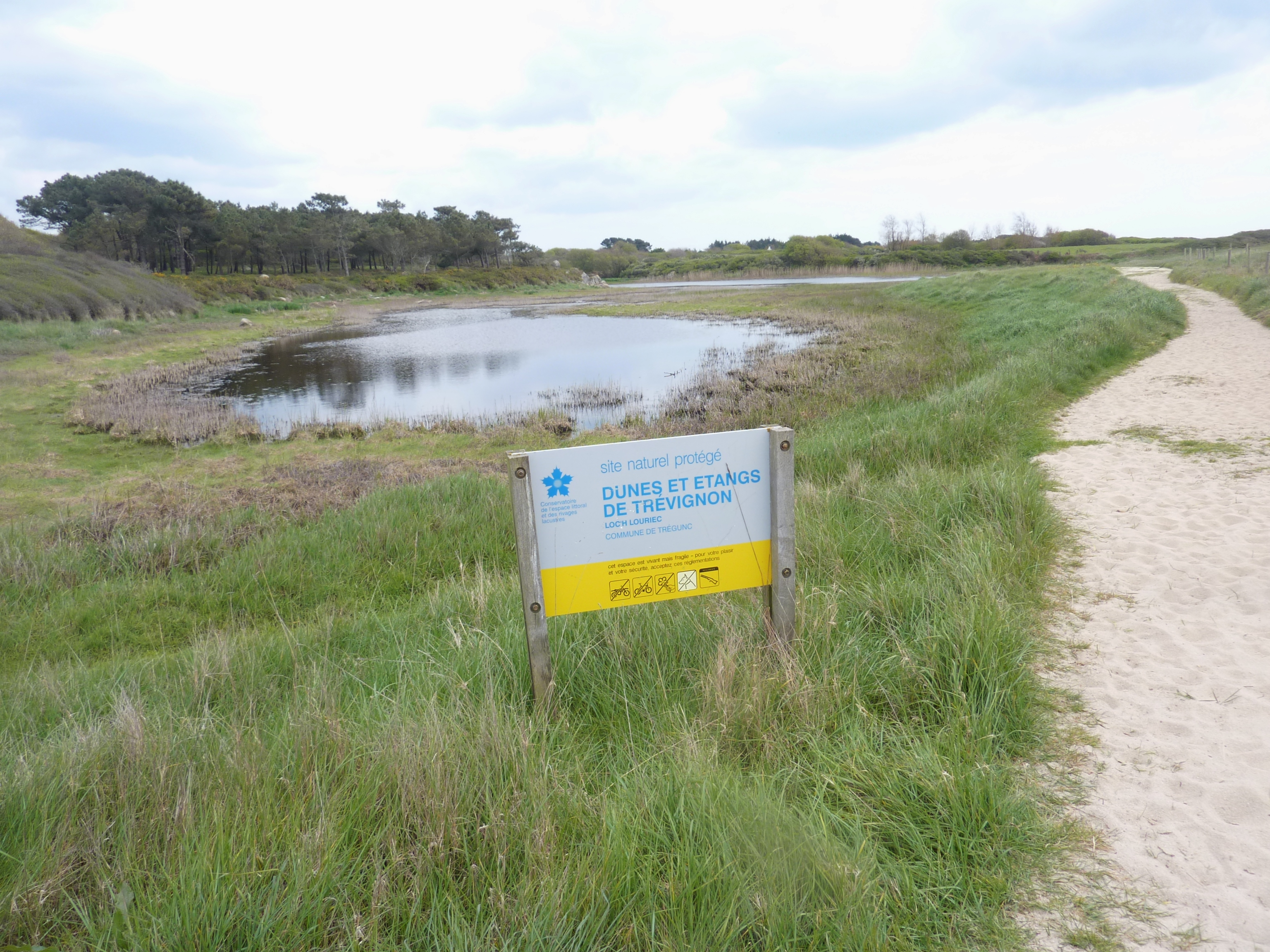
Le Loc'h Louriec, longé par le sentier littoral GR 34.
La plage de Loc'h Louriec (plage de Kerlaëren).
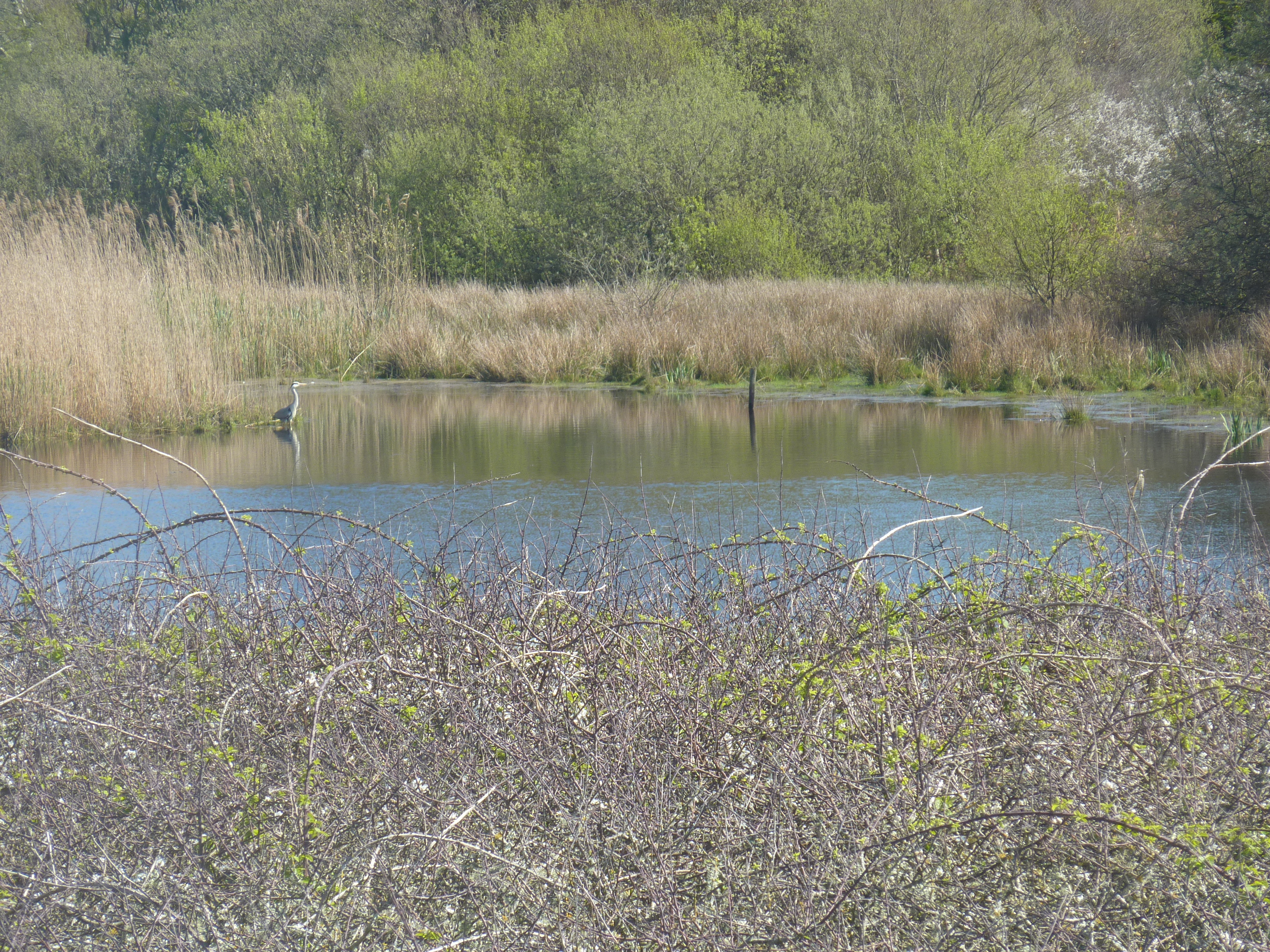
Le Loc'h Ven au sud de la Pointe de la Jument (un héron cendré à gauche).
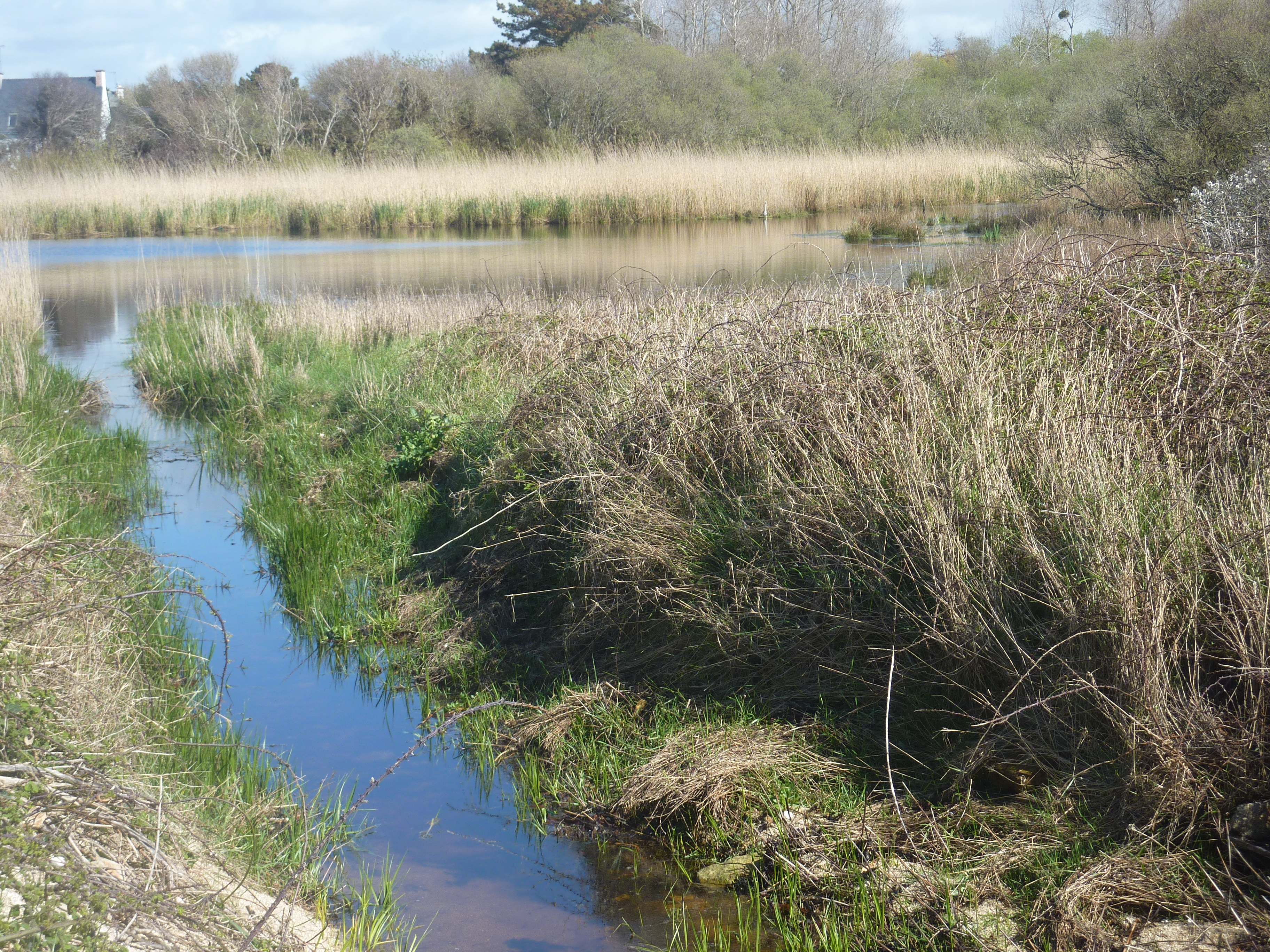
L'émissaire du Loc'h Ven (au sud de la Pointe de la Jument).
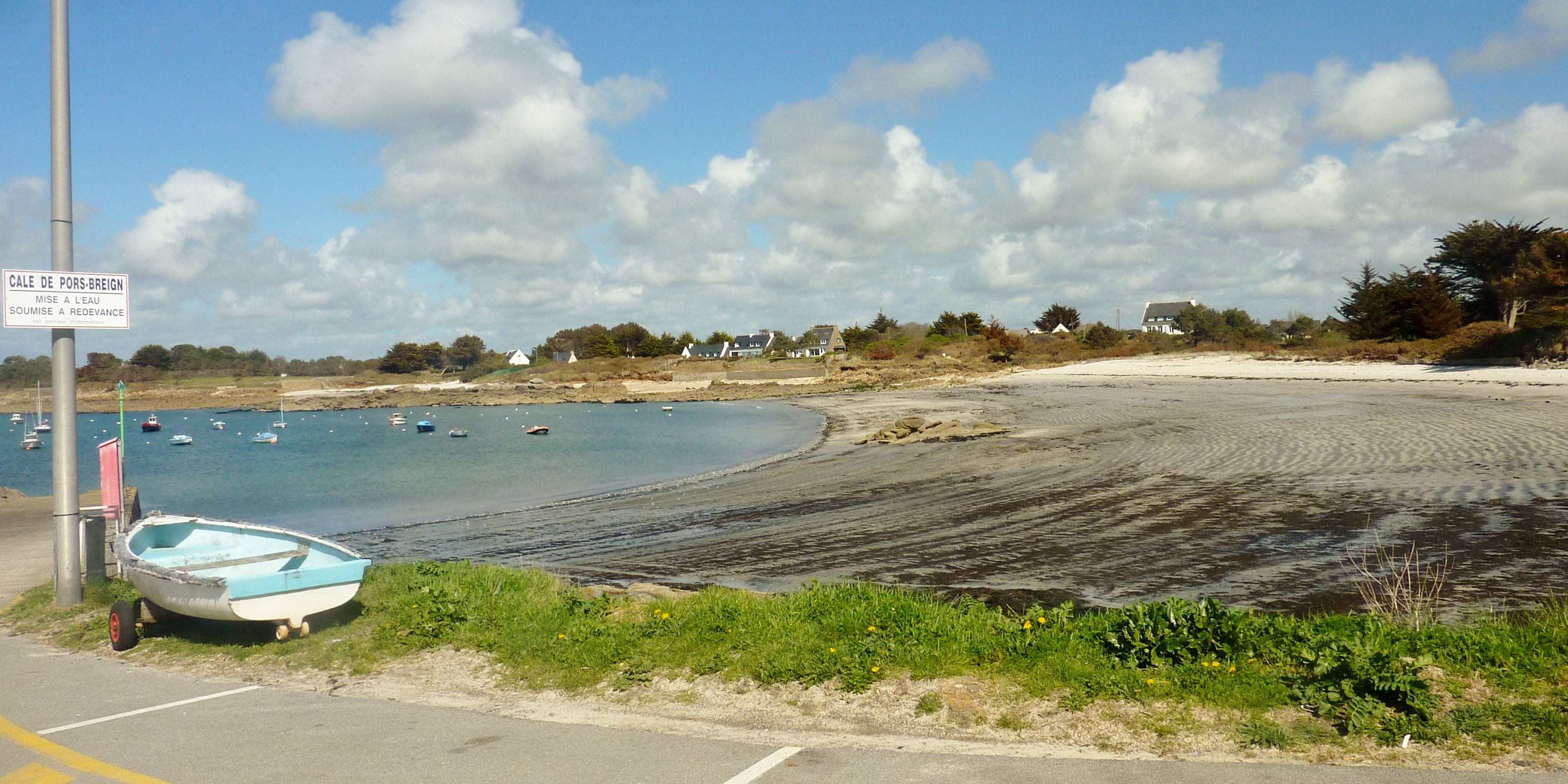
La plage de Loc'h Roz vue de la cale de Pors Breign.

À l'est de la Pointe de Trévignon, s'étendent des falaises assez basses et des plages plus courtes : plage de Trez Cao, plage de Don, plage de Kersidan, plage Dourveil, cette dernière située pour partie dans la commune voisine de Névez.

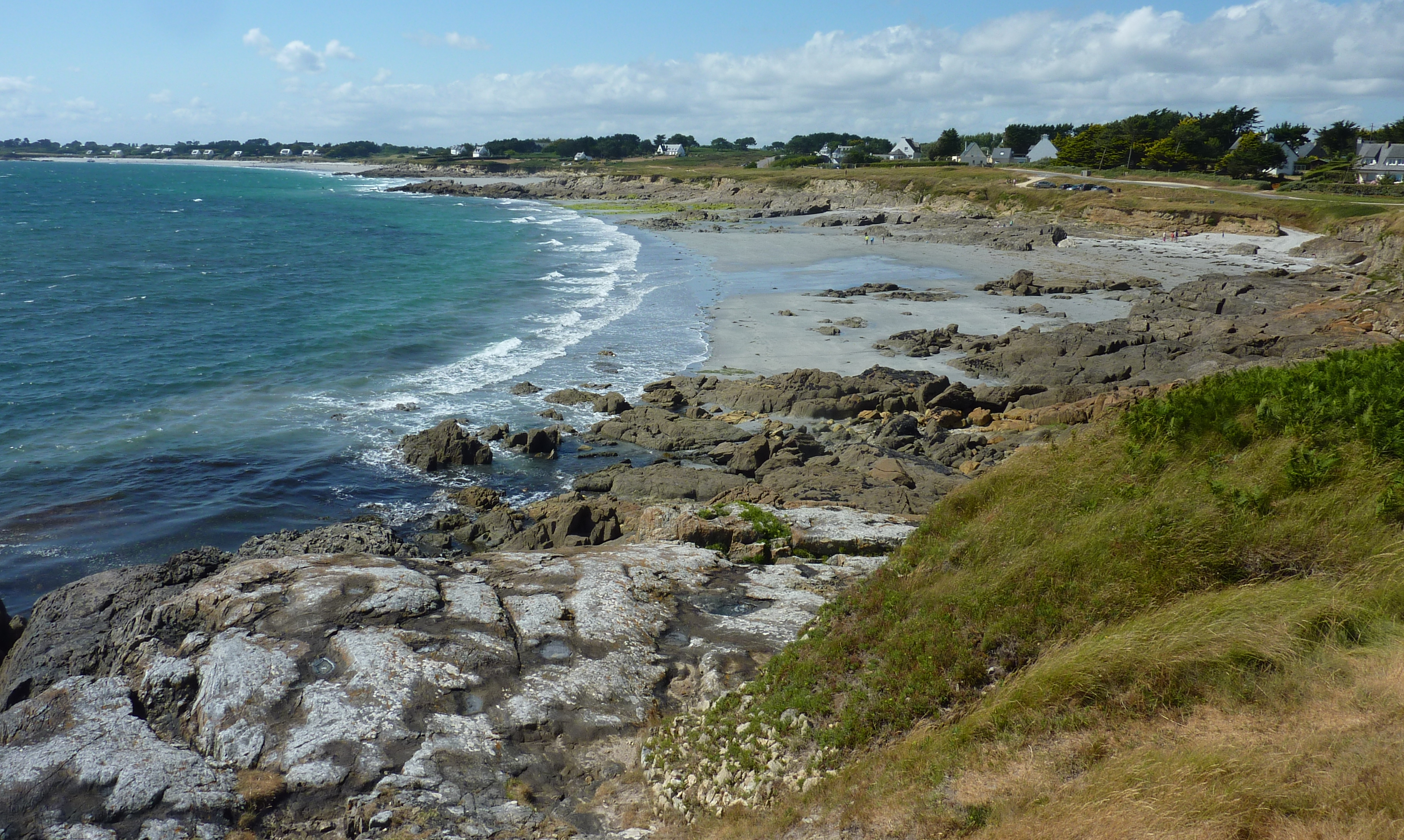
La plage Dourveil.
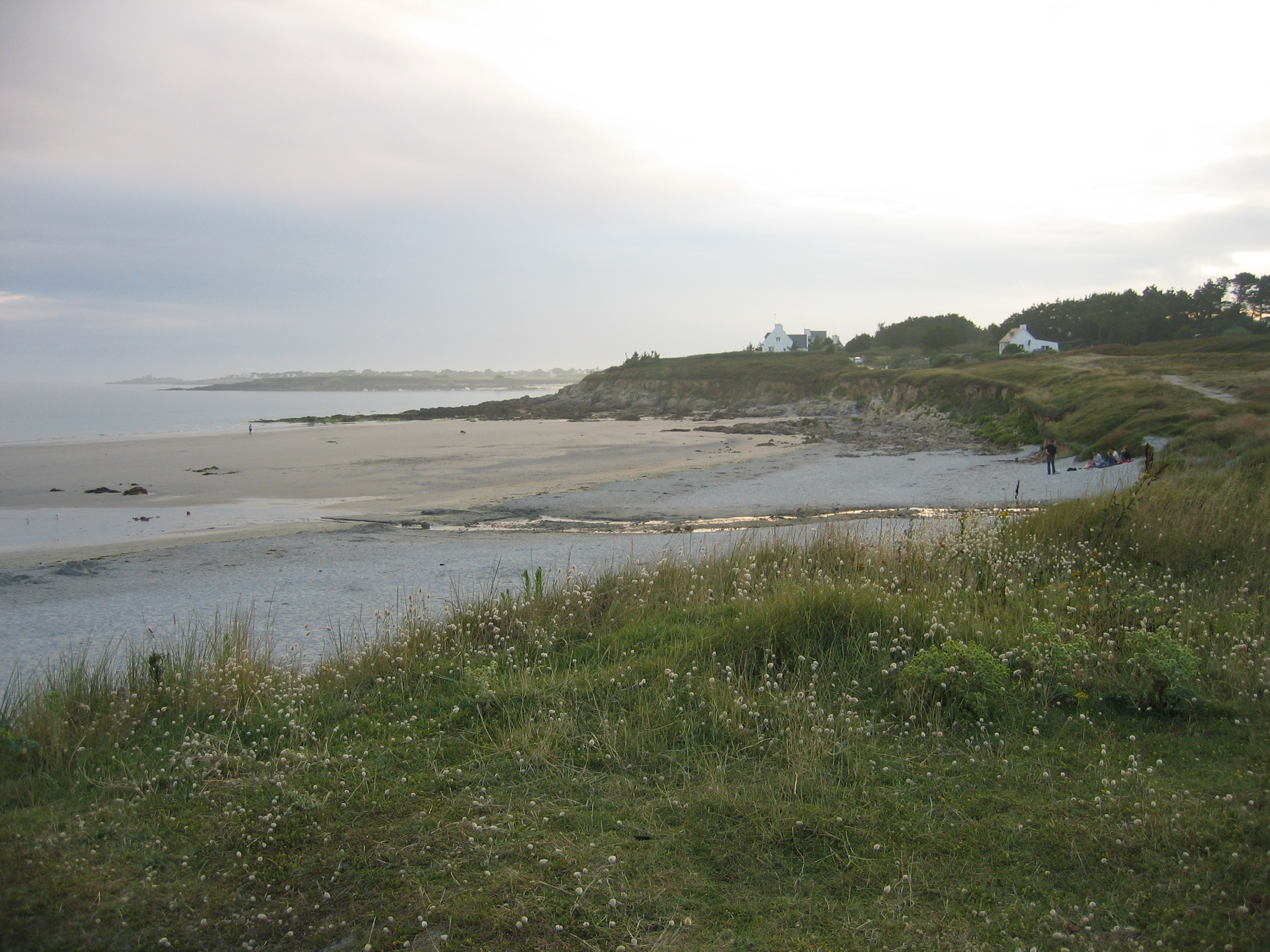
La plage de Kersidan.
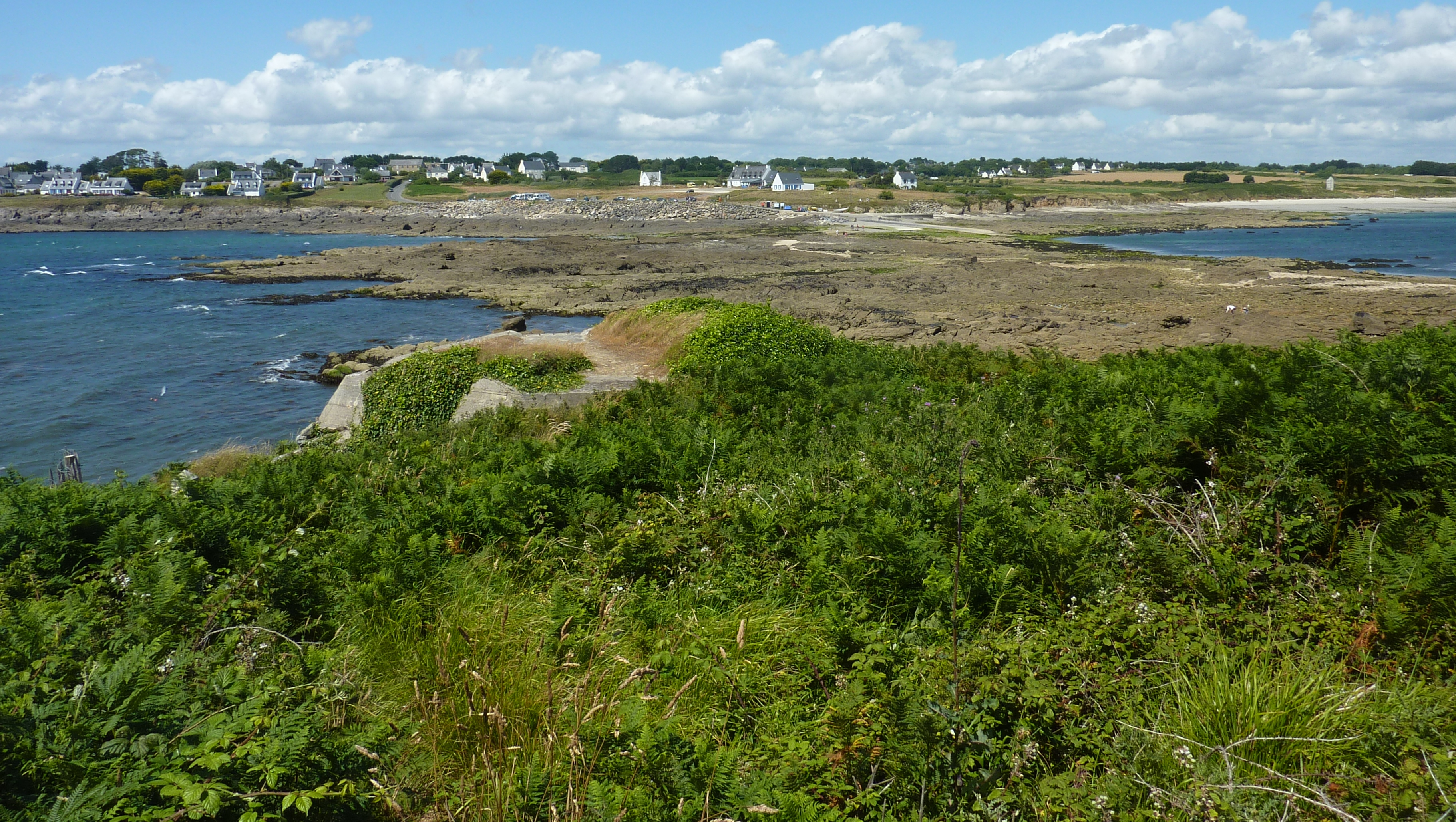
Le continent vu de l'île de Raguenez.

Le long littoral dont dispose Trégunc n'a guère été propice à la création de véritables ports ; plusieurs, dans les anses de Moulin à Mer et de Pouldohan, sont de simples havres et de simples ports d'échouage, notamment Porz an Halen au fond de l'Anse de Pouldohan ; d'autres n'ont que des aménagements sommaires (Pors Breign, Port de Trévignon) et ne sont fréquentés désormais que par des bateaux de plaisance.

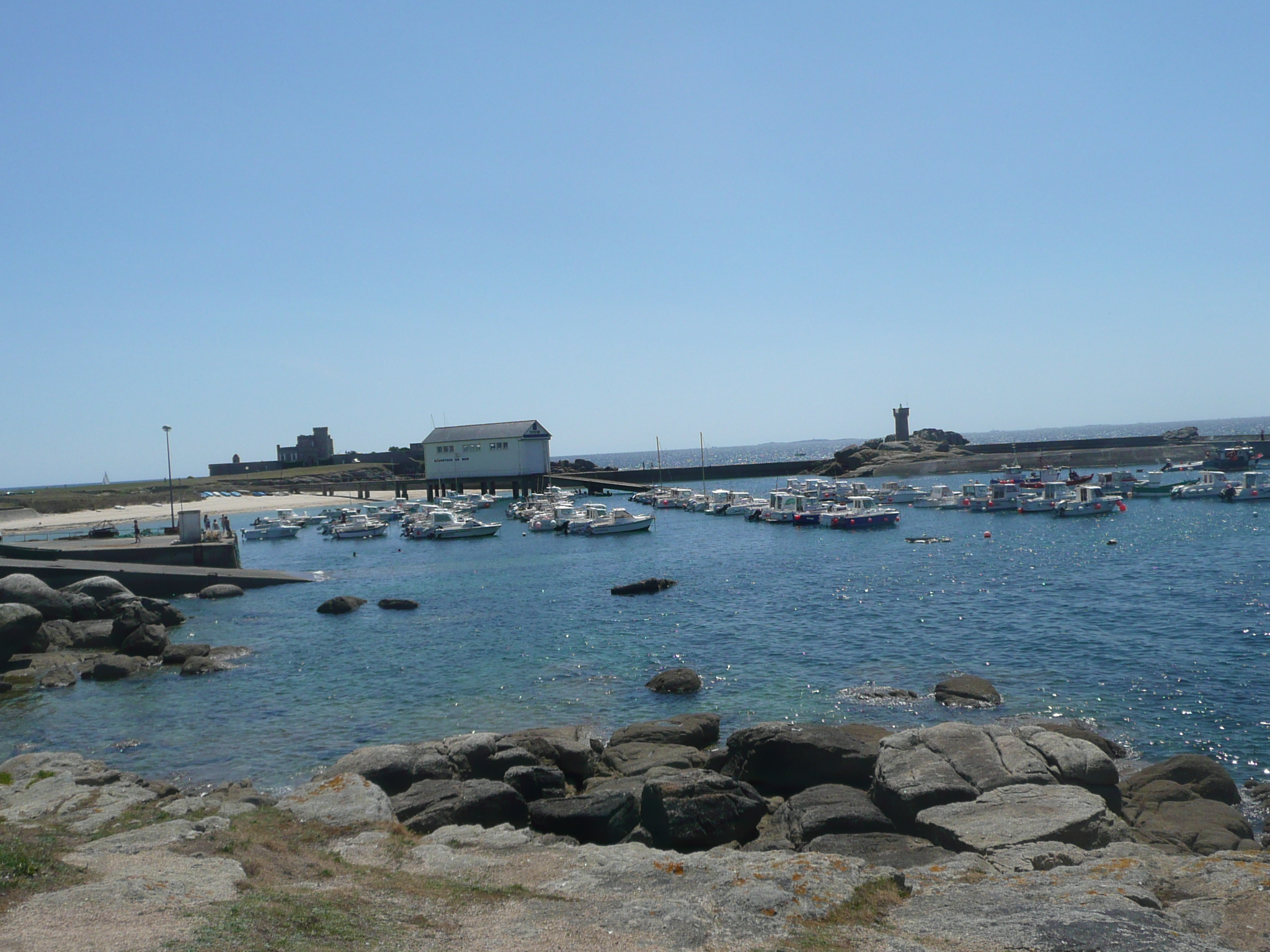
Le port de Trévignon.
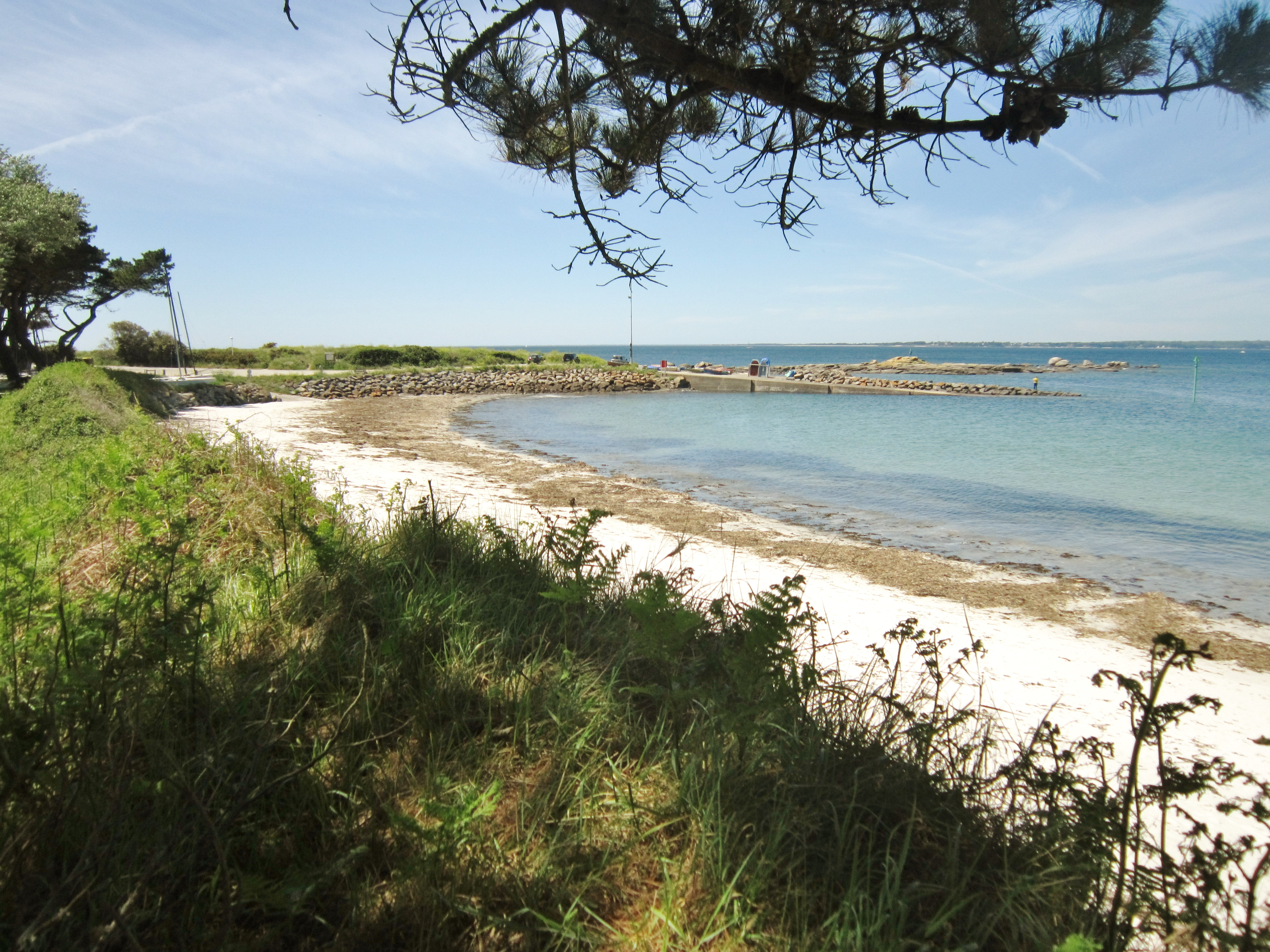
La plage de Pouldohan et le port de Pors Breign.
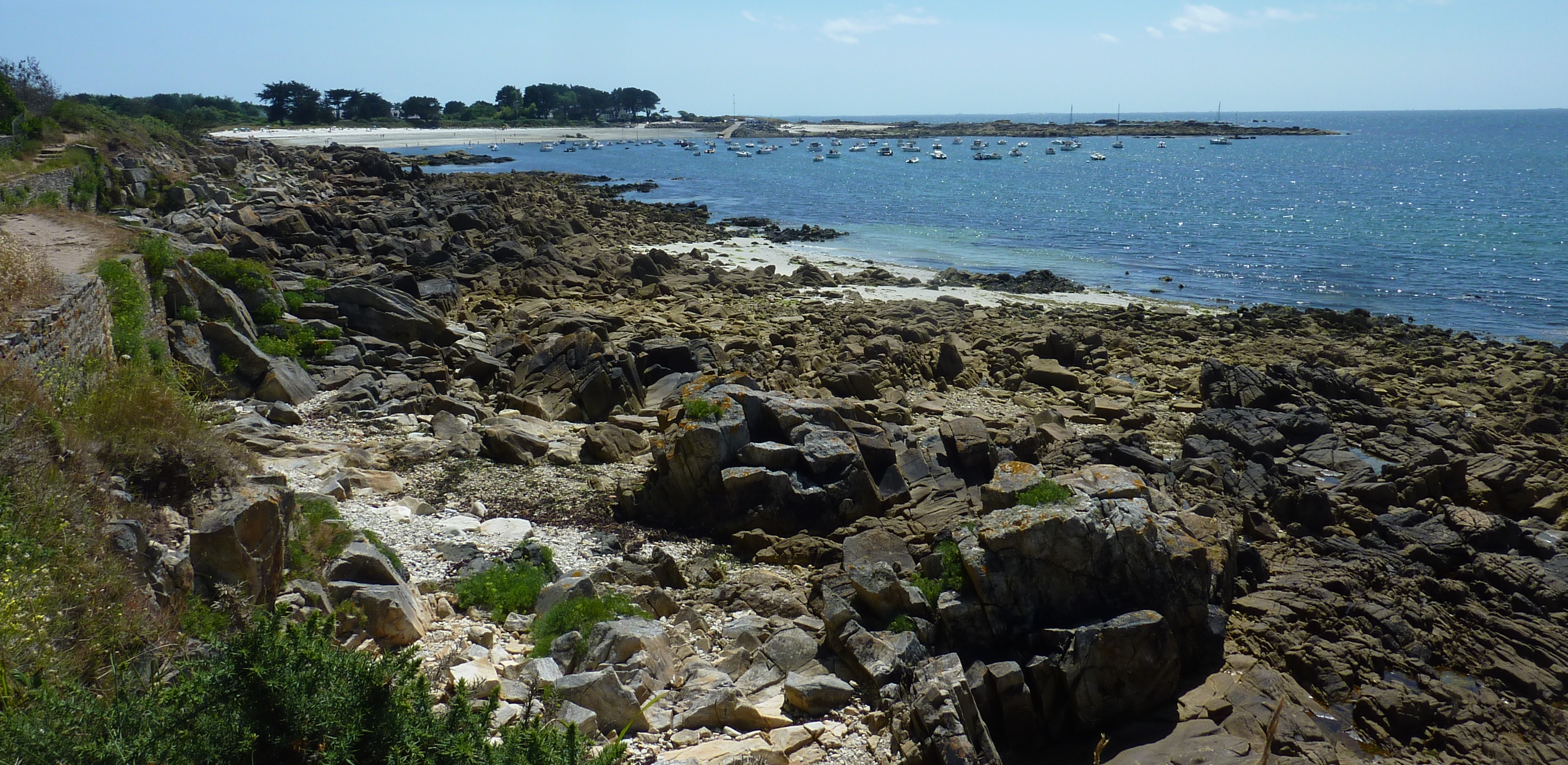
Le port de Pors Breign et la plage de Pouldohan (plage de Loc'h Roz) vus de l'entrée de l'anse de Pouldohan.
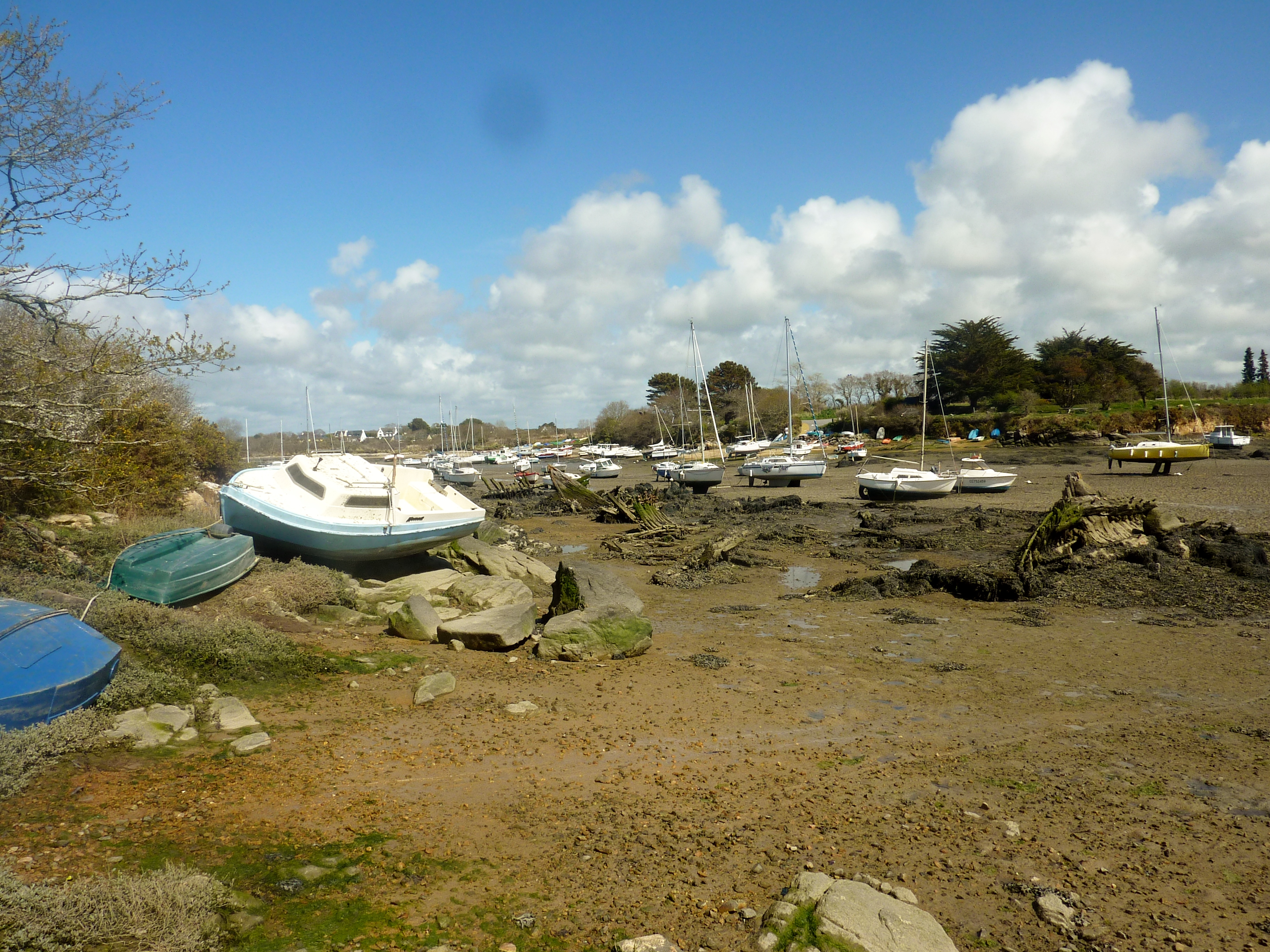
Le port d'échouage du fond de l'Anse de Poudohan (Porz an Halen) et l'ancien cimetière à bateaux.

### Habitat
Le bourg de Trégunc, d'importance modeste les siècles passés, s'est nettement développé ces dernières décennies, développant des extensions en doigts de gants le long des principaux axes routiers, principalement le long de la D 783 tant à l'ouest (quartier de Kerouel) qu'à l'est (Kergleuhan) du bourg, ainsi que le long de la route en direction de Croaz Hent Bouillet en direction du nord ; des lotissements se sont développés en périphérie du bourg, principalement au sud (Kermac'h, Roudouhic), mais aussi du nord (Beg Rouz Vorch). Une zone industrielle et artisanale a aussi été créée à l'est du bourg.
Trégunc présente traditionnellement un habitat rural dispersé en nombreux hameaux et fermes isolées ; la commune conserve cet aspect dans les parties nord et est de son finage. Par contre la partie ouest, en raison de la proximité de la ville de Concarneau, connait par endroits une périurbanisation importante, qui se caractérise par la présence de lotissements résidentiels augmentant la taille de ces anciens hameaux, notamment à Croaz Hent Bouillet au nord-ouest et à Kermao, Pen Prat, Kerbiquet, Lambell, Kerlogoden et Coat Pin en allant vers le sud-ouest. Une zone industrielle s'est également développée à Kermao, à proximité de Pont Minaouët. La partie sud de la commune, riveraine de l'Océan Atlantique, a aussi connu par endroits une importante urbanisation diffuse, notamment autour des hameaux de Pouldohan et Pendruc au sud-ouest, de Saint-Philibert et surtout Trévignon au sud, ainsi que dans le quartier du Paradis au sud-est ; néanmoins les mesures de protection prises ont empêché l'urbanisation le long d'une partie notable du littoral, qui est ainsi préservé, principalement entre Loc'h Louriec et les abords de la Pointe de Trévignon.
Les résidences secondaires sont nombreuses dans la commune : 1 328 y sont recensées en 2022 (26,4 % du parc immobilier total).

### Trévignon
La pointe de Trévignon, sur laquelle se dresse une villa-château (propriété privée), s'avance dans l'océan en direction du sud-ouest, et constitue le point le plus au sud de la commune de Trégunc.
Le port de Trévignon est protégé par une jetée équipée d'un phare. En son centre une construction sur pilotis abrite le canot de la SNSM.
La pointe de Trévignon est entourée de petites plages et constitue le point de départ pour la visite de la zone naturelle protégée des étangs de Trévignon.

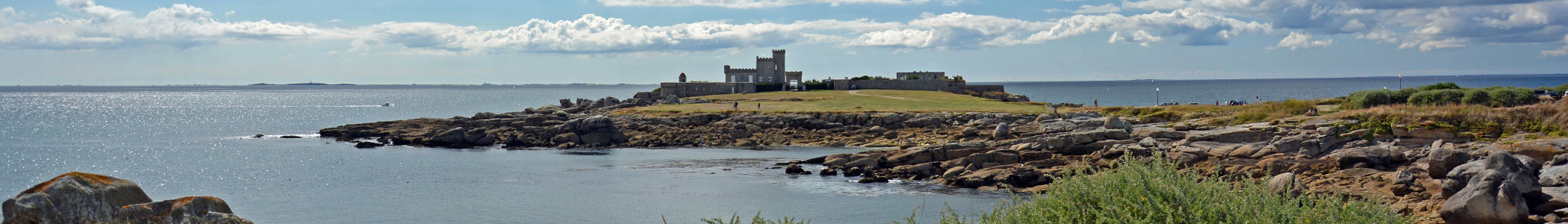
La pointe de Trévignon.
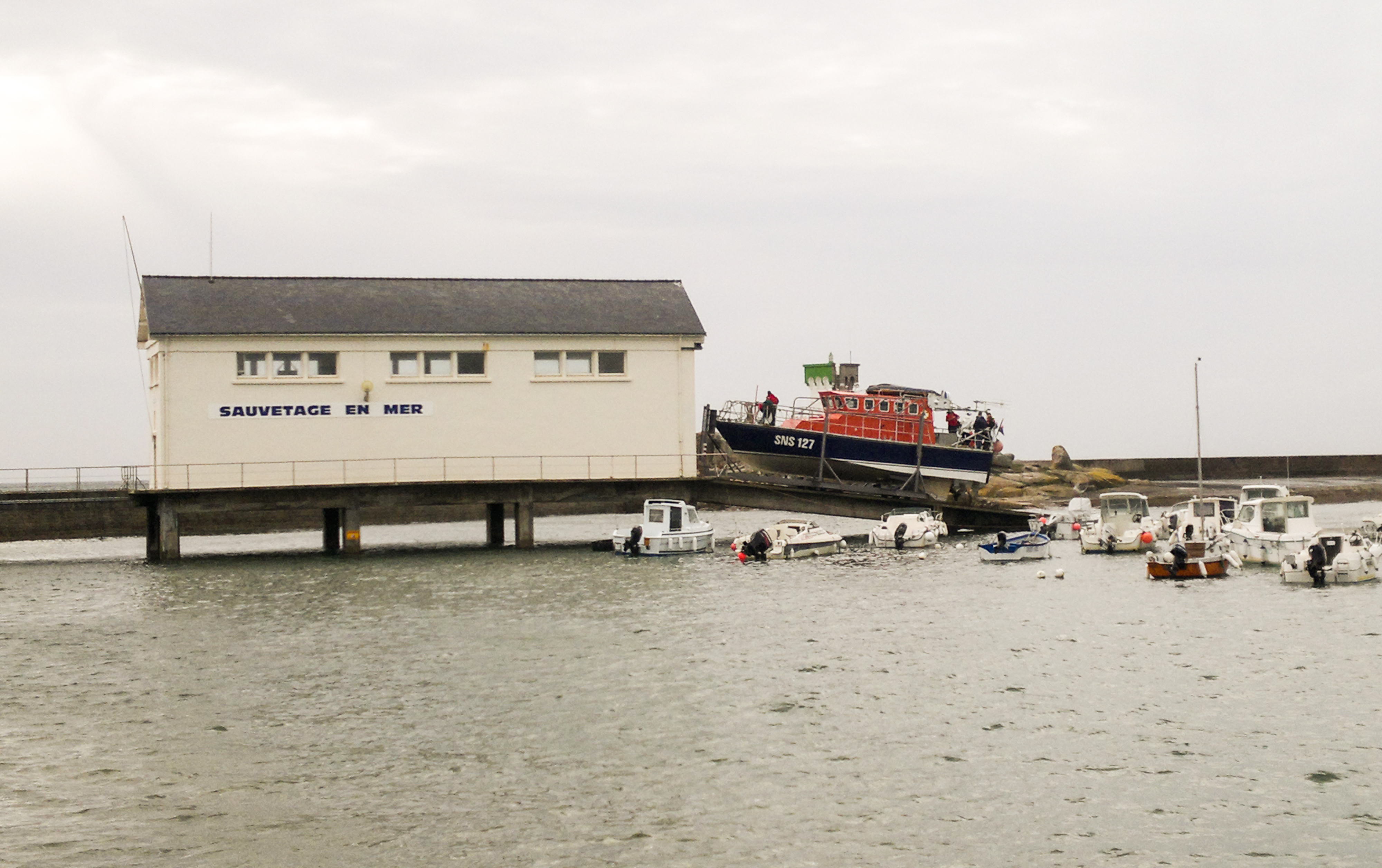
L'abri de la SNSM et le canot de sauvetage SNS 127 Ar Beg.
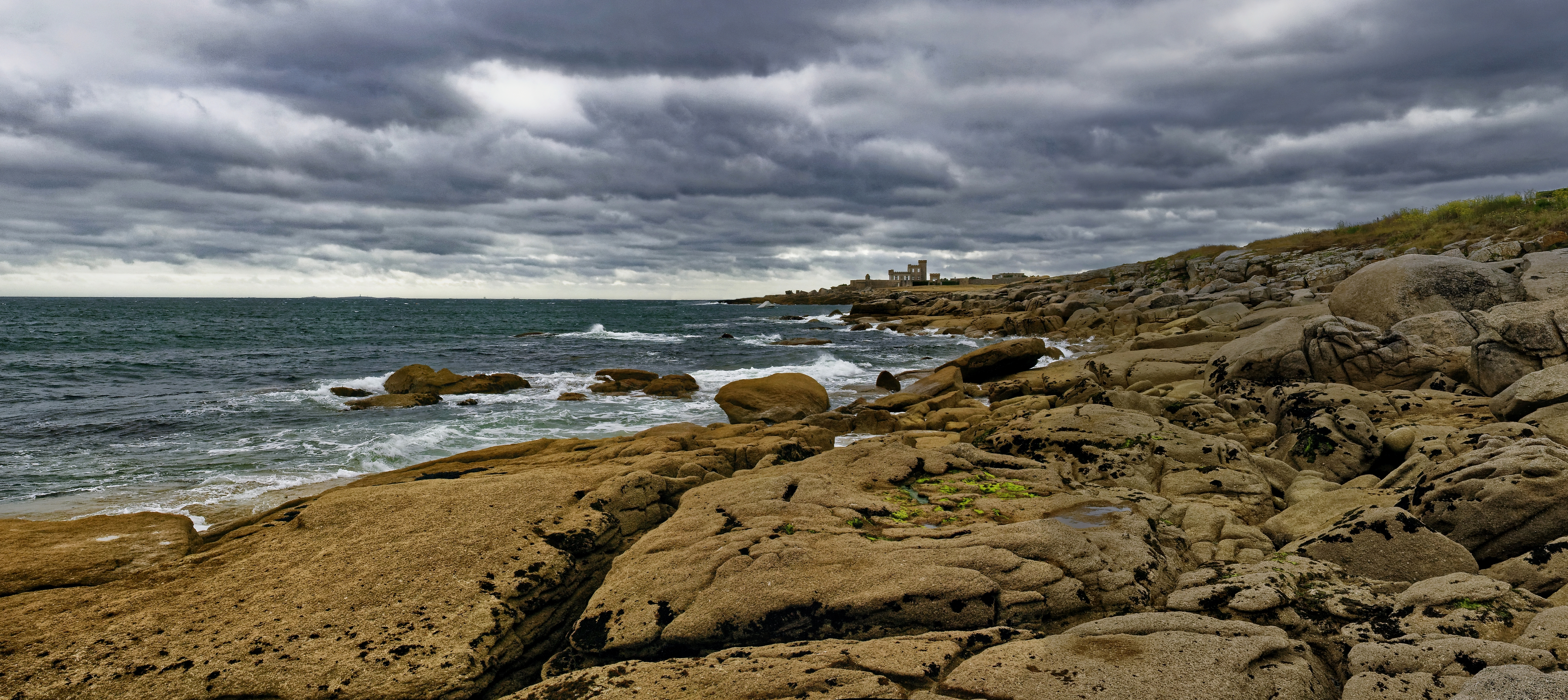
La pointe de Trévignon avec sa villa-château (privé).

### Hydrographie
Pour un article plus général, voir Réseau hydrographique du Finistère.
La commune est située dans le bassin Loire-Bretagne. Elle est drainée par le Minaouët, le Dour Ruat, le Pont Quoren, le Dourveil, le Kerrancez, le ruisseau de Pont quoren et divers autres petits cours d'eau,.
Le Minaouët, d'une longueur de 10 km, prend sa source dans la commune de Melgven et se jette  dans la Mer Celtique  à Concarneau. 

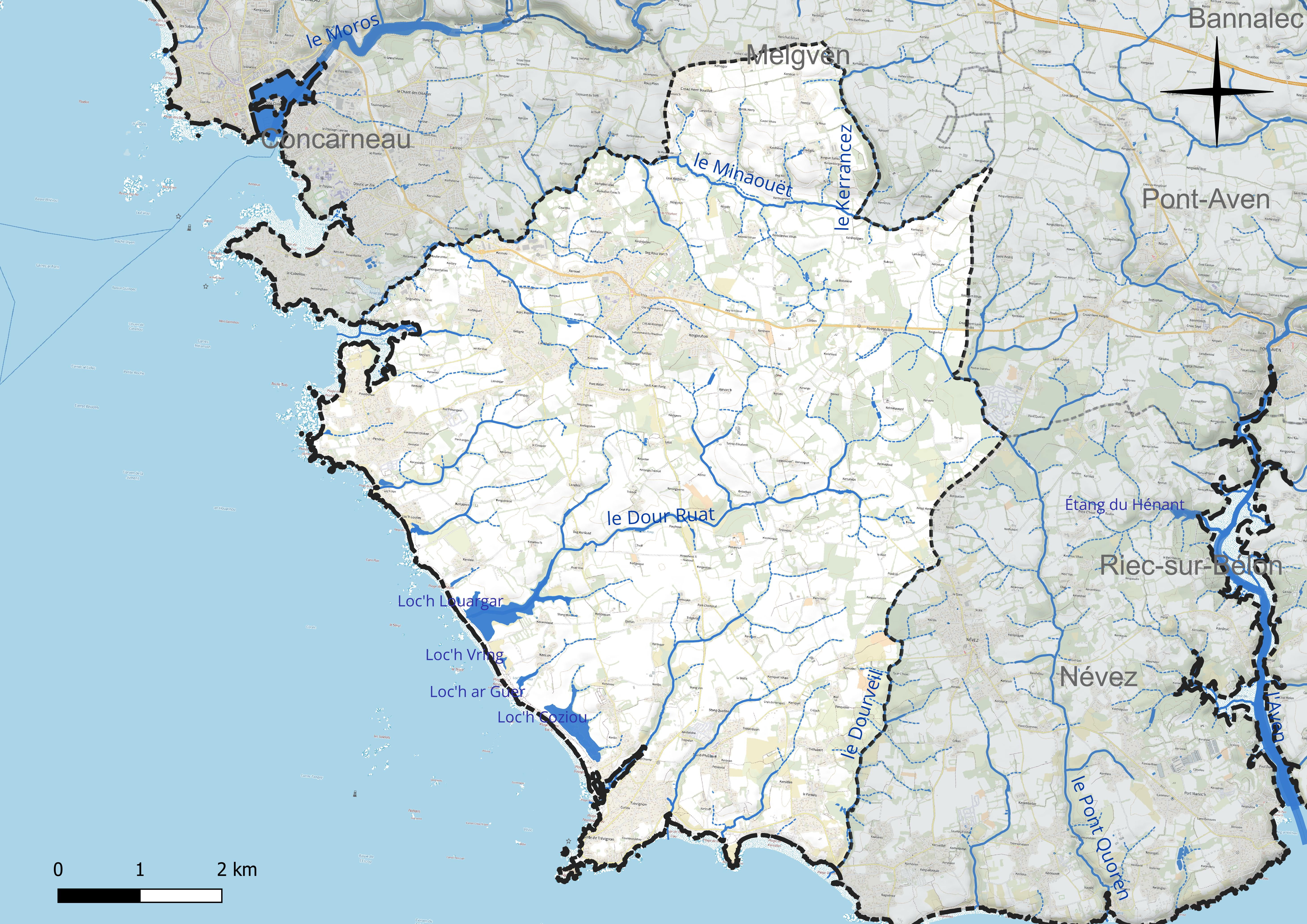
Réseau hydrographique de Trégunc.

Quatre plans d'eau complètent le réseau hydrographique : Loc'h ar Guer (1,6 ha), Loc'h Coziou (17,7 ha), Loc'h Louargar (26,3 ha) et Loc'h Vring (0,6 ha),.

### Climat
Pour des articles plus généraux, voir Climat de la Bretagne et Climat du Finistère.
En 2010, le climat de la commune est de type climat océanique franc, selon une étude du Centre national de la recherche scientifique s'appuyant sur une série de données couvrant la période 1971-2000. En 2020, Météo-France publie une typologie des climats de la France métropolitaine dans laquelle la commune est exposée à un climat océanique et est dans la région climatique Bretagne orientale et méridionale, Pays nantais, Vendée, caractérisée par une faible pluviométrie en été et une bonne insolation. Parallèlement l'observatoire de l'environnement en Bretagne publie en 2020 un zonage climatique de la région Bretagne, s'appuyant sur des données de Météo-France de 2009. La commune est, selon ce zonage, dans la zone « Littoral doux », exposée à un climat venté avec des étés cléments.
Pour la période 1971-2000, la température annuelle moyenne est de 11,8 °C, avec une amplitude thermique annuelle de 10,9 °C. Le cumul annuel moyen de précipitations est de 1 059 mm, avec 15 jours de précipitations en janvier et 7,9 jours en juillet. Pour la période 1991-2020, la température moyenne annuelle observée sur la station météorologique installée sur la commune est de 12,5 °C et le cumul annuel moyen de précipitations est de 853,9 mm,.
| Mois                                  | jan.          | fév.          | mars          | avril         | mai          | juin          | jui.          | août          | sep.          | oct.          | nov.          | déc.          | année     |
| ------------------------------------- | ------------- | ------------- | ------------- | ------------- | ------------ | ------------- | ------------- | ------------- | ------------- | ------------- | ------------- | ------------- | --------- |
| Température minimale moyenne (°C)     | 4,9           | 4,2           | 5,4           | 7,2           | 9,6          | 12,6          | 13,9          | 13,5          | 12,1          | 10,6          | 7,6           | 5,4           | 8,9       |
| Température moyenne (°C)              | 7,6           | 7,3           | 8,9           | 11,2          | 13,7         | 16,7          | 18,1          | 17,6          | 16,3          | 13,9          | 10,5          | 8,2           | 12,5      |
| Température maximale moyenne (°C)     | 10,3          | 10,4          | 12,4          | 15,3          | 17,8         | 20,8          | 22,2          | 21,7          | 20,5          | 17,2          | 13,5          | 11            | 16,1      |
| Record de froid (°C) date du record   | −6 07.01.09   | −6,4 28.02.18 | −4,8 01.03.05 | −1,9 04.04.22 | 0,4 02.05.21 | 3,6 01.06.11  | 6,9 10.07.04  | 6,3 21.08.14  | 3,8 19.09.12  | 0,8 28.10.12  | −3 29.11.10   | −4,5 01.12.10 | −6,4 2018 |
| Record de chaleur (°C) date du record | 15,4 01.01.22 | 17,8 25.02.19 | 23,4 19.03.05 | 25,2 25.04.11 | 30 25.05.12  | 32,7 19.06.17 | 37,2 18.07.22 | 35,1 11.08.22 | 31,3 06.09.23 | 26,8 02.10.11 | 19,5 01.11.16 | 16,8 19.12.15 | 37,2 2022 |
| Précipitations (mm)                   | 102,6         | 83,5          | 63,3          | 56,5          | 52,7         | 46,1          | 50,7          | 55,5          | 41,5          | 92,8          | 103,7         | 105           | 853,9     |

| Diagramme climatique                                  |             |             |             |             |              |              |              |              |              |              |          |
| J                                                     | F           | M           | A           | M           | J            | J            | A            | S            | O            | N            | D        |
| 10,34,9102,6                                          | 10,44,283,5 | 12,45,463,3 | 15,37,256,5 | 17,89,652,7 | 20,812,646,1 | 22,213,950,7 | 21,713,555,5 | 20,512,141,5 | 17,210,692,8 | 13,57,6103,7 | 115,4105 |
| Moyennes : • Temp. maxi et mini °C • Précipitation mm |             |             |             |             |              |              |              |              |              |              |          |

Les paramètres climatiques de la commune ont été estimés pour le milieu du siècle (2041-2070) selon différents scénarios d'émission de gaz à effet de serre à partir des nouvelles projections climatiques de référence DRIAS-2020. Elles sont consultables sur un site dédié publié par Météo-France en novembre 2022. Selon ces estimations, la température moyenne de la commune évoluerait en hiver de 6,8 °C (période de référence 1976 -2005) à 7,7 °C (valeur médiane), 7,5 °C (valeur basse) ou 8,4 °C (valeur haute). Le nombre de jours de gel diminuerait de 12 à 7 (valeur médiane). En été, la température moyenne augmenterait de 17,0 °C à 18,4 °C (valeur médiane) et le nombre de journées en vagues de chaleur augmenterait de 1 à 6 (valeur médiane) ou 15 (valeur haute).

## Urbanisme

### Typologie
Au 1er janvier 2024, Trégunc est catégorisée commune rurale à habitat dispersé, selon la nouvelle grille communale de densité à 7 niveaux définie par l'Insee en 2022.
Elle appartient à l'unité urbaine de Concarneau, une agglomération intra-départementale dont elle est une commune de la banlieue,. La commune est en outre hors attraction des villes,.
La commune, bordée par l'océan Atlantique, est également une commune littorale au sens de la loi du 3 janvier 1986, dite loi littoral. Des dispositions spécifiques d'urbanisme s'y appliquent dès lors afin de préserver les espaces naturels, les sites, les paysages et l'équilibre écologique du littoral, tel le principe d'inconstructibilité, en dehors des espaces urbanisés, sur la bande littorale des 100 mètres, ou plus si le plan local d'urbanisme le prévoit.

### Occupation des sols

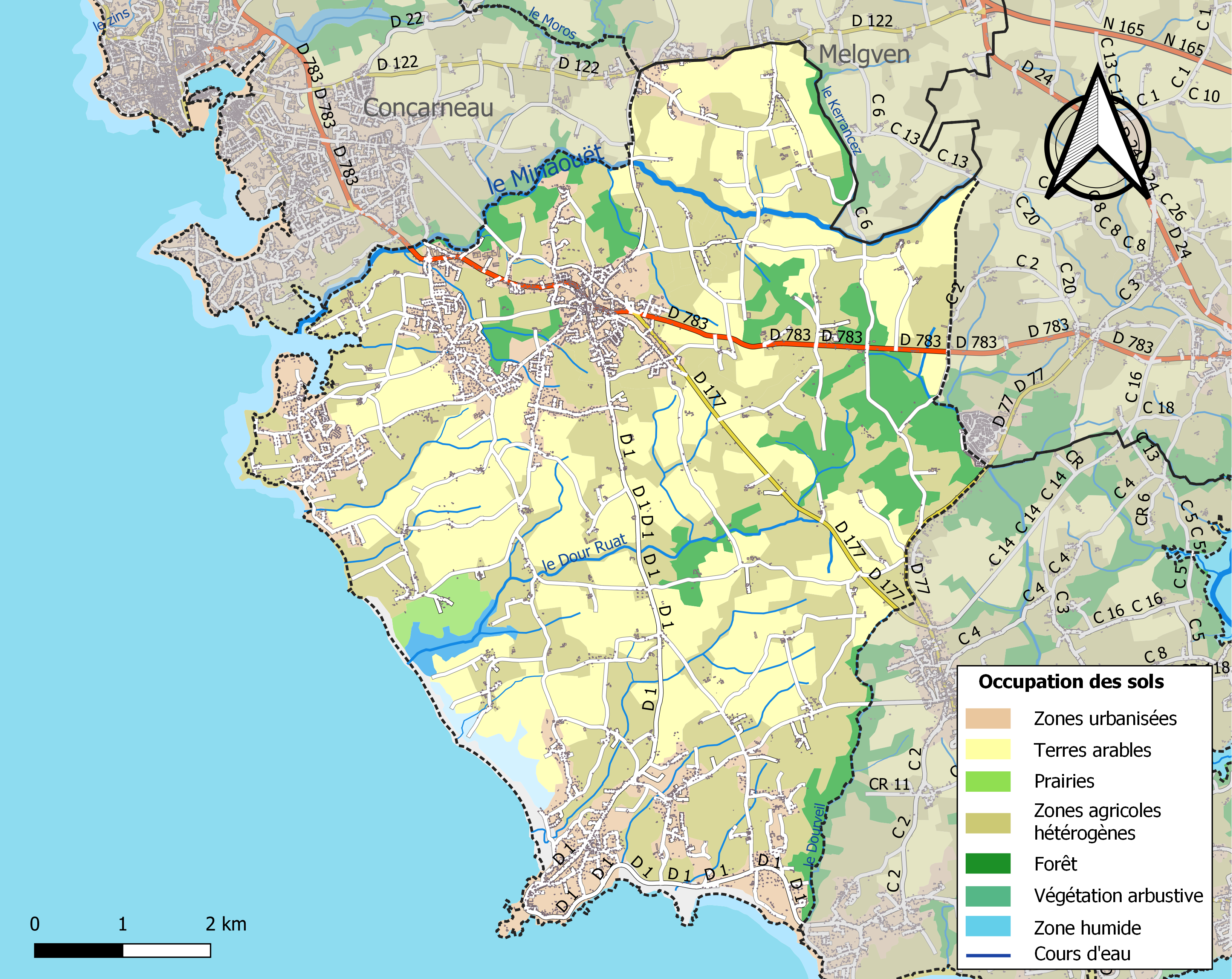
Carte des infrastructures et de l'occupation des sols de la commune en 2018 (CLC).

Le tableau ci-dessous présente l'occupation des sols de la commune en 2018, telle qu'elle ressort de la base de données européenne d'occupation biophysique des sols Corine Land Cover (CLC).
| Type d'occupation                                                                   | Pourcentage | Superficie (en hectares) |
| ----------------------------------------------------------------------------------- | ----------- | ------------------------ |
| Tissu urbain discontinu                                                             | 14,3 %      | 728                      |
| Équipements sportifs et de loisirs                                                  | 0,5 %       | 27                       |
| Terres arables hors périmètres d'irrigation                                         | 31,8 %      | 1 313                    |
| Prairies et autres surfaces toujours en herbe                                       | 1,0 %       | 52                       |
| Systèmes culturaux et parcellaires complexes                                        | 38,8 %      | 1 606                    |
| Surfaces essentiellement agricoles interrompues par des espaces naturels importants | 1,9 %       | 94                       |
| Forêts de feuillus                                                                  | 4,8 %       | 243                      |
| Forêts mélangées                                                                    | 4,3 %       | 219                      |
| Plages, dunes et sable                                                              | 1,0 %       | 51                       |
| Marais maritimes                                                                    | 0,8 %       | 43                       |
| Zones intertidales                                                                  | 0,06 %      | 3                        |
| Plans d'eau                                                                         | 0,7 %       | 34                       |
| Mers et océans                                                                      | 0,06 %      | 3                        |
| Source : Corine Land Cover                                                          |             |                          |

## Toponymie
Les formes anciennes attestées sont Treguent (1038), Treguenc (1084), Treguenc (XIe siècle), Treguenc (1112), Treguent (XIIe siècle), Tregunc (1270), Trefguen (1368), Trefguenc (1368), Tresguenc (1368), Tregueuc (1370), Treguenc (1516), Treguenc (1536), Treguen (1630).
Selon le toponymiste Bernard Tanguy, "Tré" ne semble pas désigner une trève mais signifierait trans et propose Konk comme seconde partie de ce toponyme et lui donne le sens de « bras de mer » ou « bras de mer se mêlant à la terre » et serait à rapprocher de Konk de Concarneau, le toponyme signifiant « au-delà du bras de mer » (baie de Concarneau).
Le Chevalier de Fréminville proposait en 1844 une autre explication, liée à l'abondance des mégalithes dans la commune  qui est la plus abondante du Finistère ; cette abondance s'explique selon lui par le fait qu'il s'agissait d'un cimetière préhistorique (qu'il qualifie à tort de "celtique"), un carneillou : « Trégunc, ou plutôt Trecunc'h (...) signifie en celtique vallée des plaintes, des gémissements, ce qui peut se traduire par lieu de deuil et de douleur, dénomination parfaitement applicable à un cimetière.
Le nom de la commune en breton est Tregon.

## Histoire

### Préhistoire

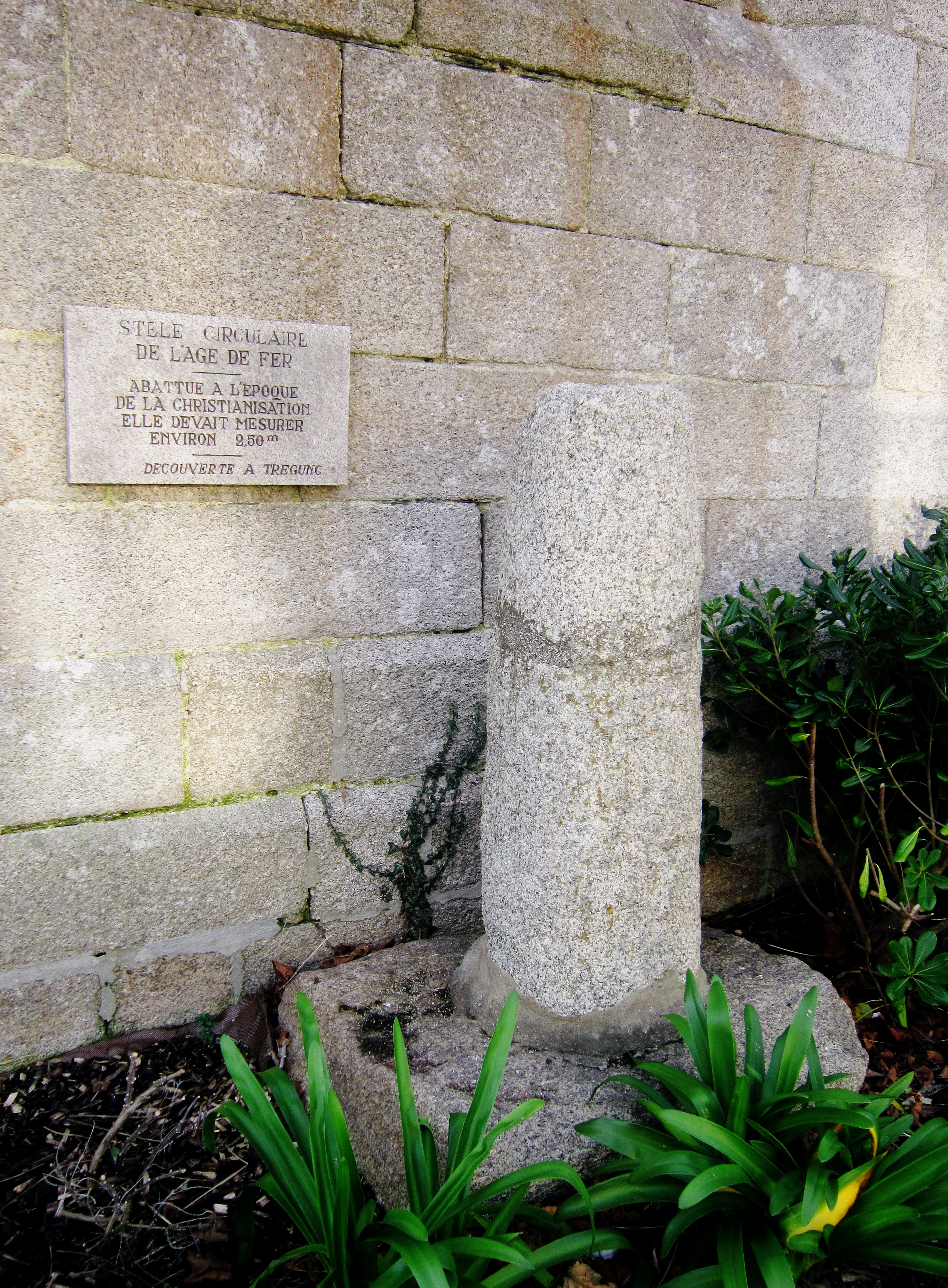
Stèle cylindrique datant de l'Âge du fer découverte dans la commune et abattue probablement lors de la christianisation.

« Henri Martin a décrit dans les landes qui s'étendent de Pont-Aven à Concarneau (...) une table monolithe d'environ 10 mètres de long, et posée sur une autre masse allongée; on remarque à la surface quelques dépressions ou petits bassins qui peuvent à la rigueur être naturels ; mais deux cavités plus larges et plus profondes, se correspondant sur les deux côtés de la table, ont été évidemment pratiquées de main d'homme, dans un but qui n'a rien d'équivoque. Deux blocs de moindre dimension sont couchés à droite et à gauche de la table ; on montait sur ces blocs, puis, de là, on mettait le pied dans les cavités pour gravir sur la table, où pouvait se tenir un groupe de prêtres en vue d'une nombreuse assistance. Les paysans appellent encore ce dolmen l'autel (an aoter) ».

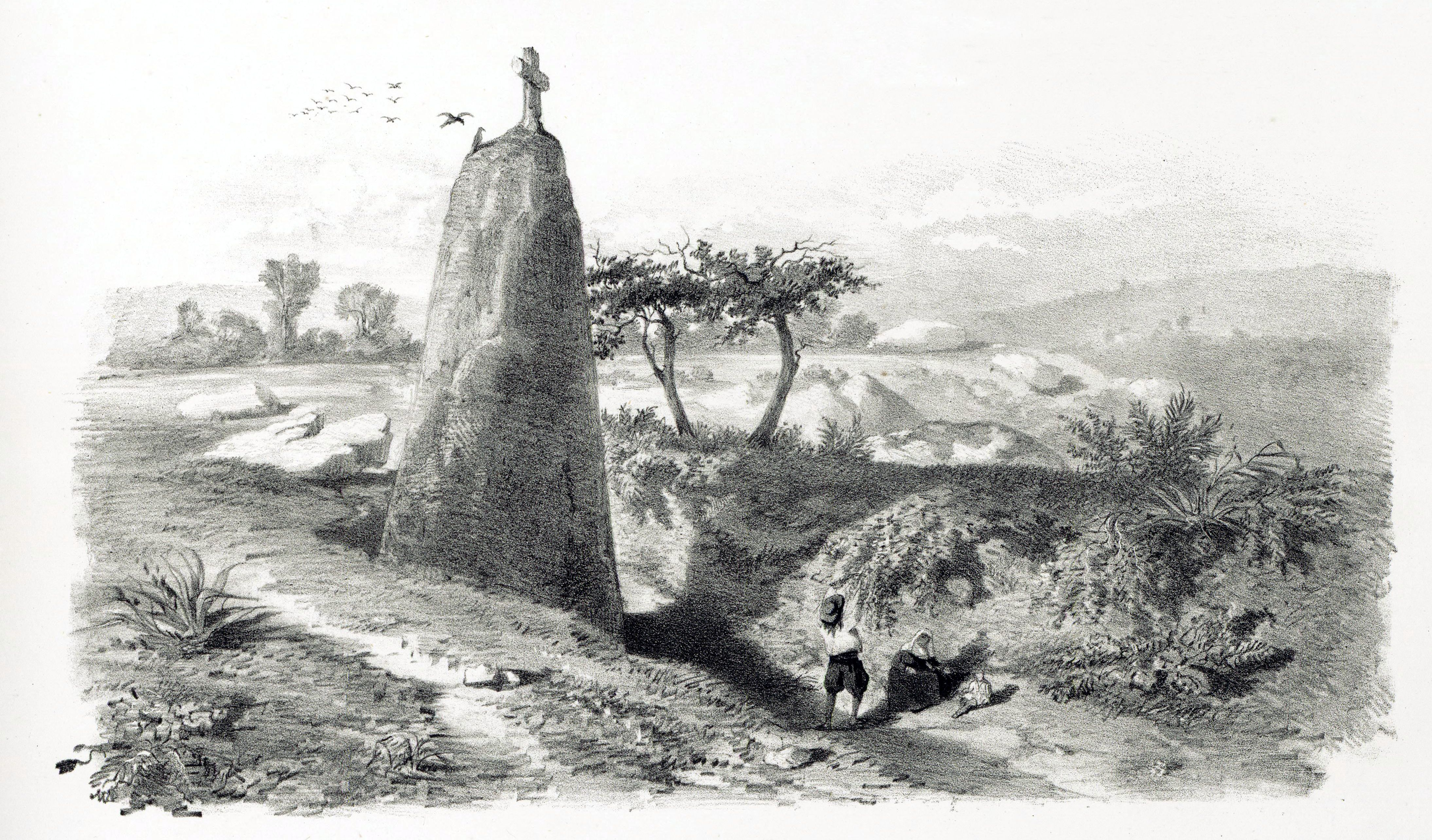
Menhir christianisé près de Trégunc (Voyages pittoresques et romantiques dans l'ancienne France, par Charles Nodier, Justin Taylor et Alphonse de Cailleux, 1845-1846).

En 1845, Charles Nodier, Justin Taylor et Alphonse de Cailleux évoquent « la "Pierre vacillante" de Trégunc, qu'on voit au bord de la route de Pont-Aven (...). C'est un bloc d'un volume considérable, posé en équilibre, et comme suspendu sur la pointe d'une autre pierre adhérente au sol » qu'ils qualifient de "monument celtique" [en fait il s'agit d'un phénomène naturel dû à l'érosion].
La même année, A. Marteville et P. Varin, continuateurs d'Ogée, décrivent « un cromlec'h formé de onze pierres granitiques qui n'aurait pas moins de 82 mètres de diamètre. Le douzième bloc qui le composait a dû être détruit pour faire place à la route de Concarneau à Pont-Aven ».

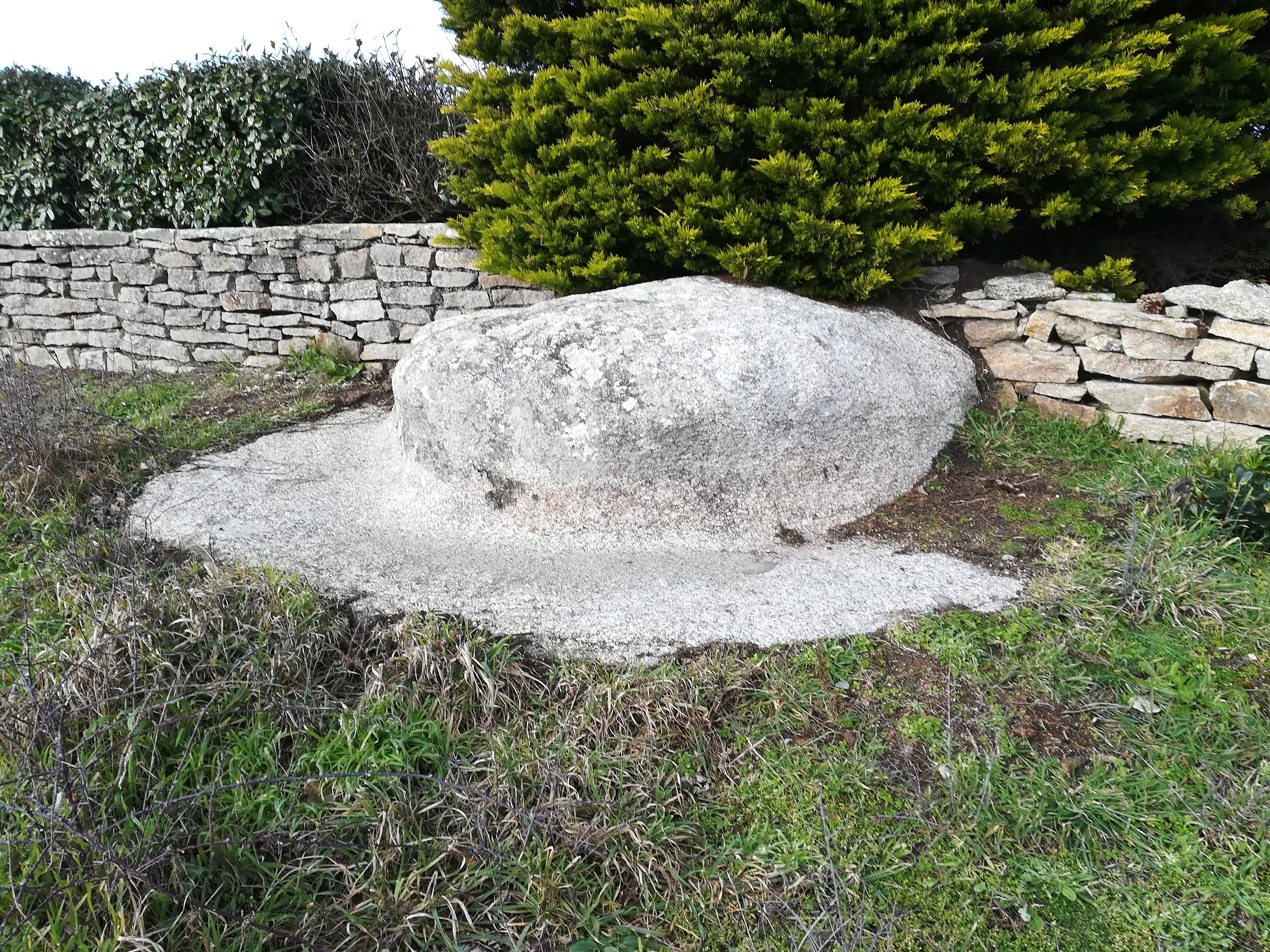
Rocher à base taillée formant replat correspondant probablement à un ancien sanctuaire préhistorique (près de la Pointe de la Jument).

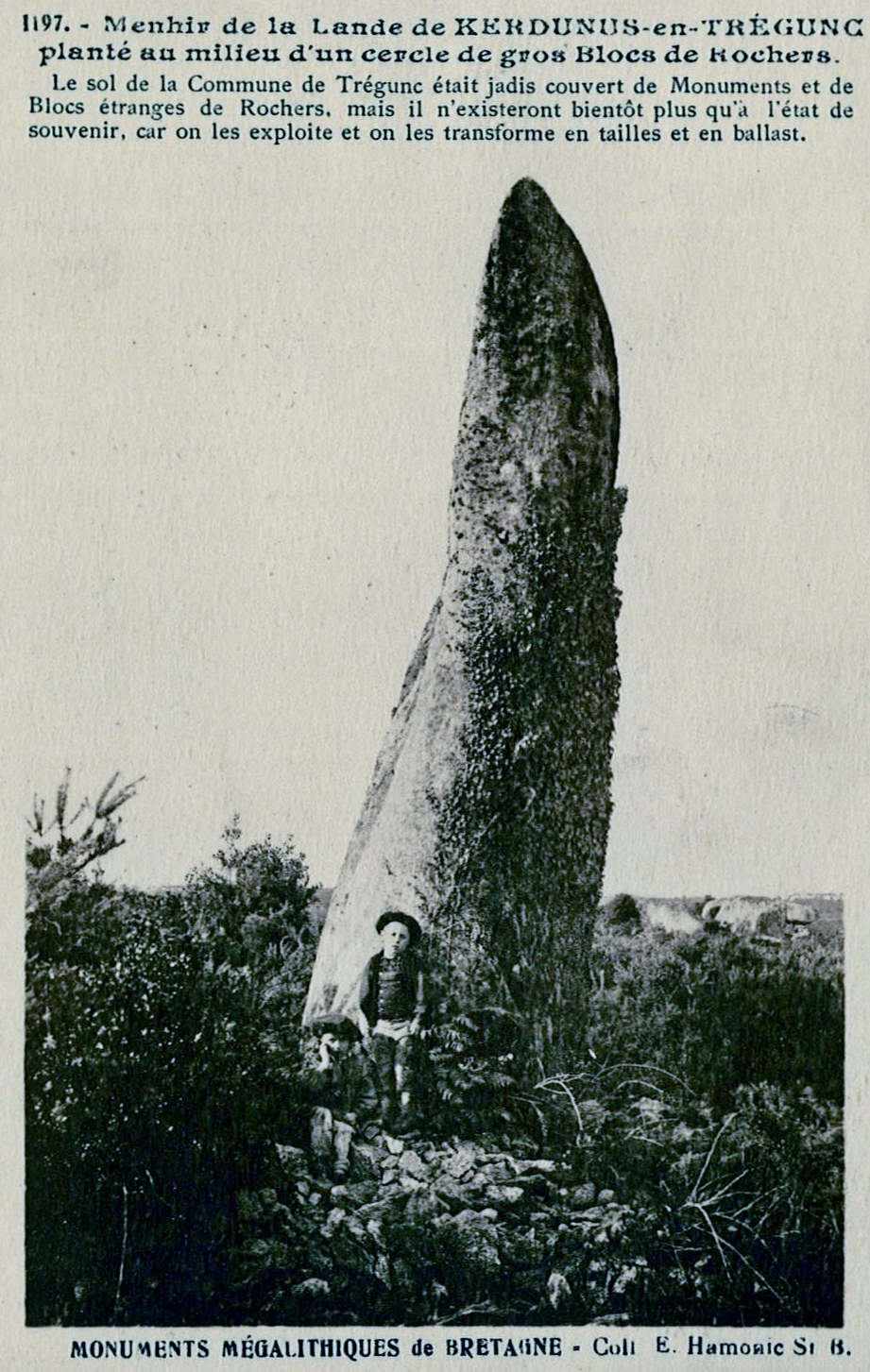
Le menhir de la lande de Kerdunus vers 1920 (Émile Hamonic précise dans le commentaire de sa carte postale la destruction par les carriers de nombreux rochers et monuments mégalithiques à Trégunc).

Benjamin Girard indique en 1889 : « La commune de Trégunc possède de nombreux monuments celtiques [en fait préhistoriques] : ainsi, après avoir passé le pont Minaouët, sur la route départementale no 1, on trouve une vaste plaine de bruyères de plus de six kilomètres carrés, cimetière ou sanctuaire druidique, semée de blocs de granite arrondis et moussus, parmi lesquels on reconnaît plusieurs menhirs de huit mètres de hauteur, et un dolmen d'une dimension considérable ».
Les dolmens étaient nombreux mais ont presque tous disparu, détruits par les carriers ; un seul subsiste, très abîmé (seule une pierre empêche la table de tomber), à Kermadoué. Deux menhirs subsistent à Kérangallou et Kergleuhan ; d'autres monuments mégalithiques ont disparu comme le tumulus de Keriquel qui fut fouillé par Paul du Châtellier.

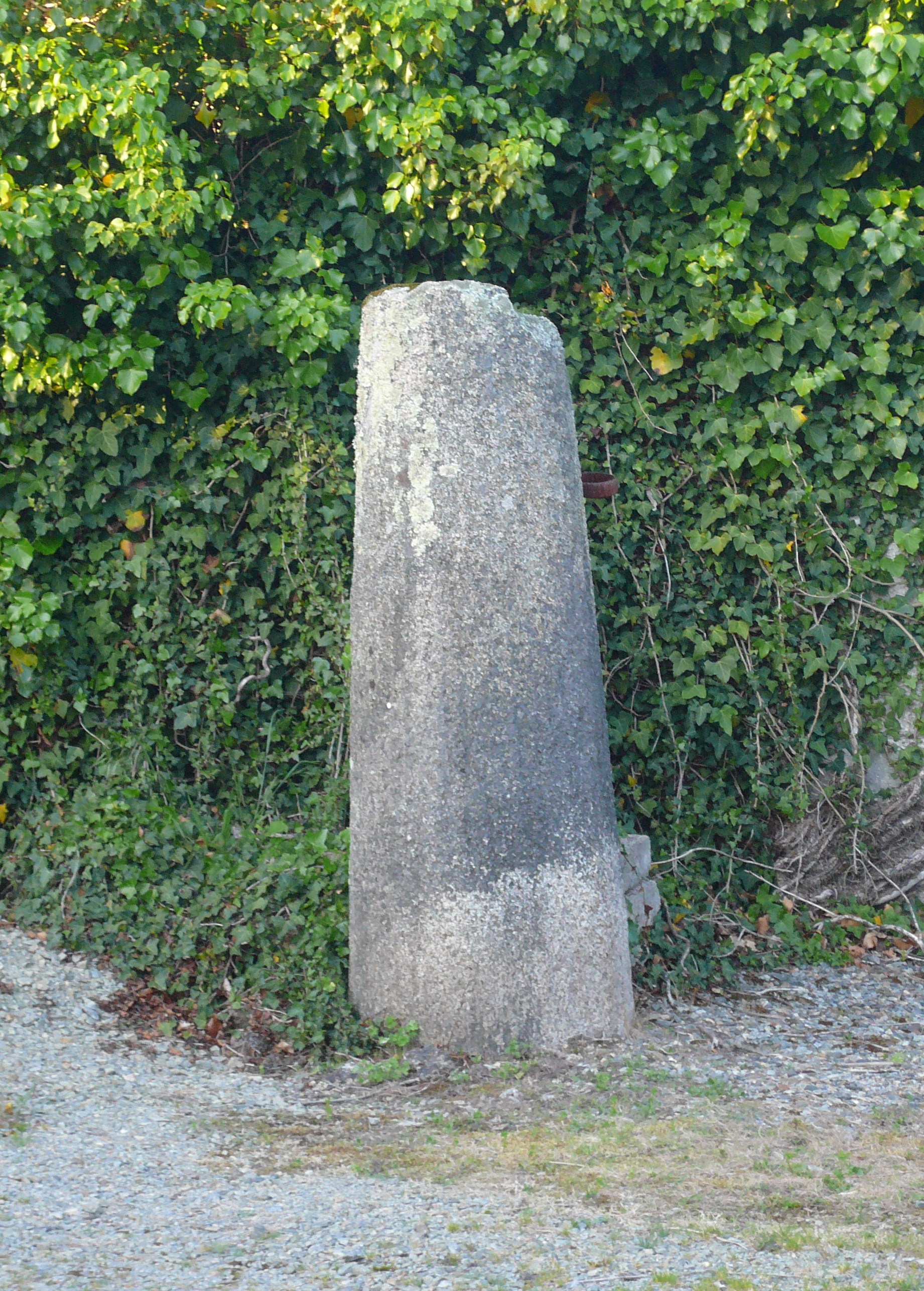
La stèle protohistorique de Kerdallé (inscrit monument historique par arrêté du 1er septembre 1966).
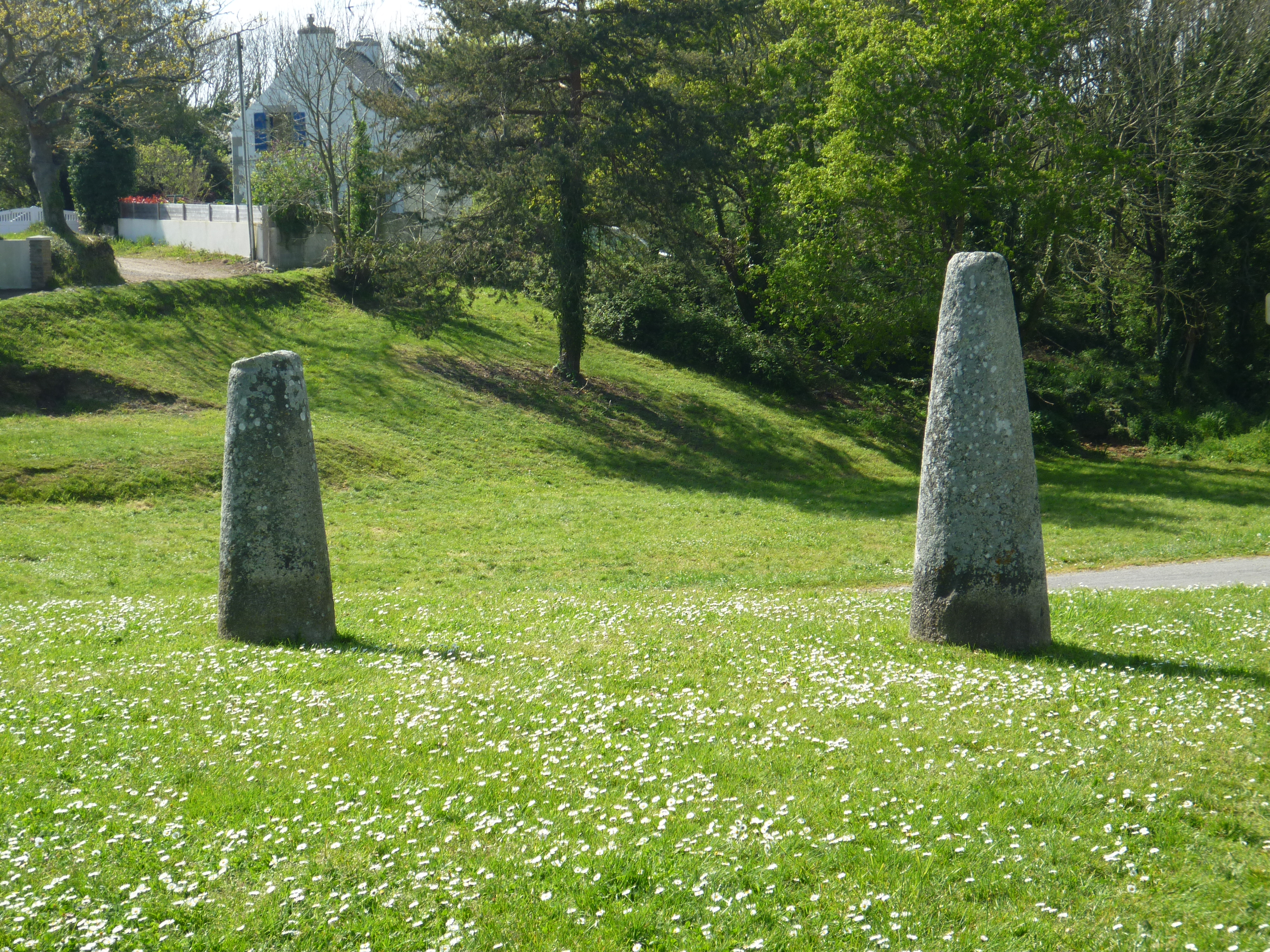
Les deux stèles protohistoriques situées devant la chapelle Saint-Philibert 2.
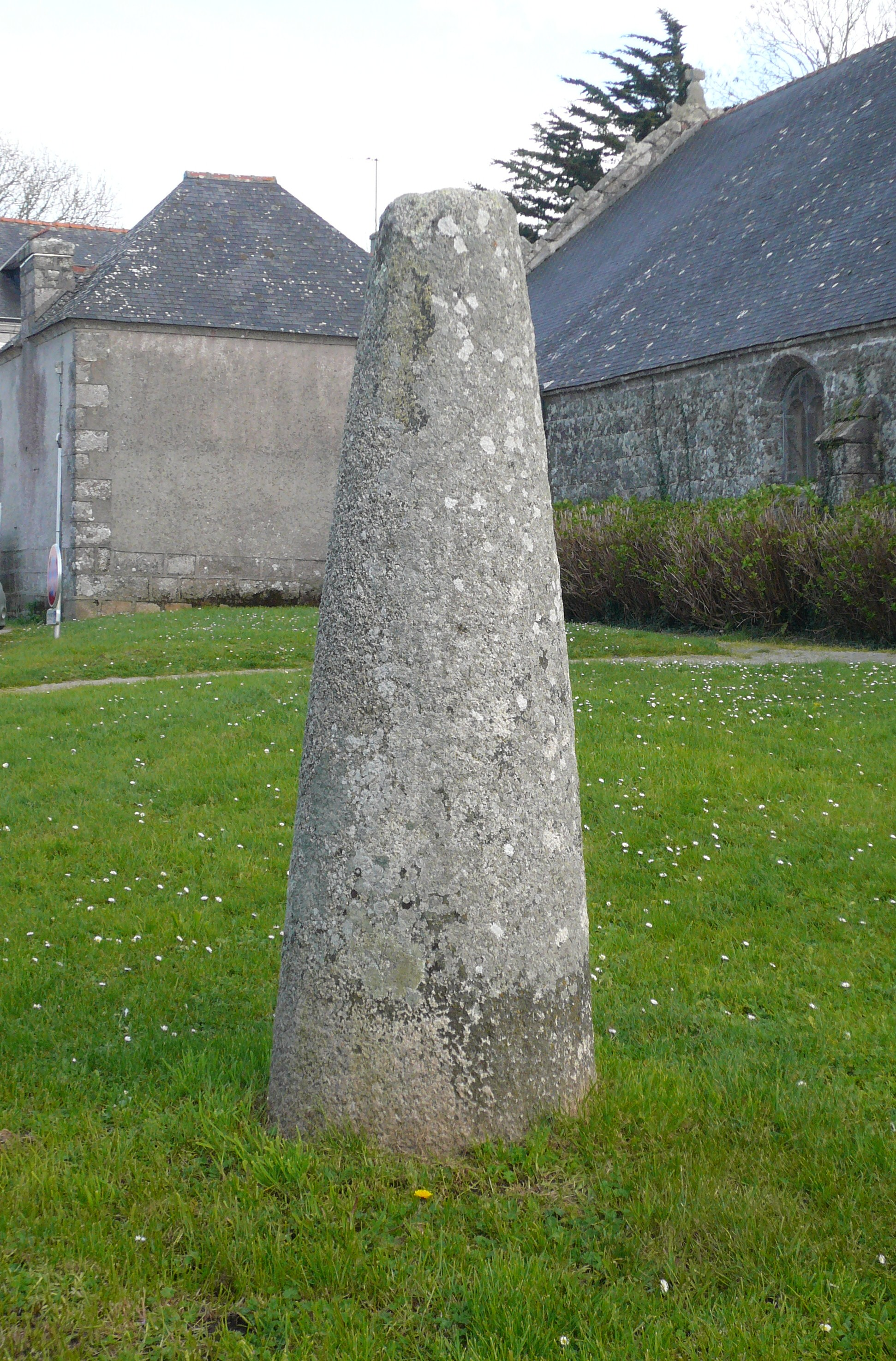
Une des deux stèles protohistoriques situées devant la chapelle Saint-Philibert.
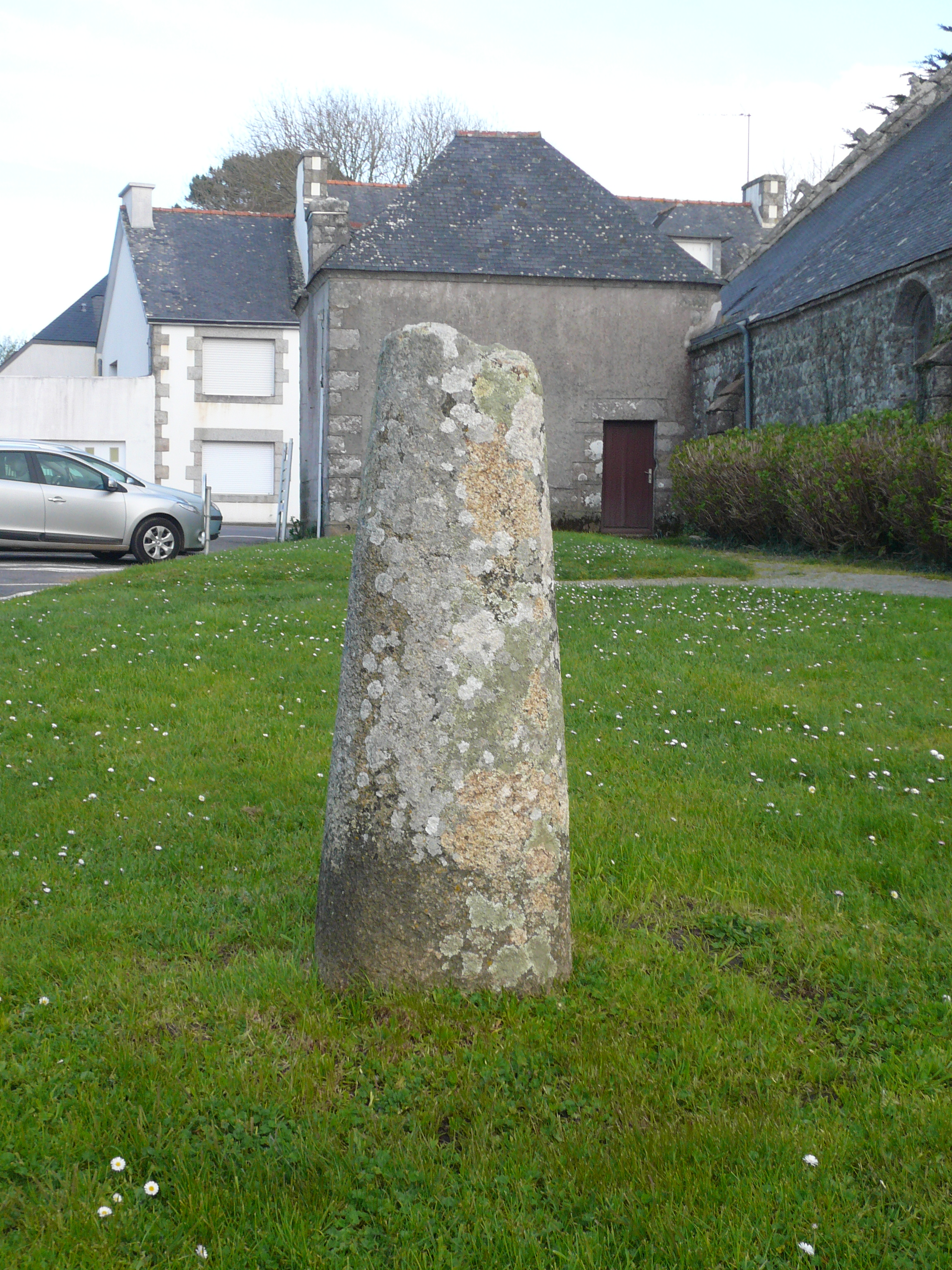
L'autre des deux stèles protohistoriques situées devant la chapelle Saint-Philibert.

La stèle protohistorique christianisée de Kernalec orésentée ci-dessous, appelée abusivement menhir, se dresse dans le hameau du même nom. Elle est classée monument historique par arrêté du 6 janvier 1971.

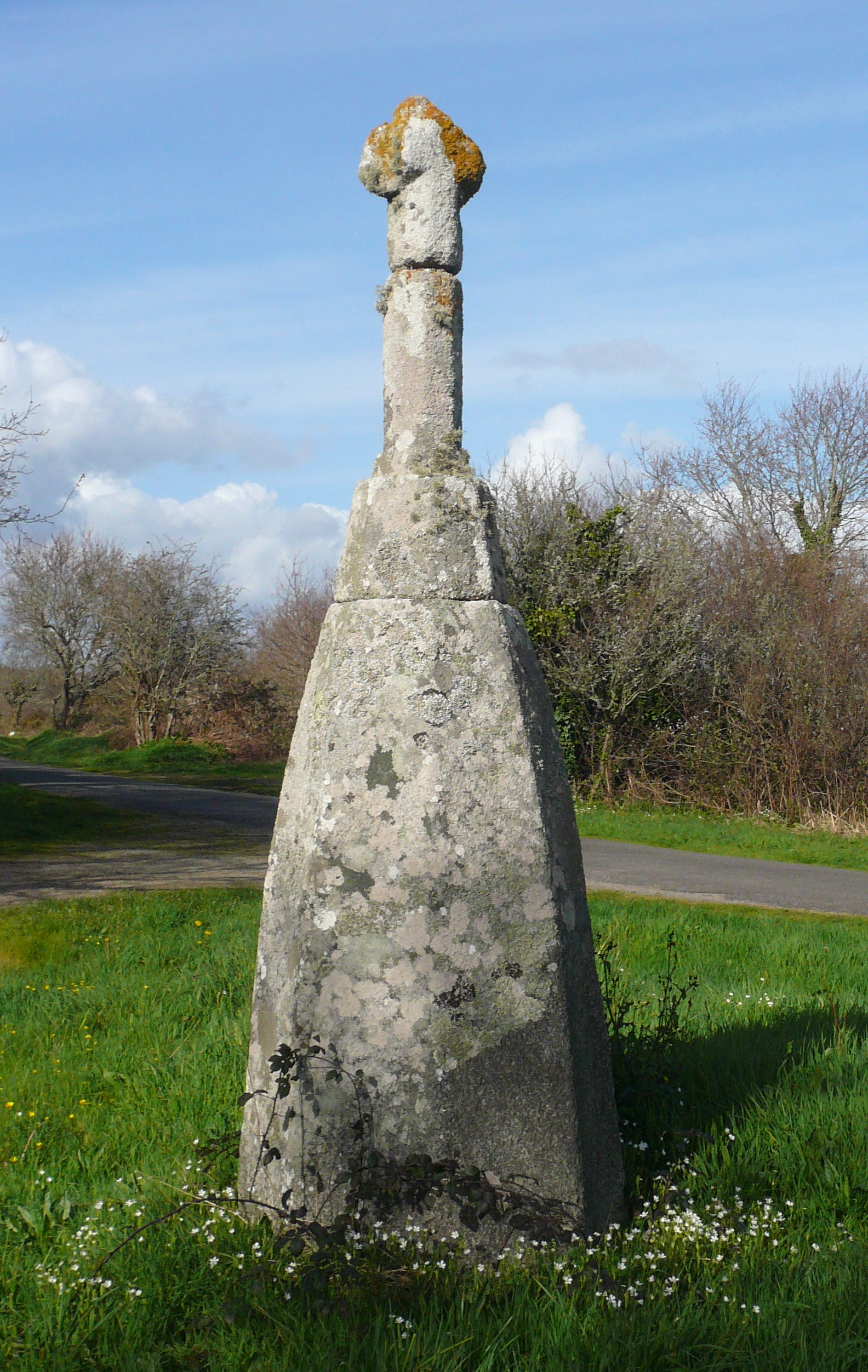
Le menhir christianisé de Kernalec.
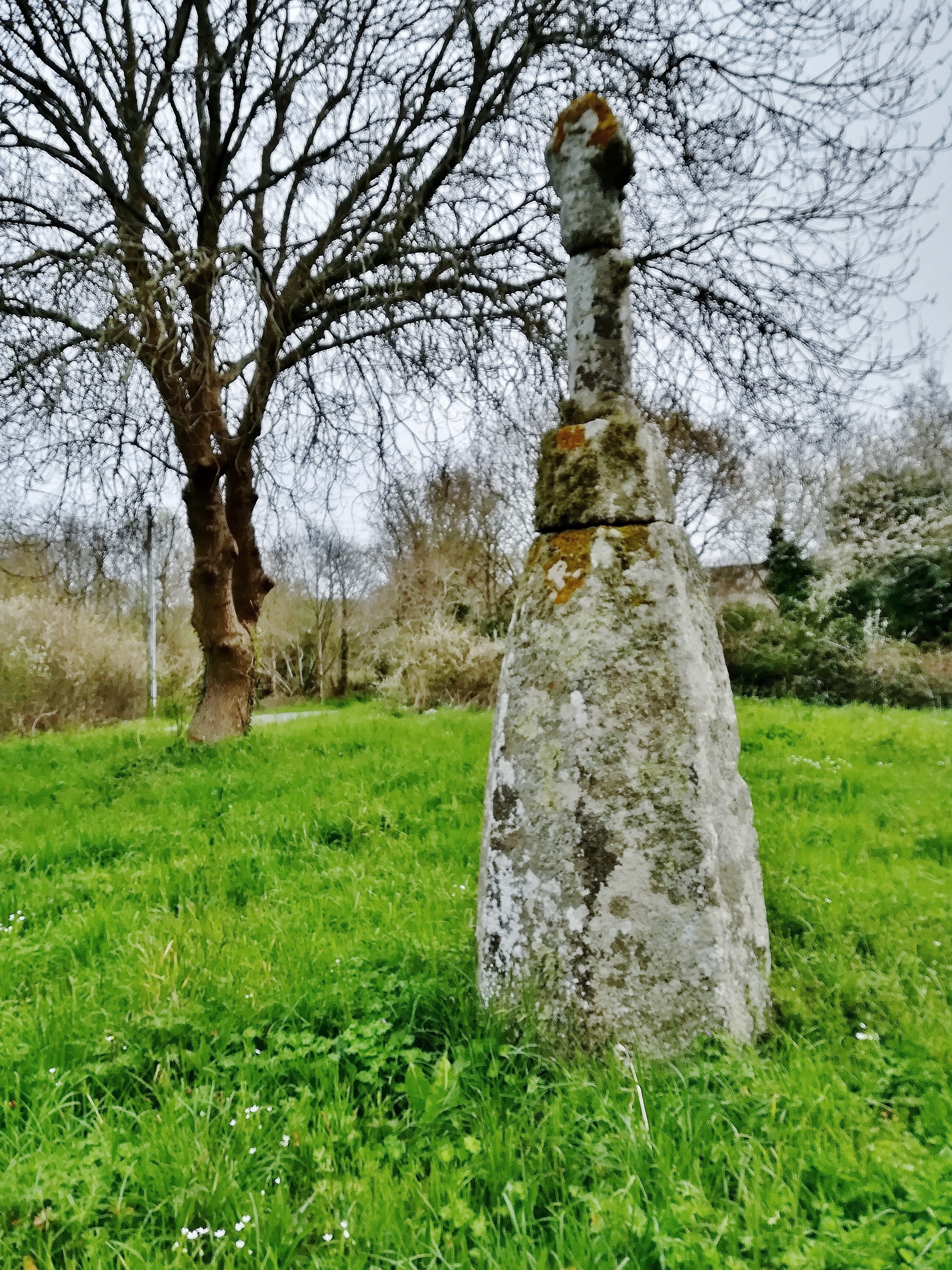
Le menhir christianisé de Kernalec.

Le grand menhir christianisé de Kerangallou, classé par arrêté du 13 mai 1930,situé sur le domaine privé des Grandes Roches, est de nouveau autorisé à la visite à la suite d'un accord entre les propriétaires et la commune de Trégunc.

### Antiquité

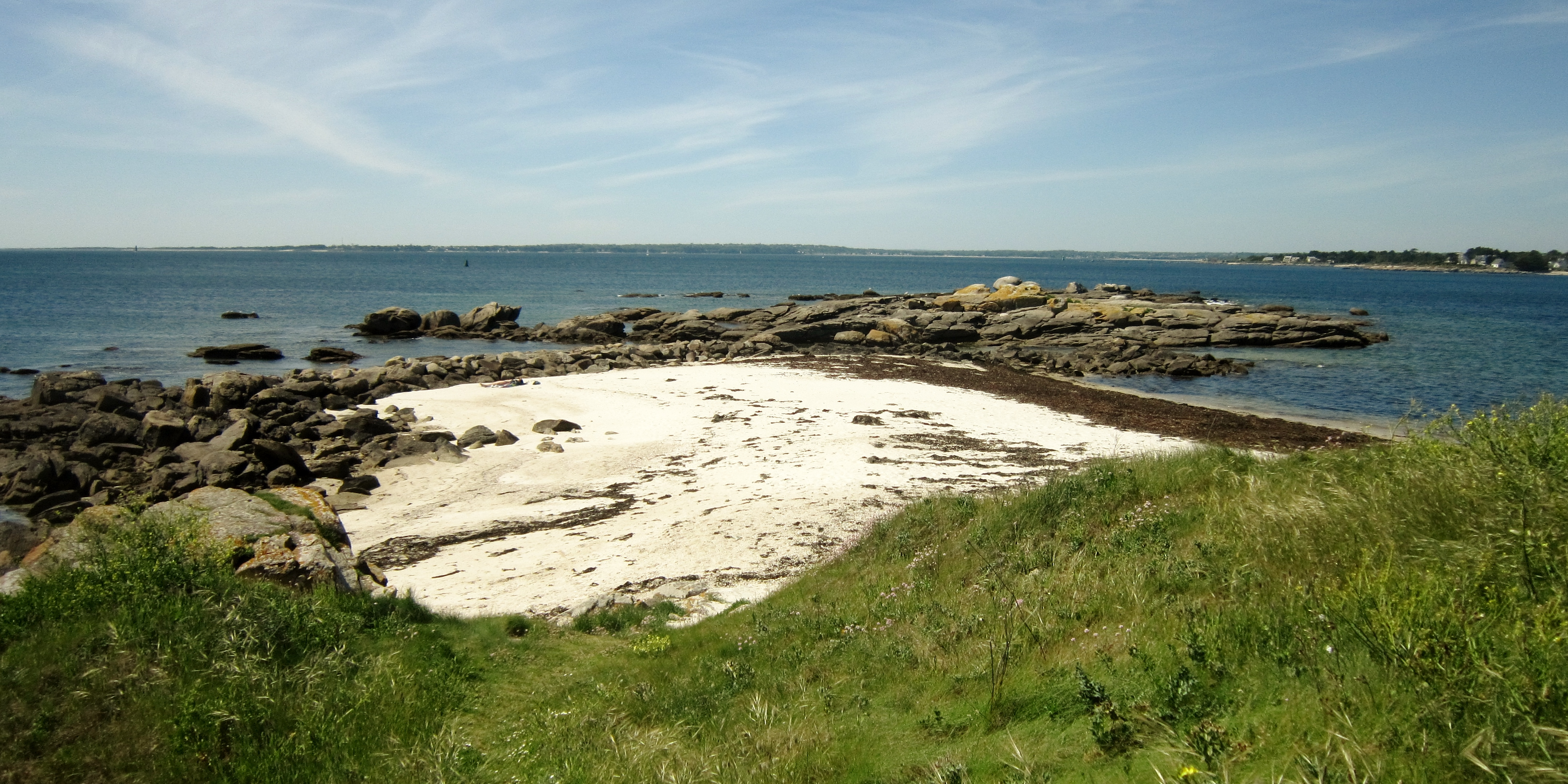
Ancien gored (barrage de pierres pour prendre des poissons) situé à la pointe proche du port de Pors Breign.

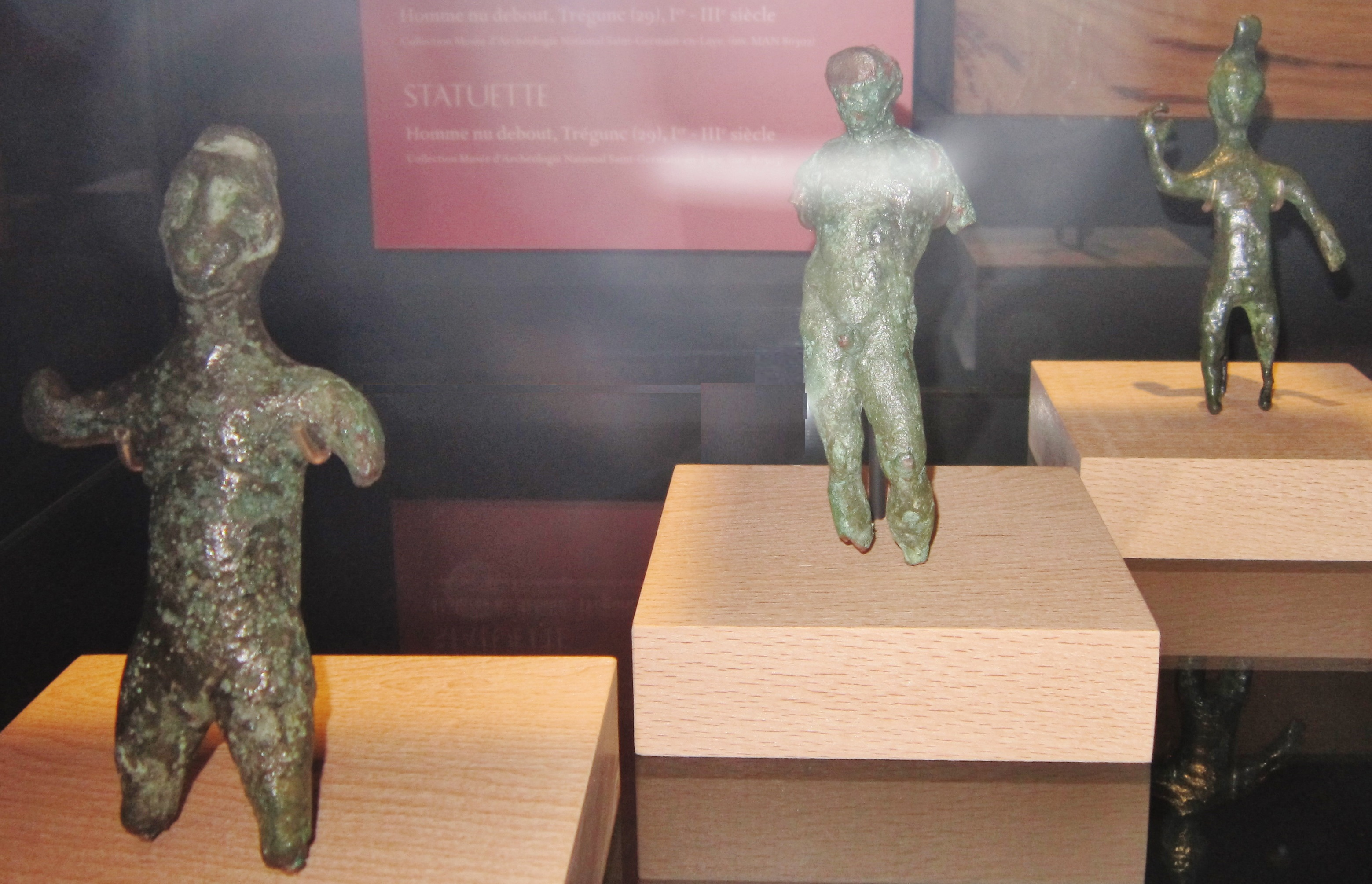
Trois statuettes d'époque gallo-romaine trouvées à Trégunc (entre le Ier siècle et le IIIe siècle après J.-C.).

### Moyen Âge

#### Le haut Moyen Âge
Le "Pou Trégunc" aurait été l'un des pagi de la Cornouaille au haut Moyen Âge.

#### Les seigneuries vers 1420
En 1420, neuf manoirs nobles, nommés Ker-Aergugruz (Kergunus), Le Pollay, Ker-Guen, Kerguern, La Motte, Pouleaul, Stanguen, Ker-Madezoac, et La Rivière (ce dernier appartenant en 1360 à Pierre de Rostrenen) étaient recensés dans la paroisse de Trégunc.

#### La seigneurie de Penanrun
Penanrun (le toponyme signifie en breton "sommet du tertre") est déjà cité en 1246 dans le cartulaire de l'abbaye Sainte-Croix de Quimperlé. La seigneurie aurait été créée au XVe siècle, son premier seigneur connu étant Yvon de Penanrun qui, en 1513, fait construire le moulin à marée du Minaouët. La montre de Cornouaille de 1562 cite Pierre de Penanrun. Dans la seconde moitié du XVIe siècle, la famille de Penanrun tombe en quenouille en raison du mariage de Jeanne de Penanrun, héritière de la seigneurie, avec Christophe de la Rocherousse, seigneur de Penanros en Nizon, auquel succède son fils Yves de la Rocherousse, puis son petit-fils Charles de la Rocherousse. Au début du XVIIIe siècle, la seigneurie tombe à nouveau en quenouille en raison du mariage de Marguerite de la Rocherousse avec Pierre Aubert, sieur de Ferrière et de Vincelles.
En 1845 « le vieux manoir de Penanrun [est] flanqué de deux tourelles et d'un pavillon carré qui semble l'appuyer par l'arrière. Ce manoir est en mauvais état et mériterait d'être réparé ». De nos jours, il n'en subsiste que quelques éléments : acrotère, fronton de la porte piétonnière et archère canonnière.

#### La seigneurie de Kergunus

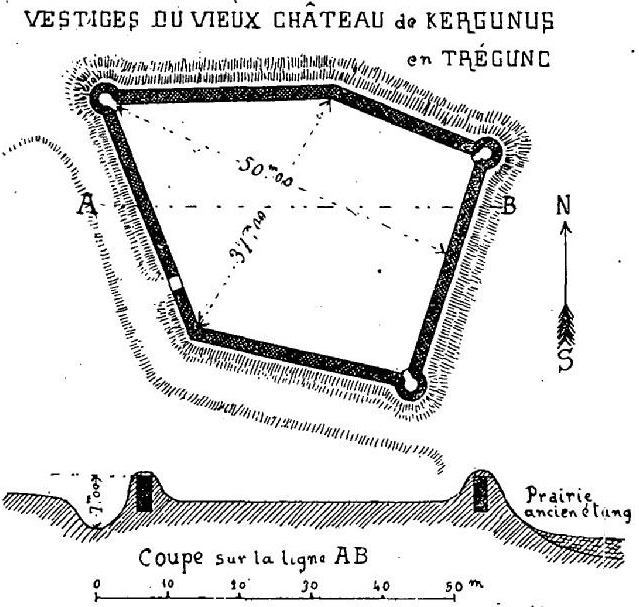
Le plan du château fort disparu de Kergunus (dessin de Jean-Marie Abgrall).

La première mention connue de Kergunus se trouve dans le cartulaire de Quimper, qui date de 1086, sous le nom de Kaerkennus. La seigneurie de Kergunus appartenait depuis le XIVe siècle aux seigneurs de Kerymerch (en Bannalec), puis à la famille de Guer à partir de 1603. Un membre de cette famille, Alain de Guer, devint en 1657 marquis de Pont-Callec ; son petit-fils, Chrysogone-Clément de Guer, troisième marquis de Pont-Callec, fut l'un des meneurs de la Conspiration de Pontcallec. Cette seigneurie avait un pouvoir de juridiction (au moins de basse justice), qui subsistait encore en 1789.
Les vestiges du vieux château fortifié de Kergunus ont été retrouvés « à un kilomètre au nord du bourg de Trégunc, à 400 mètres au-delà du grand menhir de Kerangallou, [dans] le bois taillis de Kergunus »  à la suite d'un abattage de bois par le chanoine Jean-Marie Abgrall en 1906.

« La forme générale de l'enceinte est un pentagone irrégulier, se rapprochant plutôt du triangle ; la longueur intérieure de ce qu'on pourrait appeler l'axe est de 50 m ; la largeur maxima, 37 m. Cette enceinte est formée de retranchements de terre, avec douves au sud-ouest et au sud, retranchements qui en certains points ont 5, 6 ou 7 m de hauteur au-dessus du fond des douves. (...) Aux angles ouest, nord-est et sud-est sont des tours rondes de 4 m de diamètre, celle de l'ouest formant une sorte d'éperon. (...) La maçonnerie de cette tour, ainsi que celle des murs d'enceinte, est faite en moellons de gneiss micacé (...). Le mortier est simplement de l'argile ou de la terre glaise ; on ne trouve pas la moindre trace de chaux, ce qui doit faire attribuer à cet établissement une date antérieure au XIIe siècle. (...) La forteresse de Kergunus (...) n'est pas (...) une véritable motte, c'est plutôt un plateau fortifié, pris dans une sorte de promontoire qui s'avance dans le vallon. (...) Il semble que cet établissement appartient à la famille des châteaux et mottes du Xe siècle et XIe siècle. »

### Époque moderne

#### L'importance de l'alcoolisme
Le père Maunoir, célèbre prédicateur, découvrit à Trégunc un très vieux curé « qui ne s'était jamais enivré, ce qui lui parut stupéfiant dans un pays où, même parmi les prêtres, la sobriété était une vertu héroïque.

#### Le pillage deLa Dame Regineau
Le 14 juillet 1751, La Dame Regineau, un navire suédois de Wismar de cent tonneaux fait naufrage aux Glénan et son épave dérive jusqu'à Trégunc. Le lieutenant de l'amirauté René Ranou décrit ainsi le pillage de l'épave :

« Au long de la côte était une multitude de personnes de différents sexes, hommes, femmes et enfants, au nombre de trois cents personnes, presque toutes ayant des brocs, pots ou autres vases, et plusieurs armés de haches et bâtons, auxquelles nous avons représenté que le port de pareilles armes  ne leur était point permis et annonçait de mauvais desseins sur ce bâtiment. Mais inutilement les avons requis de se retirer, même d'emporter leurs pots et autres vases, et sur ce que nous avons demandé les noms du procureur terrien de la paroisse de Trégunc, des gardes-côtes et des officiers, ces gens nous ont répondu qu'ils étaient absents de la paroisse. Et autour de la coque du bâtiment nous avons vu cinq chaloupes qui en retiraient des barriques, lesquelles nous avons fait héler pour se rendre à terre, à quoi elles n'ont porté aucun état et ont mis à la voile faisant route vers les Glénan. »

#### Le pillage de laParfaite
En 1754 la Parfaite, en raison d'un mât cassé, dérive et s'échoue sur une anse de sable à Trégunc. Le navire, non endommagé par ailleurs, est pillé la nuit suivante, et incendié. Yves Maurice, dit Campin, aubergiste et cordonnier à Saint-Philibert, accusé d'avoir allumé l'incendie du navire, fut condamné à mort le 10 novembre 1758 par la Cour de justice de Quimper ; il fut pendu et son corps resta accroché à la potence « dressée proche de l'endroit de l'écoulement et incendie du dit navire » à Kerouini. Pendant quatre ans les pillages de navires cessèrent

#### Trégunc vers 1778

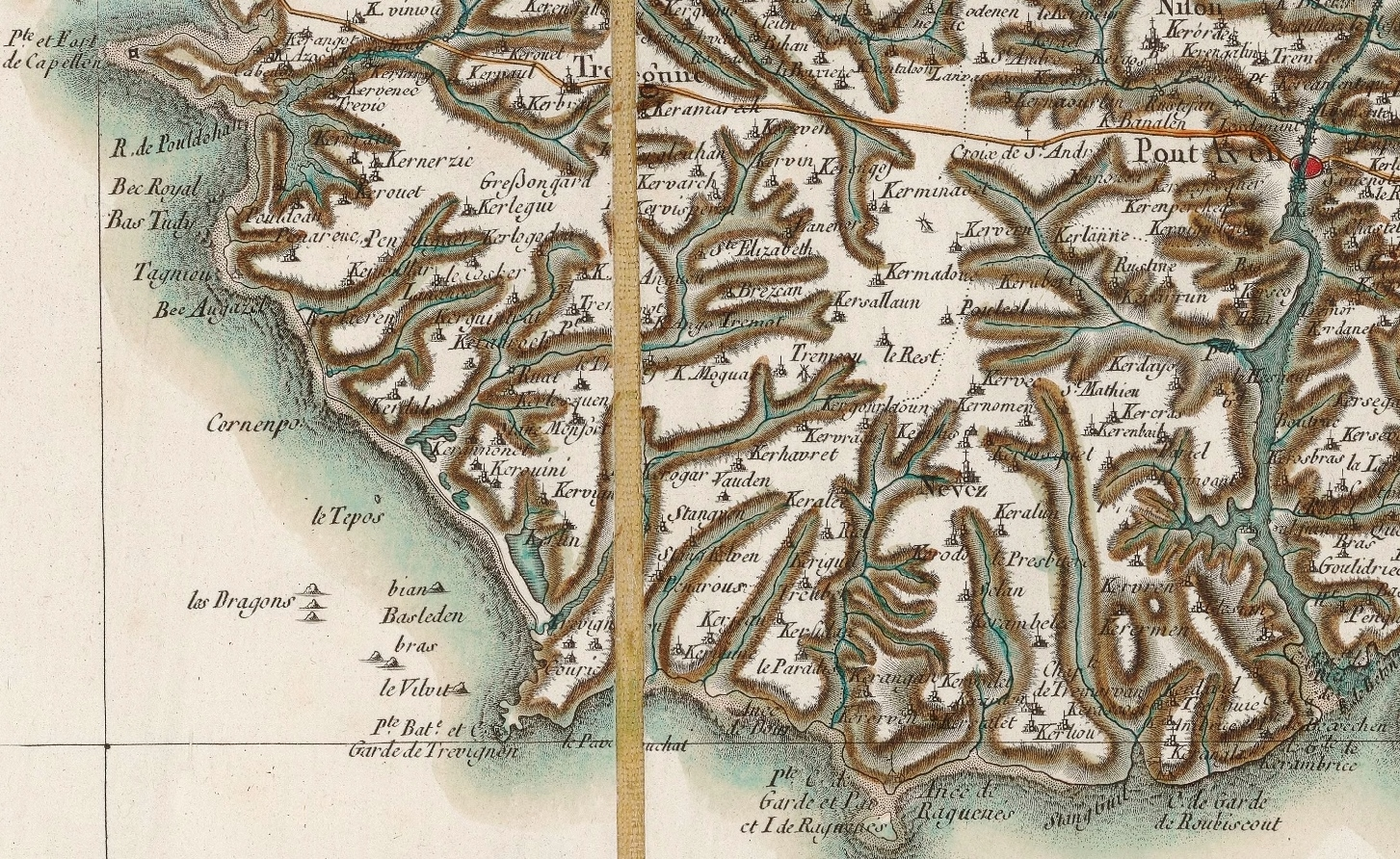
Carte de Cassini de Trégunc et Névez (1783).

En 1759 la paroisse de Trégunc devait chaque année fournir 46 hommes pour servir de garde-côtes.
Jean-Baptiste Ogée décrit ainsi Trégunc vers 1778 : 

« Cette paroisse (...) compte 3 000 communiants. (...) Le territoire, bordé au Sud par la mer et coupé de ruisseaux qui coulent dans les vallons, est très bien cultivé et fertile en toutes sortes de grains. On remarque, près le grand chemin, une pierre d'une grosseur prodigieuse, élevée d'environ quinze pieds de hauteur, et soutenue en équilibre par les rochers sur lesquels elle est placée. On la fait mouvoir sensiblement en la poussant avec force des deux mains. On la nomme la pierre aux cocus, parce que les habitants du pays prétendent qu'elle résiste aux efforts de ceux dont la femme n'est pas sage ; de sorte que celui qui, malgré ses efforts, ne peut lui donner du mouvement, est réputé cocu. »

### Révolution française
Dans la nuit du 16 au 17 floréal an IV (5 au 6 mai 1796), « des inconnus pénètrent chez Jean-Julien-Marie Robert, notaire et président du canton de Trégunc et l'assassinèrent. Ils coupèrent en outre l'arbre de la liberté et commirent un vol chez Luc Martin ». Il s'agissait d'une bande de chouans, probablement dirigée par Jean François Edme Le Paige de Bar.

### LeXIXesiècle

#### La batterie de la Pointe de la Jument
La batterie de Beg ar Gazel ("Pointe de la Jument") est construite en 1807, elle remplace un corps de garde existant depuis l'époque de Vauban.

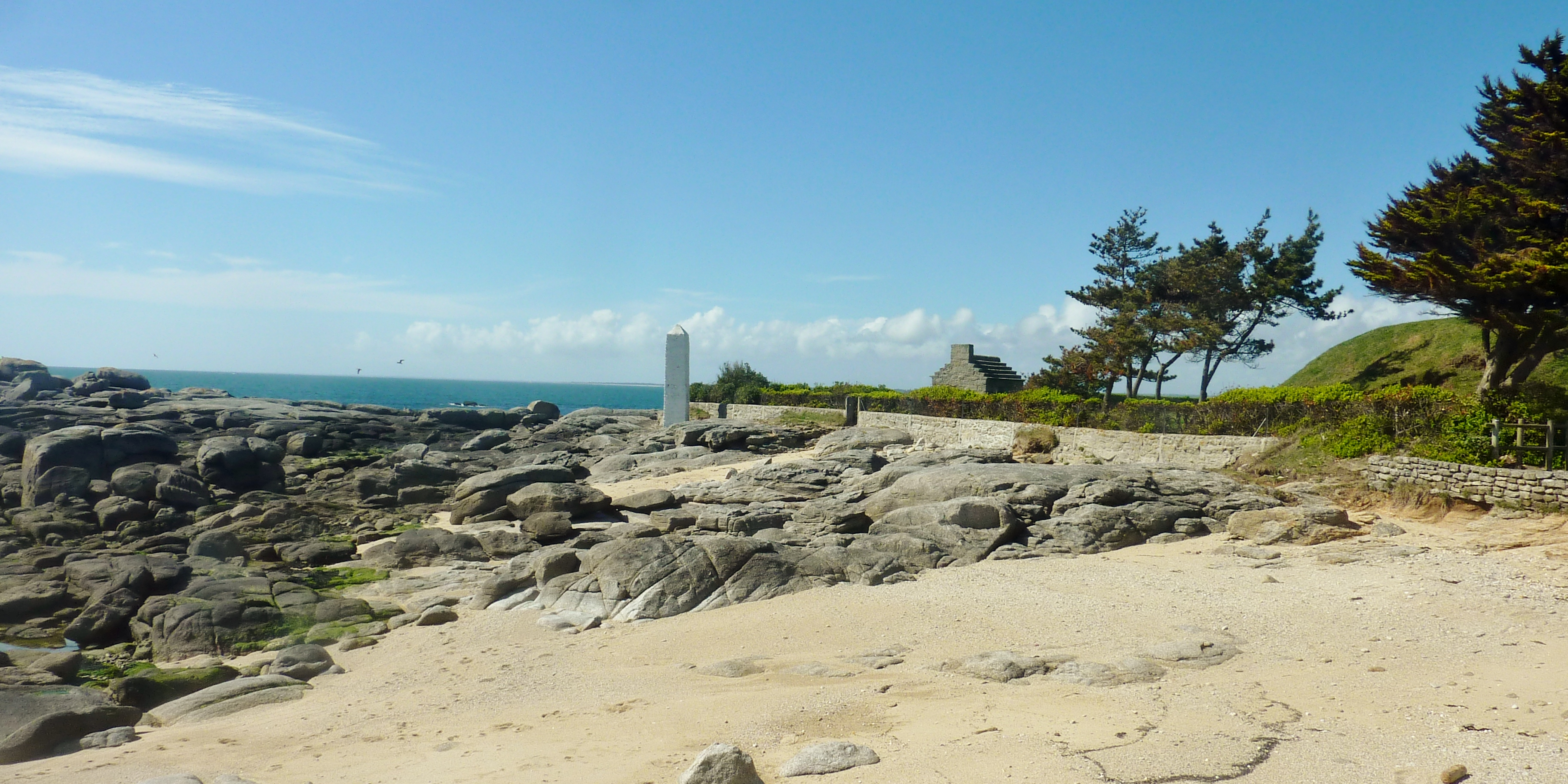
La Pointe de la Jument : l'amer et l'ancienne batterie.
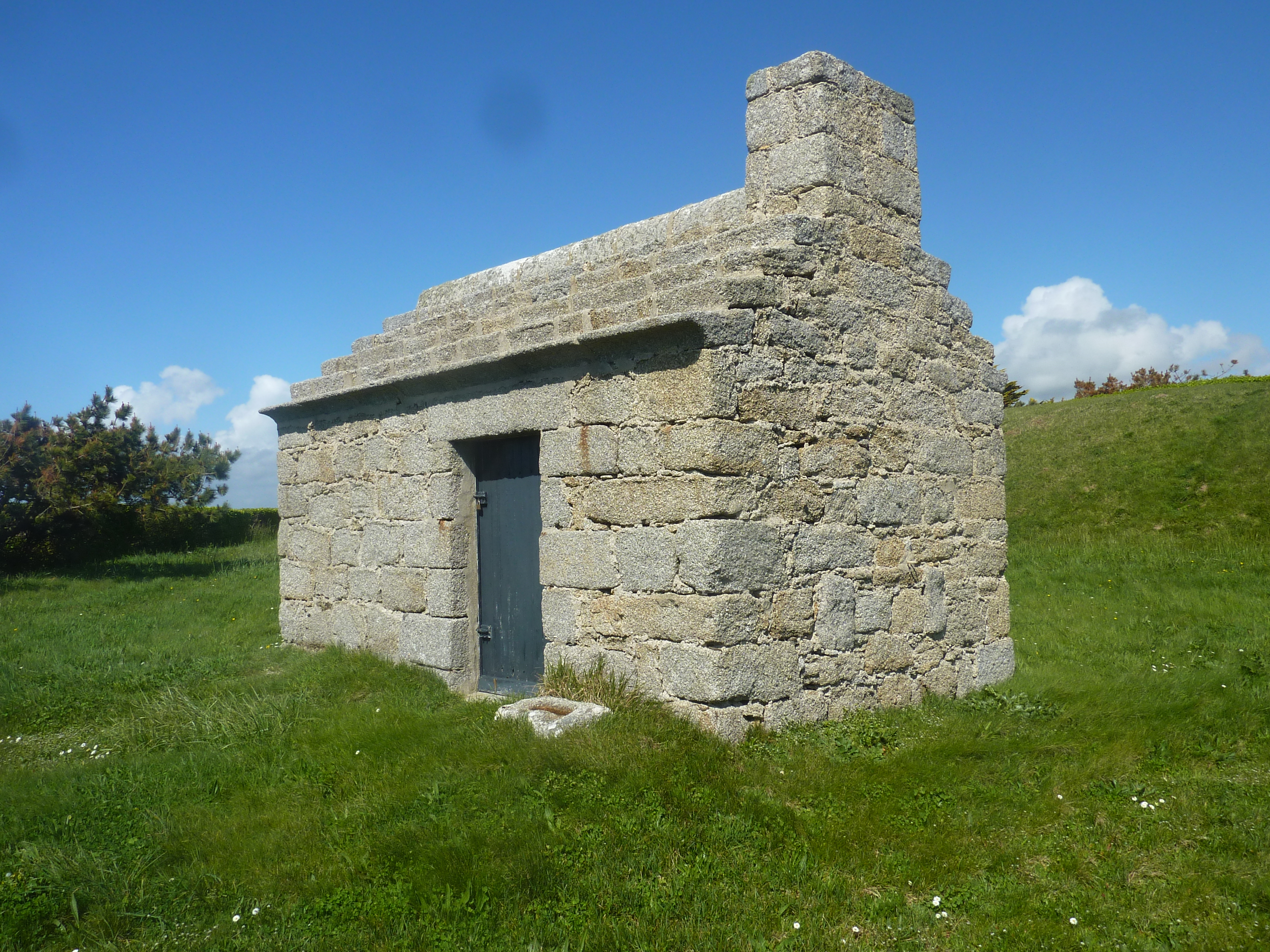
La Pointe de la Jument : l'ancienne batterie.

#### Le pays des «pierres debout» (men zao, en breton)

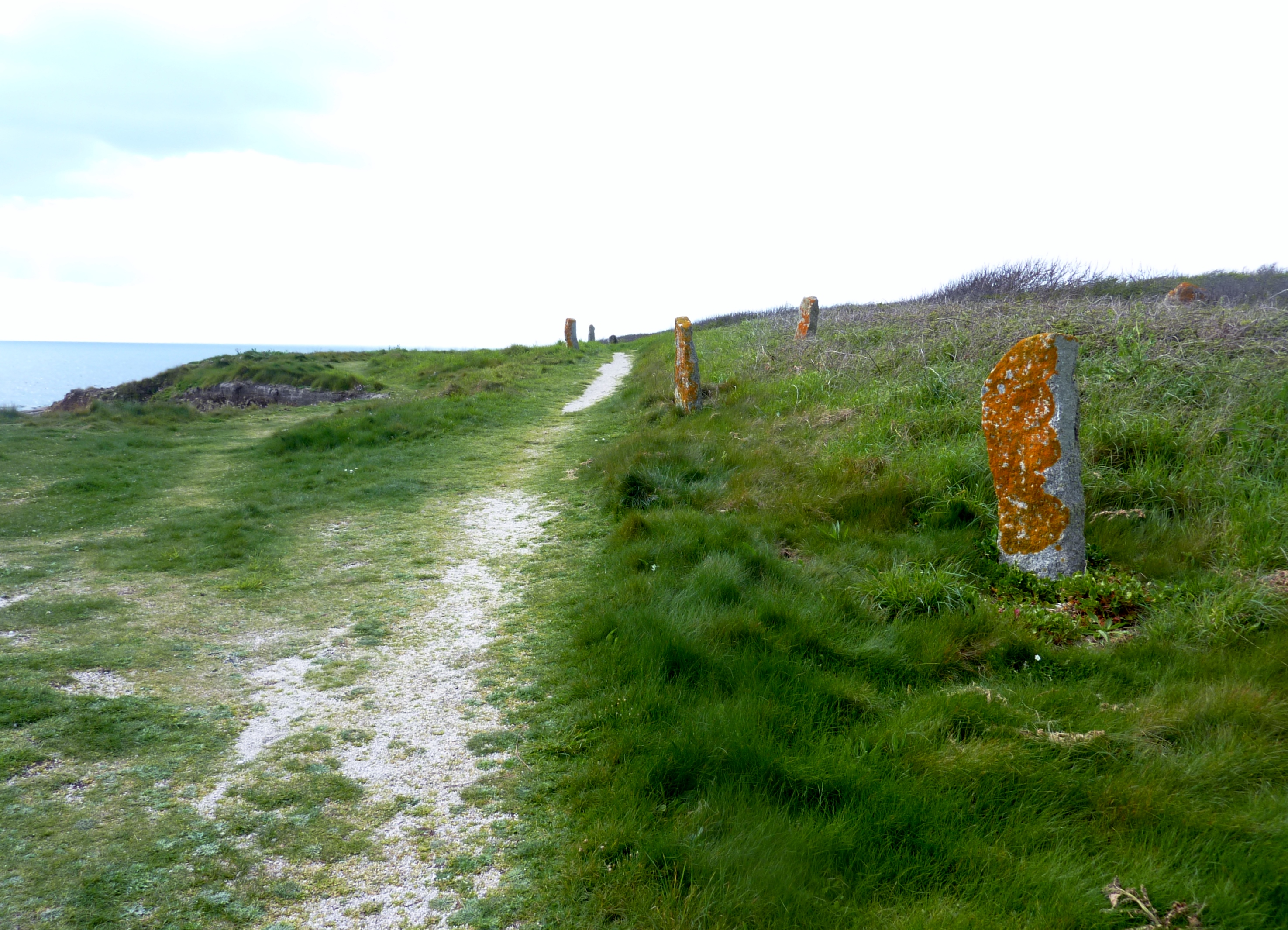
"Pierres debout" le long du sentier littoral GR 34 en arrière de la plage de Trévignon

Les premières constructions en « pierre debout » (orthostates) remonteraient au XVIIe siècle (un acte de vente de maison en parle en 1695), mais elles se seraient développées surtout au XIXe siècle à Trégunc et Névez, servant de murs à de nombreuses maisons, d'autres « pierres debout » étant dressées en clôture des parcelles ou des propriétés ; leur origine serait due à la nécessité de débarrasser les champs des nombreux chaos rocheux qui les encombraient, particulièrement sur les bords de l'Aven. De nombreuses constructions en « pierre debout » ont été détruites, car méprisées, dans le courant du XXe siècle, mais une soixantaine d'entre elles subsistent.
Jean-François Brousmiche, vers 1830, les décrit ainsi :

« Elles forment d'une seule longueur la hauteur des édifices ; on les applique l'une contre l'autre sans chaux ni ciment : elles se soutiennent de leur propre poids et forment des murailles inébranlables. »

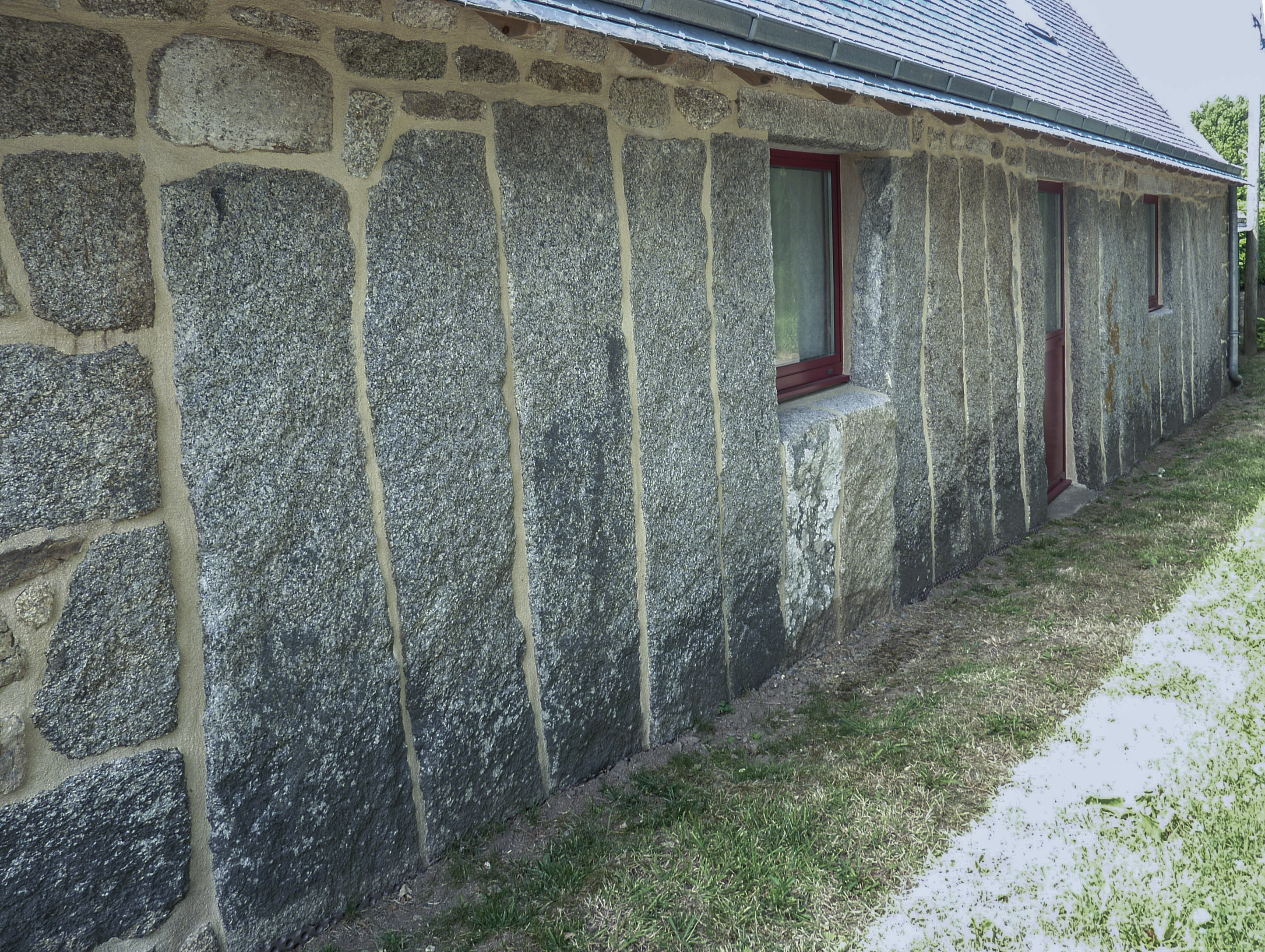
Façade d'une maison en « pierres debout » (dans le hameau de Grignallou).

Les « pierres debout » et leur exploitation sont évoquées dans un cahier d'écolier :

« Dans presque tous les champs, on voit de gros rochers qui gênent les laboureurs ; les carriers les font sauter. Il y en a d'énormes. Sur l'un d'entre eux pousse un arbre ; un autre, énorme,que l'on peut faire bouger, se nomme « La Roche tremblante ». Au bord de la route de Concarneau, on peut voir un dolmen naturel. Des pierres plates et longues, enfoncées dans la terre, côte à côte, servent de talus, ou de murs aux vieilles maisons. Sur la côte, de gros cailloux ont des formes bizarres, exemple "La Tête de la Jument". (...) [Le carrier] fait un trou dans le granit avec une barre qu'il enfonce à grands coups de marteau. Il met de la poudre dans le trou, la tasse, introduit une longe mèche, y met le feu, s'éloigne, souffle dans une trompe et gare à la mine ! Et... boum, les cailloux sautent. Un cric soulèvera les gros blocs. »

Jusqu'au XIXe siècle, l'exploitation du granit constituait la principale activité à Trégunc et Névez ; elle faisait vivre des centaines de tailleurs de pierre. À Trégunc, il existait une douzaine de lieux d'extraction et d'exploitation disséminés sur l'ensemble de la commune. De nombreux manoirs, châteaux, chapelles, églises, puits, fours à pain, moulins, maisons, etc. de la région sont construits en granit bleu de Trégunc, de même que de nombreux linteaux de cheminée.

#### Trégunc décrit vers le milieu duXIXesiècle

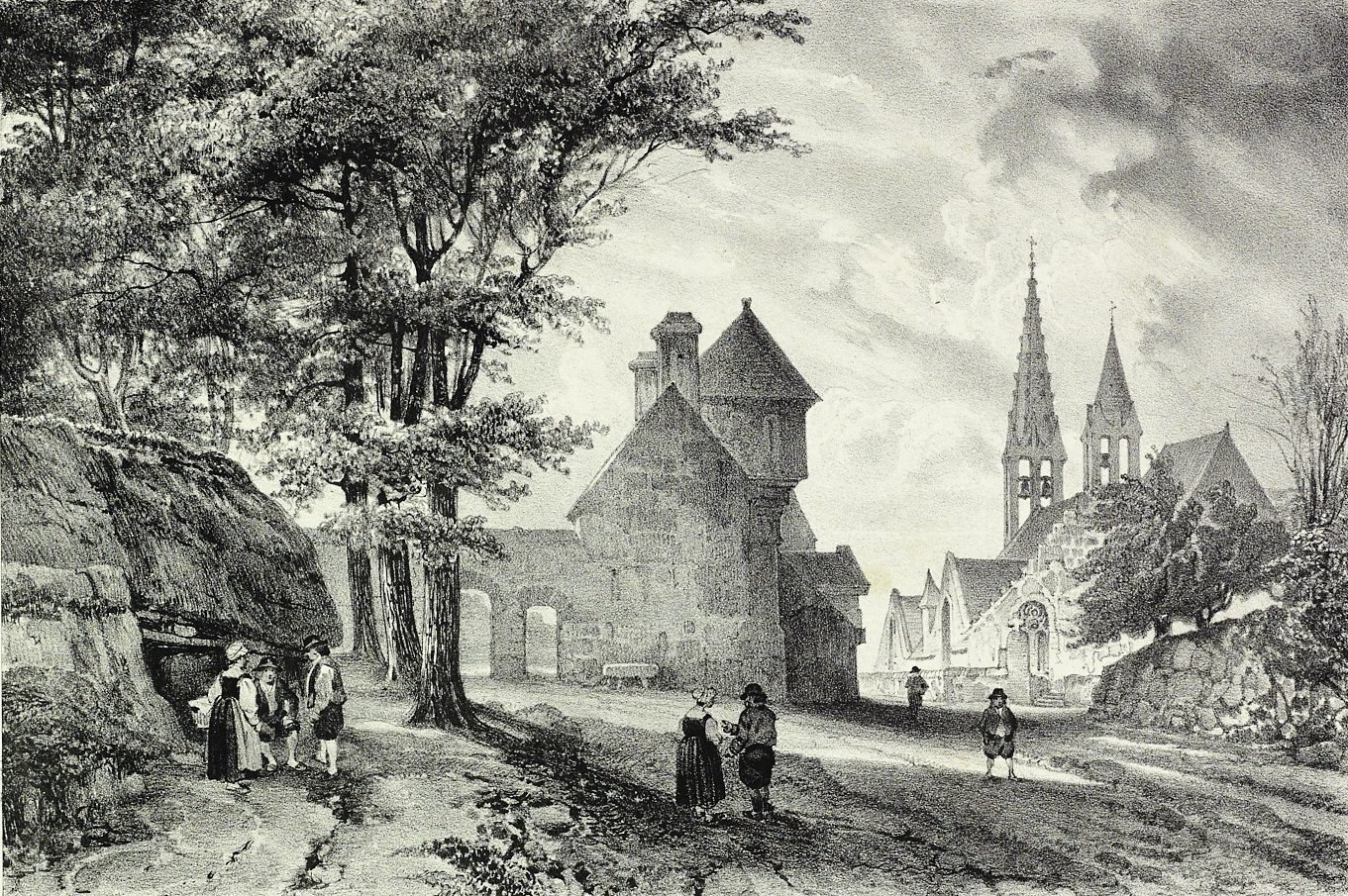
Le bourg de Trégunc vers 1837 : Au premier plan une chaumière et en arrière-plan un vieux manoir et l'ancienne église Saint-Marc.

Pendant la monarchie de Juillet, la municipalité de Trégunc affirme que l'utilité de la création d'une école en application de la loi Guizot n'est pas démontrée, « les élèves n'ayant de communication qu'avec des personnes parlant breton, ne parviendraent jamais, à l'aide des leçons de leurs instituteurs, qu'à lire et parler breton, quand l'important serait de leur apprendre à lire et parler français ».
A. Marteville et P. Varin, continuateurs d'Ogée, décrivent ainsi Trégunc en 1845 :

« (...) Principaux villages : Lanvintin, Kergoat, Kerhalon, Kerlary, Trévic, Pouldohan, Kerhariou, Trémot, Querrin, Trévignon, Tréberrouant. Maisons importantes :  manoirs de Kerminaouët, de Keraouennec. Superficie totale : 5 098 hectares dont (...) terres labourables 1952 ha, prés et pâtures 233 ha, bois 161 ha, vergers et jardins 32 ha, canaux et étangs 12 ha, landes et incultes 2 212 ha (...). Moulins : 5 (à eau : de Runt, de Kerléau ; à vent : de Pennanrunt, de Kerbrat, un à marée. (...) Outre [l']église, il y a trois chapelles : Saint-Philibert, Notre-Dame de Kervern et Sainte-Élisabeth. (...) Géologie : granite, gneiss au nord du bourg. On parle le breton. »

En 1853 une épidémie de fièvre typhoïde d'une forte intensité survient à Trégunc. Le docteur Gestin décrit les mauvaises conditions d'hygiène des habitations rurales, la situation des malades « croupissant dans des crèches sans paille fraîche, et sans autre couverture que leurs haillons », une nourriture végétale insuffisante et l'absence de médecins qui n'ont presque jamais été appelés à Trégunc. De plus  « nulle part dans le canton de Concarneau les cultivateurs ne se livrent avec plus de fréquence aux excès alcooliques et surtout à l'usage habituel du cidre mal préparé et souvent altéré par une fermentation acide trop prononcée ».
En 1885-1886 une épidémie de choléra fit plusieurs victimes à Trégunc.

#### La reconstruction de l'église paroissiale
L'ancienne église paroissiale de Trégunc avait été construite à plusieurs époques, sa principale reconstruction datant de la première moitié du XVIIIe siècle.
La reconstruction de l'église paroissiale Saint-Marc, par l'architecte diocésain Joseph Bigot, était prévue en moellons recouverts de mortier. Des protestations et manifestations des tailleurs de pierre locaux, qui se rassemblèrent chaque dimanche plusieurs semaines durant devant l'enclos paroissial, et de l'argent supplémentaire collecté parmi les paroissiens, permirent finalement sa construction en granite du pays. Surnommée "la cathédrale" en raison de ses dimensions imposantes, elle fut consacrée par l'évêque de Quimper le 30 avril 1867. L'instabilité des fondations, entraînée par le déblaiement de terres lors du transfert du cimetière, imposa la construction de deux escaliers pour les porches ouest et sud, ainsi que celle d'un contrefort, le tout en granite.

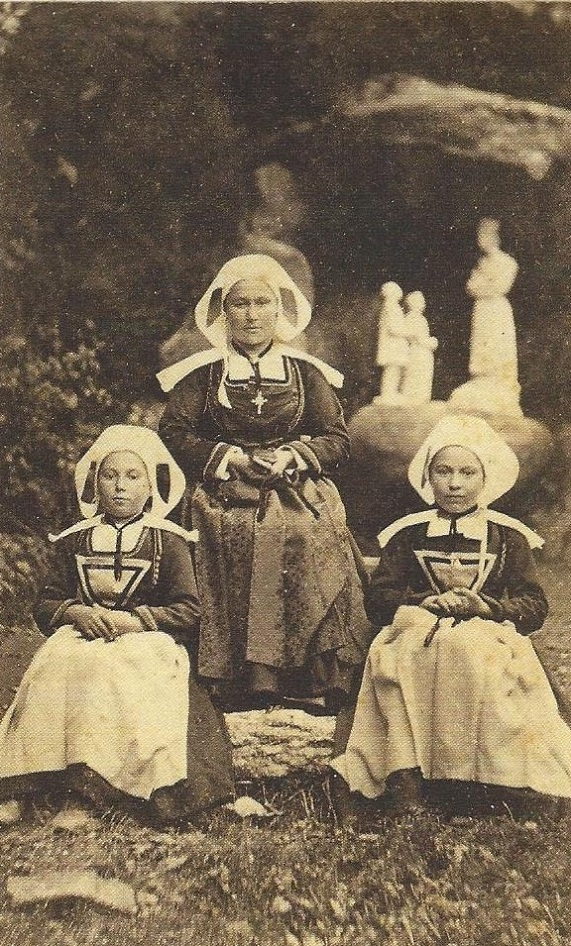
Femmes de Trégunc (vers 1880, photographie, auteur anonyme).
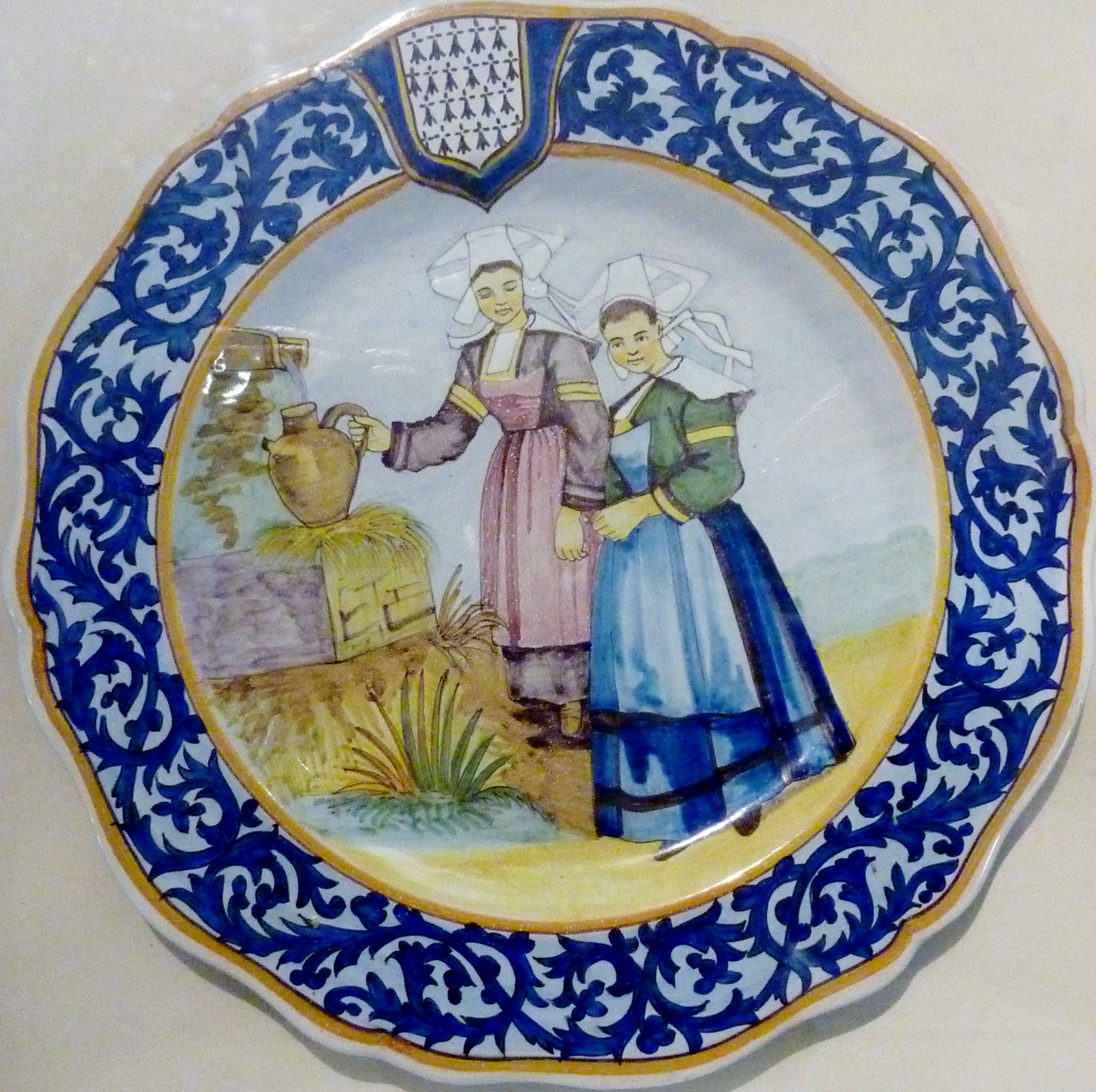
Faïence de Quimper : Femmes de Trégunc à la fontaine (musée de Locronan).

En 1887 la commune de Trégunc fut dans l'obligation de construire une école publique de filles et une de garçons afin de respecter la loi du 30 octobre 1886 sur les constructions d'office qui oblige les communes dépourvues d'école publique à en construire une.

#### Une chasse à l'homme à Trégunc
En janvier 1892 une véritable chasse à l'homme fut organisée à Trégunc et dans les communes avoisinantes afin de rechercher Yves Le Terrec, accusé d'avoir commis le 22 décembre 1891 un incendie volontaire, précédé d'un vol d'argent, dans lequel avaient péri 4 infirmes. Il fut arrêté le 27 janvier 1892. Une gwerz chantait (extrait traduit du breton) :
 Celui qui a eu le cœur d'accomplir un tel méfait

 Devrait être mis vivant entre quatre chevaux

 Et ensuite mis au bûcher pour servir d'exemple en Basse-Bretagne

 Et ses cendres jetées au vent.

### LeXXesiècle

#### La Belle Époque
L'abbé Fleiter, recteur de Trégunc, écrit en 1903 : « La paroisse est essentiellement bretonne [bretonnante] (...). Nous rencontrerions certainement une très forte opposition de la part des parents si nous poussions au changement de langage » pour l'enseignement du catéchisme.
Trois membres d'une même famille de Trégunc, Nicolas Colin, son épouse Marie-Anne Bellec et leur fille Marie, âgée de 14 ans, se noyèrent à bord de leur charrette lors d'un retour de noces dans l'étang de Kérennével en Melgven, appartenant à M. de Saint-Georges. Leur cheval aurait fait une embardée à un endroit où la route longe l'étang.

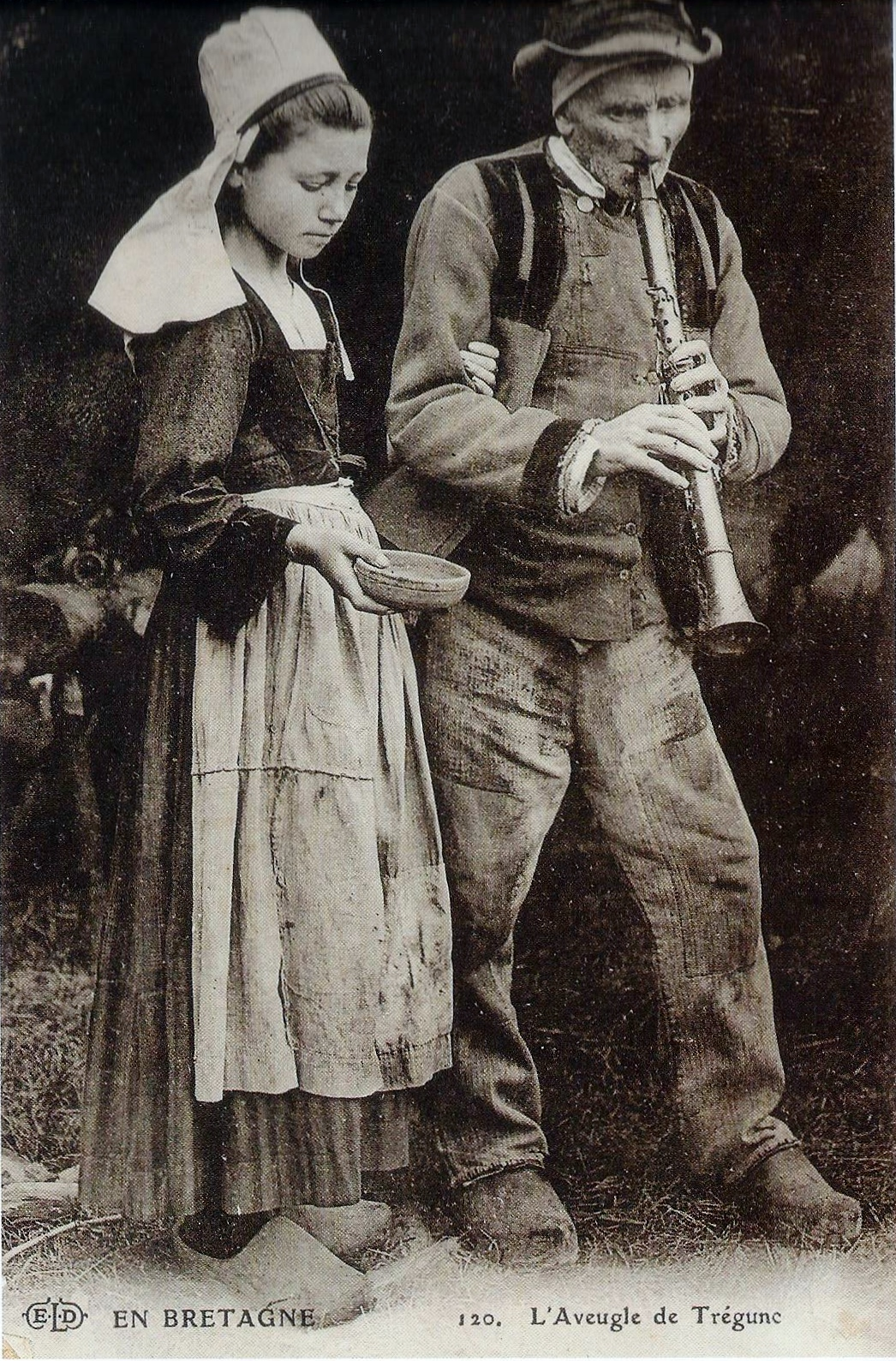
Aveugle de Trégunc jouant de la Dreujen gaol (clarinette bretonne) et sa femme tendant la sébile (entre 1900 et 1920).

La voie ferrée allant de Quimperlé à Concarneau dessert entre autres les gares de Pont-Aven, Nizon, Névez, Trégunc et Lanriec à partir de 1908 ; c'est une ligne ferroviaire à voie métrique exploitée par les Chemins de fer départementaux du Finistère ; la ligne ferma en 1936.

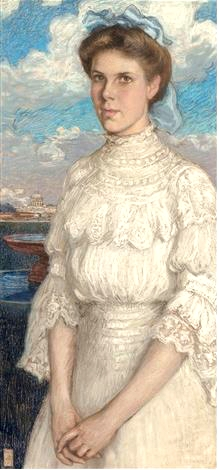
John Recknagel ː Jeune femme de Trégunc (1907).
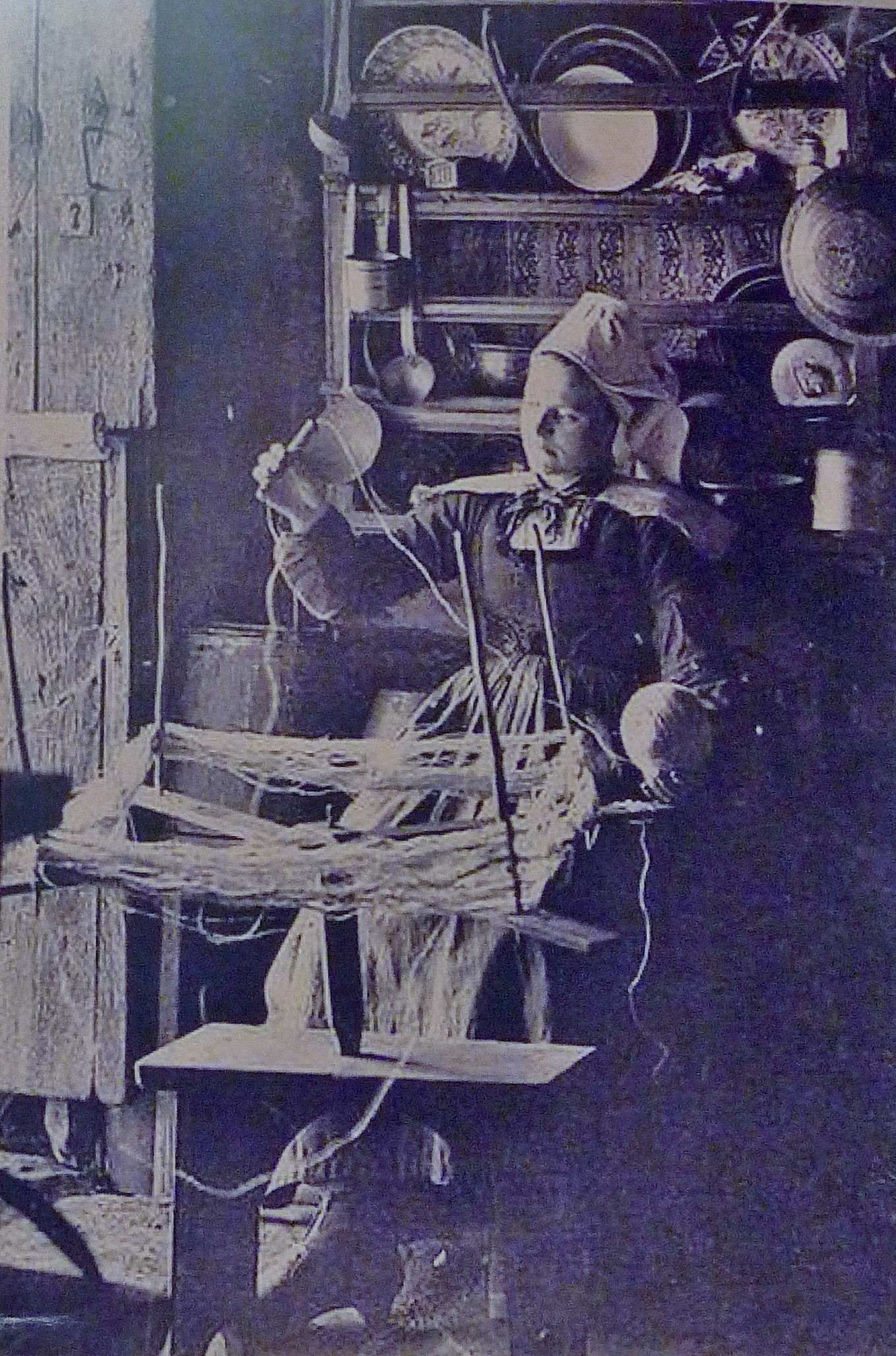
Dévideuse à Trégunc au début du XXe siècle.
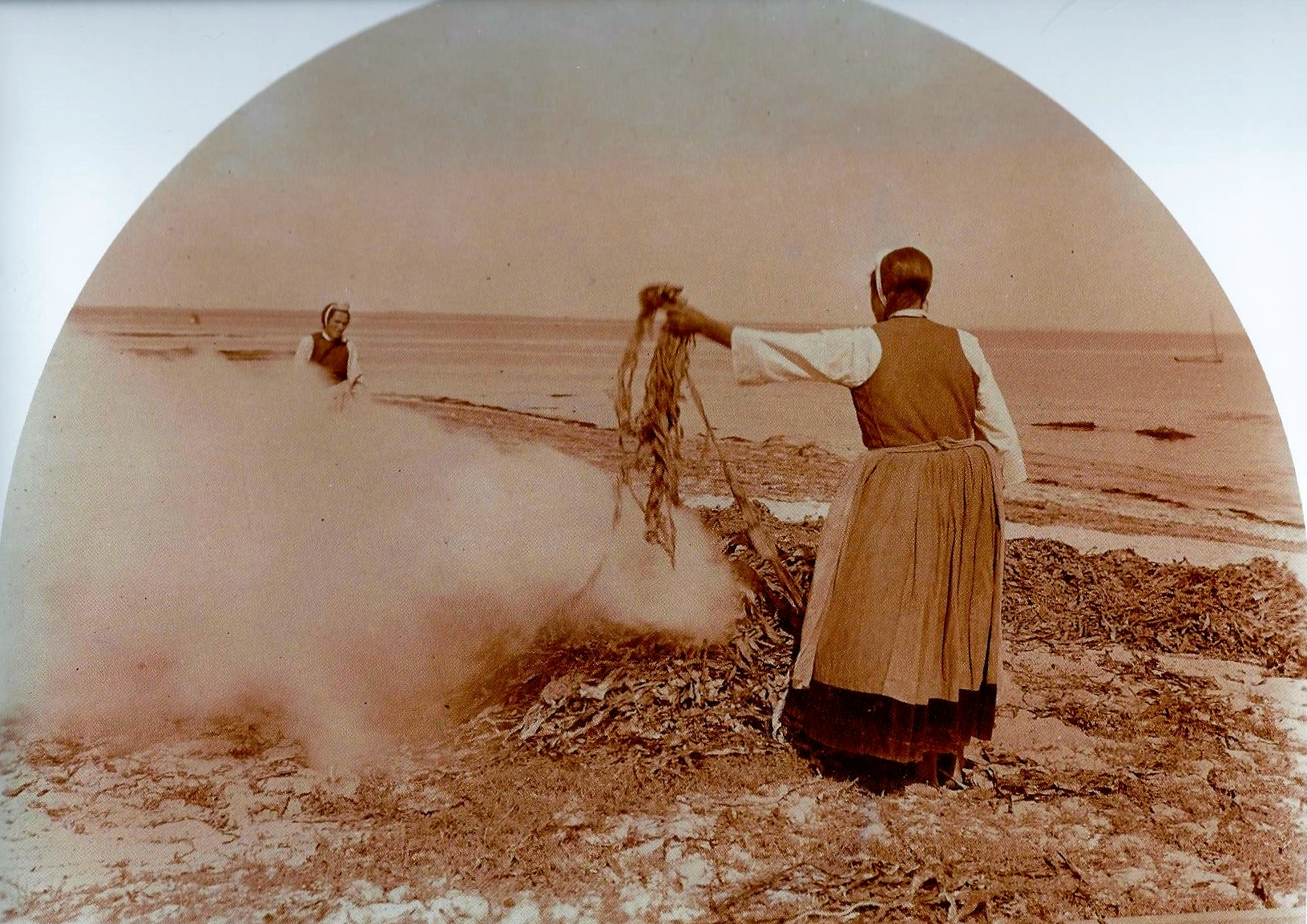
Goémonières à la Pointe de Trévignon (1912, photographie de Charles Lhermitte).

#### LaPremière Guerre mondiale
Le monument aux morts de Trégunc porte les noms de 188 soldats morts pour la France pendant la Première Guerre mondiale. Parmi eux, trois au moins (Jean Dagorn, Yves Furic, Joseph Jaffrezic) sont morts sur le front belge lors de la Course à la mer ; trois au moins (Guillaume Burel, décédé en Grèce ; Yves Costiou, décédé en Turquie lors de la bataille de Sedd-Ul-Bahr ; Joseph Le Beux, décédé en Serbie) sont décédés dans les Balkans car ils étaient membres de l'Armée française d'Orient ; deux au moins (François Le Bail, Alain Tallec) sont décédés alors qu'ils étaient prisonniers en Allemagne ; cinq au moins (Jean Costiou, André Marrec, Pierre Morvan, Louis Rica, Nicolas Roblet) sont disparus en mer ; la plupart des autres sont décédés sur le sol français. Le capitaine René De La Lande de Calan fut à titre posthume décoré de la Légion d'honneur et de la Croix de guerre.

#### L'Entre-deux-guerres
L'ouverture d'une école catholique à Trégunc en 1931 déchaîna de vives controverses entre catholiques et anticléricaux.

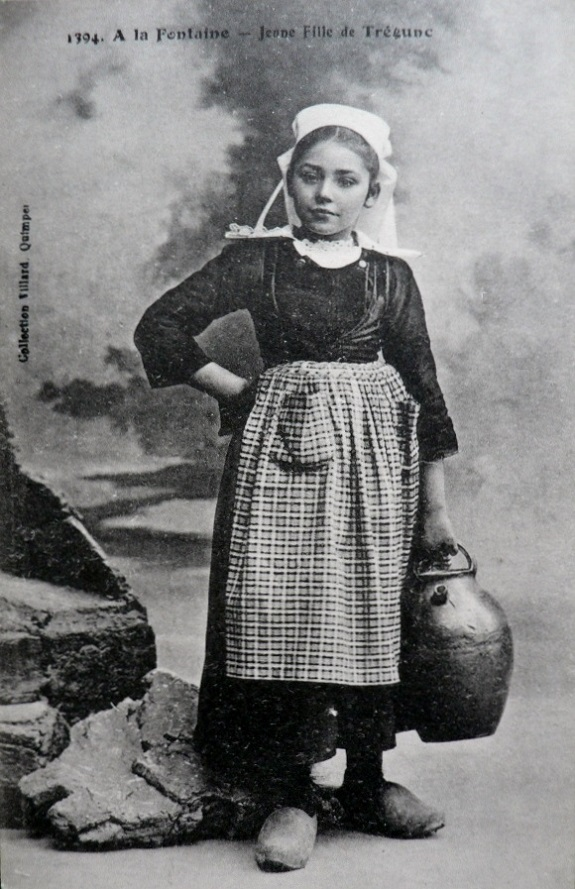
Jeune fille de Trégunc à la fontaine vers 1920 (carte postale Villard).
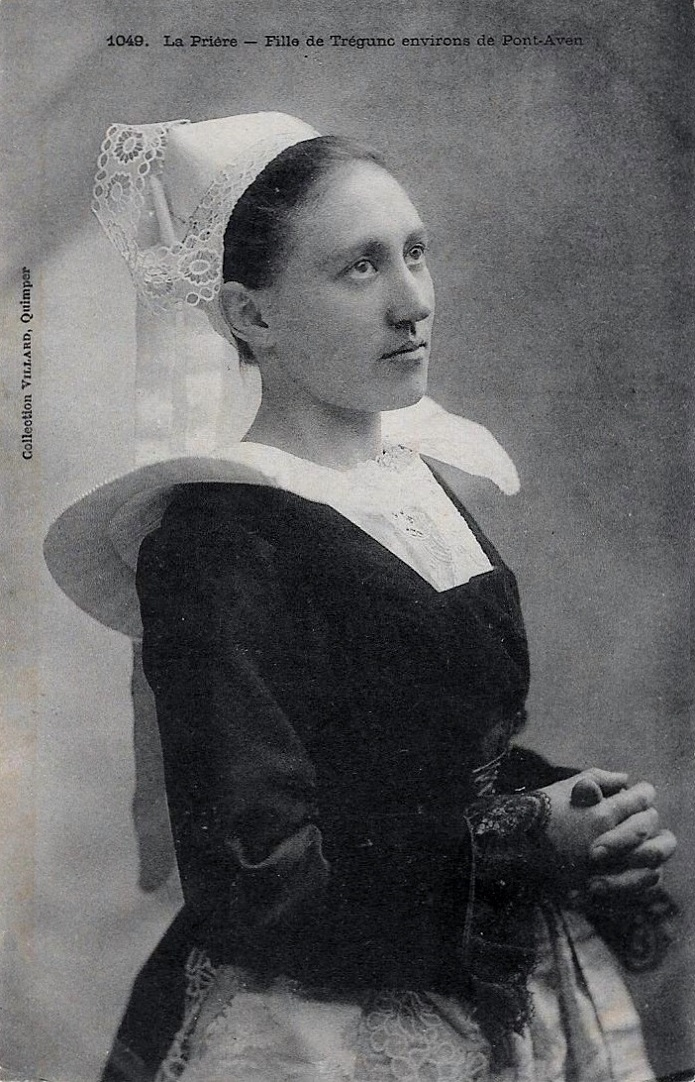
Jeune fille de Trégunc priant [vers 1920] (carte postale Villard).
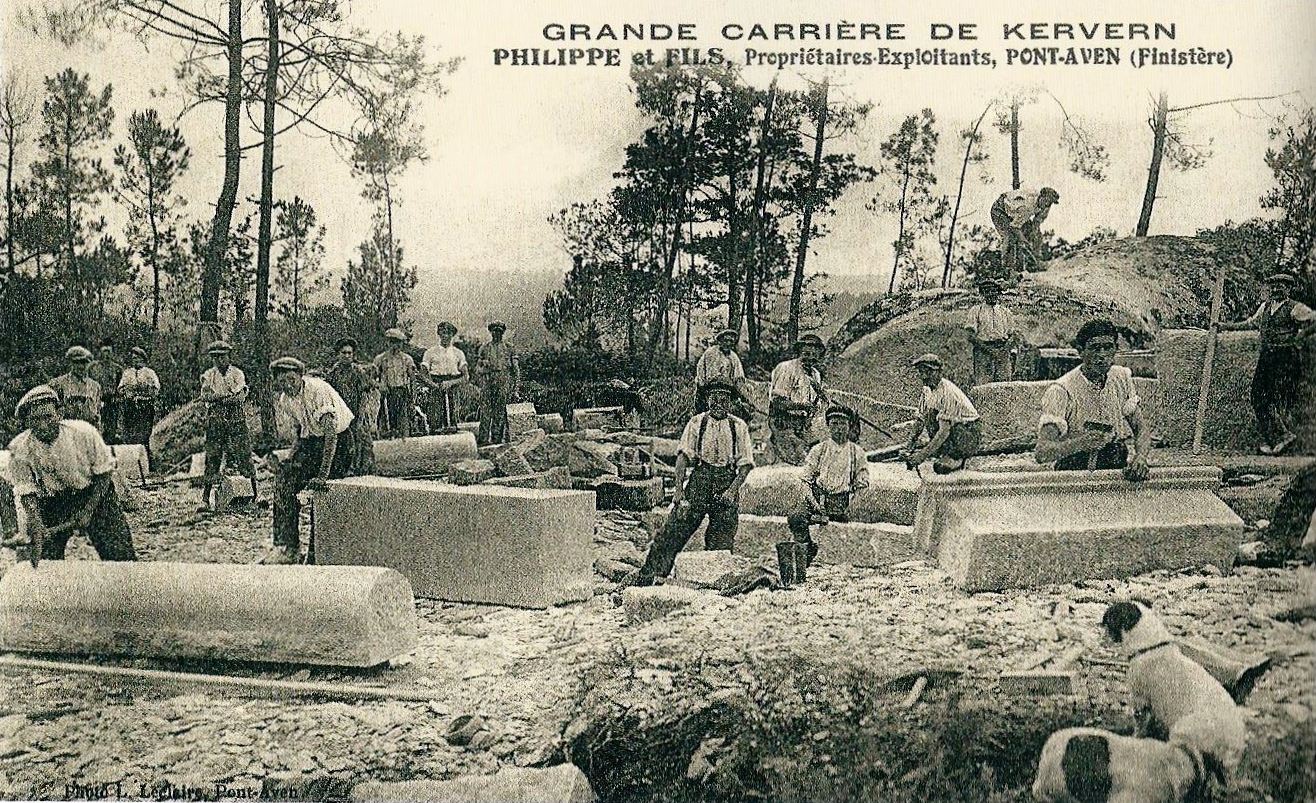
La carrière de granite de Kervern (carte postale Leclaire, vers 1935).

#### La Seconde Guerre mondiale
Le 28 septembre 1940, quatre aviateurs britanniques sont abattus au-dessus de la baie de Concarneau ; deux des aviateurs, les sergents John Allan Macnaughton et Cyril Kenneth Woolnough, sont inhumés à Trégunc (l'un d'entre eux, le lieutenant J.R. Bendell, pilote, a sa tombe dans le cimetière de Lanriec et un autre à Fouesnant).

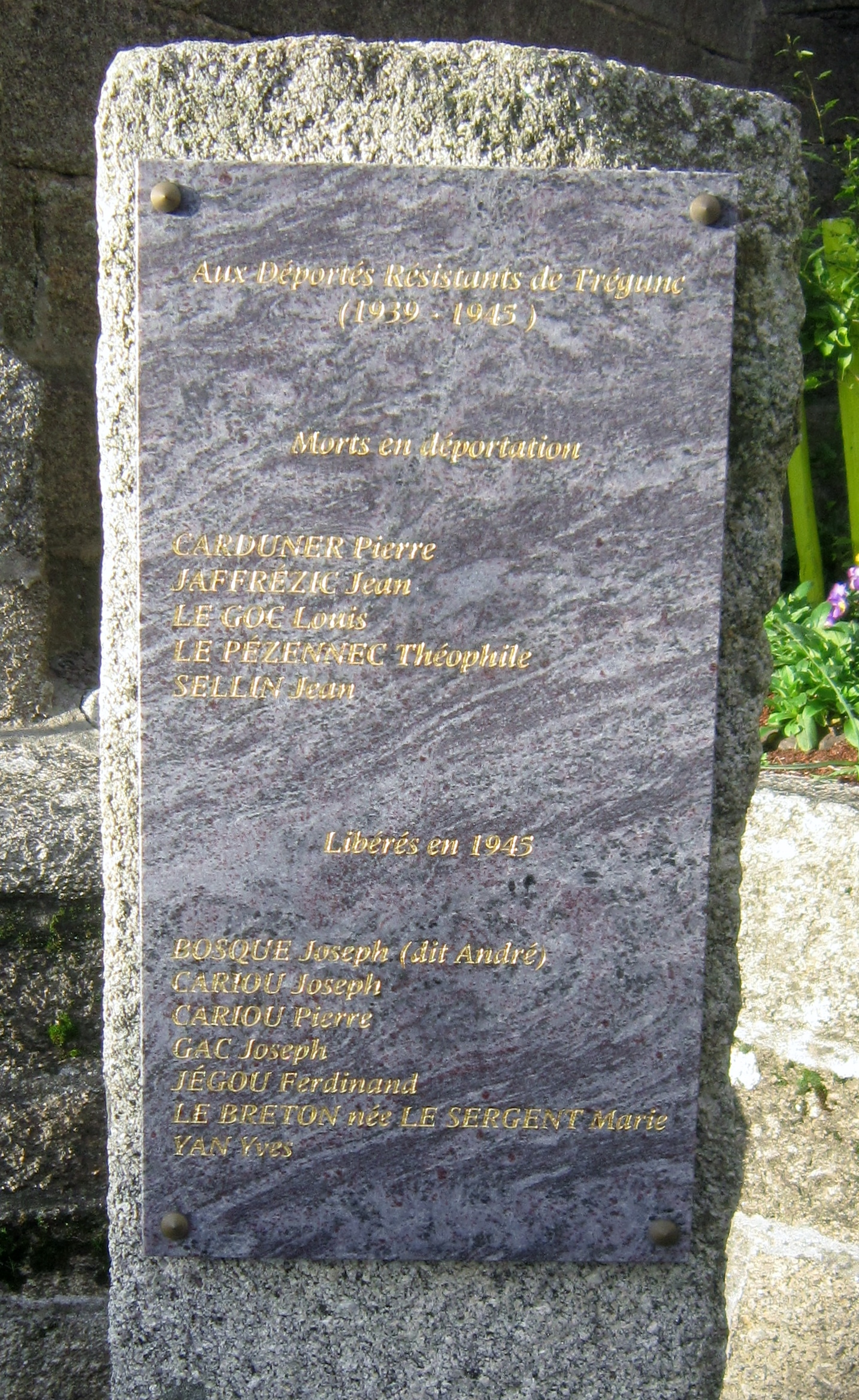
Plaque commémorative des déportés de Trégunc pendant la Seconde Guerre mondiale.

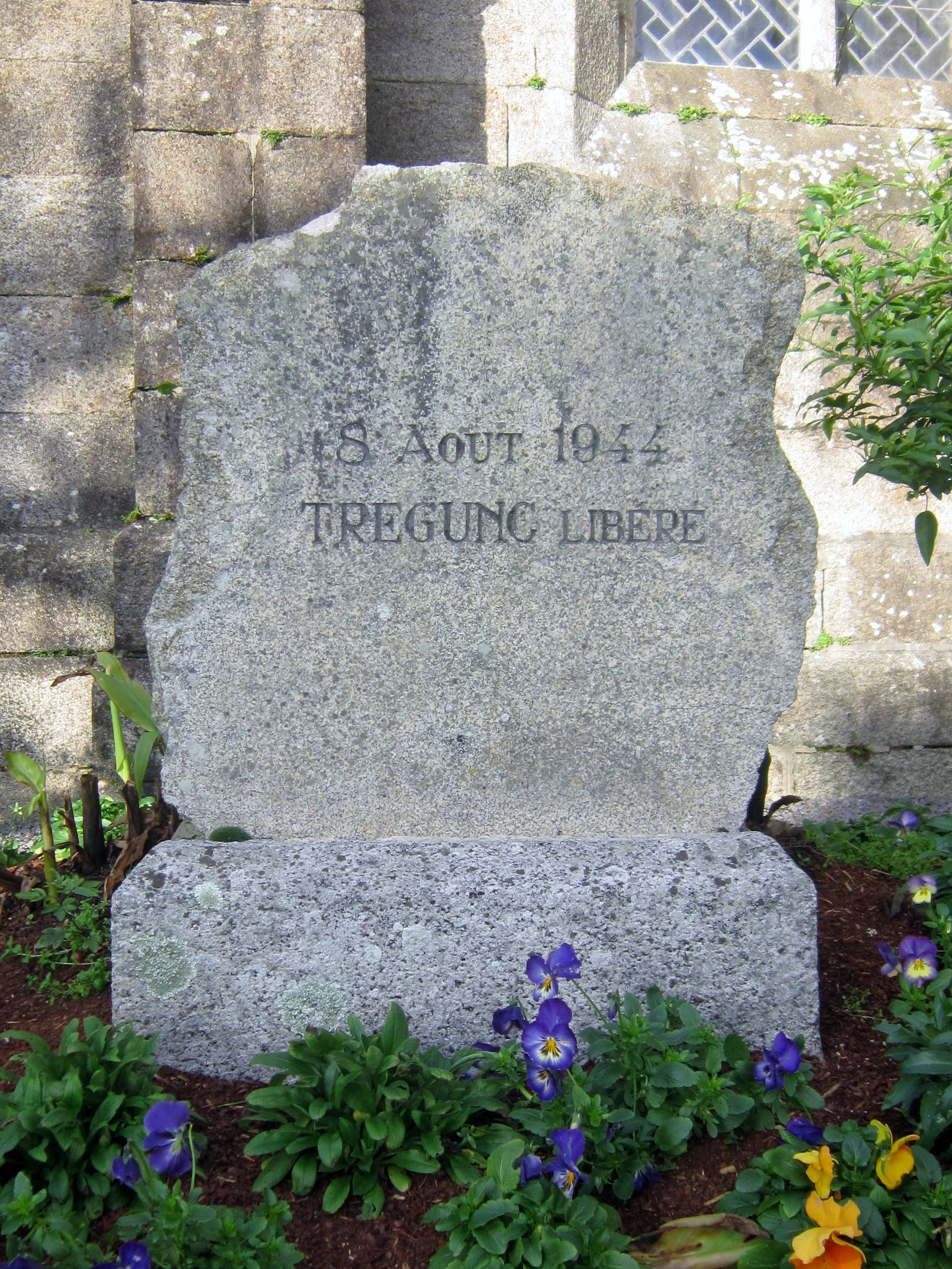
Monument commémoratif de la libération de Trégunc le 8 août 1944.

Le 26 avril 1944, un avion américain s'écrase sur le territoire de la commune de Trégunc, les deux aviateurs, ayant sauté en parachute, atterrissent dans la commune voisine de Névez. Le 11 mai 1944, les cadavres de quatre aviateurs américains dont l'avion s'est perdu en mer aux large de l'archipel des Glénan, sont trouvés au large de la passe de Trévignon en Trégunc.
La kommandantur de Trégunc se trouvait à l'école des filles. Le 23 mai 1944, Marcel Michelet, 24 ans, est tué par les Allemands alors qu'il tentait d'échapper à un contrôle d'identité.
Le monument aux morts de Trégunc porte en tout les noms de 65 personnes mortes pour la France pendant la Seconde Guerre mondiale. Parmi elles, des marins disparus en mer, par exemple Jean Jambou, Yves Guinvarch, Louis Quentel et Arthur Bourhis, victime du naufrage du paquebot Président Doumer, torpillé par le sous-marin allemand U-304 le 30 octobre 1942 ; des soldats morts au champ d'honneur, Mathieu Furic, tué le 27 février 1945 et François Gouarant, tué le 23 mars 1945, tous les deux en Allemagne vers la fin de la guerre. Jean Bourhis, prisonnier de guerre, est mort en captivité en Allemagne.
Plusieurs résistants originaires de Trégunc ont été victimes de la guerre : Pierre Carduner, né le 12 août 1897 à Trégunc, militant communiste, coiffeur à Lanriec (son salon de coiffure fut une plaque tournante de la Résistance), fut déporté le 4 mai 1944 depuis la gare de l'Est à Paris vers le camp de concentration de Struthof-Natzwiller et mourut à Dachau le 10 février 1945. Jean Marie Jaffrezic fut arrêté le 23 mai 1944 lors d'une rafle au Cosquer en Trégunc, pour faits de résistance, et est mort en déportation au camp de concentration de Neuengamme le 28 février 1945. Jean Sellin est également mort en déportation à Buchenwald le 17 novembre 1944.
Marc Bourhis, instituteur à Trégunc, militant communiste trostkiste, détenu au camp de Choisel à Châteaubriant, fut fusillé le 22 octobre 1941 en même temps que Pierre Guéguin, lui aussi instituteur communiste et maire de Concarneau.
La ferme de Keramborn en Trégunc, dont le fermier était Jules Girard, fut un point de ralliement par les résistants du groupe "Vengeance" de Concarneau dirigé par Georges Martin. Deux aviateurs américains, Joe Lilly (blessé à la cheville) et Bill Hawkins, dont l'avion tomba le 25 avril 1944 près du bar de Beg Postillon en  Trégunc, y furent aussi cachés.
Yves Berth fut tué le 7 août 1944 près de la ferme de la Pointe du Postillon (en Trégunc), sur la route Trégunc - Pont-Aven, lors des combats de l'embuscade de Kernaourlan (en Nizon), l'attaque d'un convoi allemand par une trentaine de résistants du réseau Vengeance faisant une quarantaine de morts côté allemand. Trégunc est libéré le 8 août 1944.

#### L'après-Seconde-Guerre-mondiale
Un Trégunois est mort pour la France pendant la guerre d'Indochine (le lieutenant René De La Lande de Calan) et trois pendant la guerre d'Algérie (Jean Le Don, René Le Heurt, Paul Trolez).

### LeXXIesiècle
Le 2 décembre 2021 le chalutier Amaryllis, de Concarneau, fit naufrage près de la pointe de Trévignon et les deux marins à bord dérivaient en raison du courant et étaient à bout de force lorsqu'ils furent secourus par des riverains.

## Politique et administration

### Jumelages
La ville de Trégunc est jumelée avec :
- Carrick-on-Suir (Irlande).

## Population et société

### Démographie

#### Évolution démographique
L'évolution du nombre d'habitants est connue à travers les recensements de la population effectués dans la commune depuis 1793. Pour les communes de moins de 10 000 habitants, une enquête de recensement portant sur toute la population est réalisée tous les cinq ans, les populations de référence des années intermédiaires étant quant à elles estimées par interpolation ou extrapolation. Pour la commune, le premier recensement exhaustif entrant dans le cadre du nouveau dispositif a été réalisé en 2008.
En 2022, la commune comptait 7 094 habitants, en évolution de +0,74 % par rapport à 2016 (Finistère : +2,16 %, France hors Mayotte : +2,11 %). Le maximum de la population a été atteint en 2014 avec 7 063 habitants.
| 1793  | 1800  | 1806  | 1821  | 1831  | 1836  | 1841  | 1846  | 1851  |
| ----- | ----- | ----- | ----- | ----- | ----- | ----- | ----- | ----- |
| 2 146 | 2 522 | 2 531 | 2 782 | 3 029 | 3 086 | 3 204 | 3 462 | 3 481 |

| 1856  | 1861  | 1866  | 1872  | 1876  | 1881  | 1886  | 1891  | 1896  |
| ----- | ----- | ----- | ----- | ----- | ----- | ----- | ----- | ----- |
| 3 540 | 3 484 | 3 528 | 3 600 | 3 697 | 3 809 | 3 860 | 4 165 | 4 470 |

| 1901  | 1906  | 1911  | 1921  | 1926  | 1931  | 1936  | 1946  | 1954  |
| ----- | ----- | ----- | ----- | ----- | ----- | ----- | ----- | ----- |
| 4 703 | 4 848 | 4 991 | 4 763 | 4 878 | 4 675 | 4 802 | 4 889 | 4 795 |

| 1962  | 1968  | 1975  | 1982  | 1990  | 1999  | 2006  | 2008  | 2013  |
| ----- | ----- | ----- | ----- | ----- | ----- | ----- | ----- | ----- |
| 5 002 | 4 790 | 5 155 | 5 909 | 6 130 | 6 354 | 6 704 | 6 799 | 7 056 |

| 2018  | 2022  | - | - | - | - | - | - | - |
| ----- | ----- | - | - | - | - | - | - | - |
| 7 039 | 7 094 | - | - | - | - | - | - | - |

#### Pyramide des âges
La population de la commune est relativement âgée.
En 2018, le taux de personnes d'un âge inférieur à 30 ans s'élève à 24,7 %, soit en dessous de la moyenne départementale (32,5 %). À l'inverse, le taux de personnes d'âge supérieur à 60 ans est de 40,0 % la même année, alors qu'il est de 29,8 % au niveau départemental.
En 2018, la commune comptait 3 373 hommes pour 3 666 femmes, soit un taux de 52,08 % de femmes, légèrement supérieur au taux départemental (51,41 %).
Les pyramides des âges de la commune et du département s'établissent comme suit.
| Hommes | Classe d’âge | Femmes |
| ------ | ------------ | ------ |
| 0,5    | 90 ou +      | 1,3    |
| 10,9   | 75-89 ans    | 14,9   |
| 26,1   | 60-74 ans    | 26,1   |
| 22,0   | 45-59 ans    | 20,8   |
| 14,1   | 30-44 ans    | 13,7   |
| 11,9   | 15-29 ans    | 9,7    |
| 14,6   | 0-14 ans     | 13,5   |

| Hommes | Classe d’âge | Femmes |
| ------ | ------------ | ------ |
| 0,7    | 90 ou +      | 2,2    |
| 7,8    | 75-89 ans    | 11,5   |
| 19,2   | 60-74 ans    | 20,1   |
| 20,8   | 45-59 ans    | 19,7   |
| 17,7   | 30-44 ans    | 16,6   |
| 17,1   | 15-29 ans    | 14,7   |
| 16,8   | 0-14 ans     | 15,2   |

### Enseignement

#### Les écoles primaires et maternelles
- École maternelle et élémentaire publique Marc-Bourhis.
- Groupe scolaire René-Daniel (à Saint-Philibert).
- École Saint-Michel (privé).
- École Diwan (privé/associatif).

#### Enseignement secondaire
- Collège et lycée Saint-Marc (annexe de l'ensemble scolaire privé Saint-Joseph de Concarneau).

## Économie

### Entreprises trégunoises
- Brasserie de Bretagne, brasserie locale produisant entre autres la bière Britt et le Britt Cola.
- Guy Cotten, spécialiste du vêtement de mer et de mode marine.
- Conserverie Courtin : créée en 1883 au Moros en Concarneau par Achille et Camille Courtin, elle est installée depuis 2017 à Trégunc ; développant le tourisme industriel, elle a aménagé un circuit de visite de ses locaux (150 000 visiteurs en 2022) et possède un magasin d'usine[98].

## Culture locale et patrimoine
Une partie des scènes du court-métrage L'Ami y'a bon de Rachid Bouchareb a été tournée dans les ruines de la chapelle Sainte-Élisabeth.

### Langue bretonne
L'adhésion à la charte Ya d'ar brezhoneg a été votée par le conseil municipal le 16 novembre 2012.
À la rentrée 2018, 57 élèves étaient scolarisés à l'école Diwan (soit 9,2 % des enfants de la commune inscrits dans le primaire).

### Sites et monuments

#### Sites
- La Ria du Minaouët et l'Anse de la Jument.
- La Pointe de la Jument et ses environs.
- Les marais et étangs à l'est de la Pointe de Trévignon.
- La Pointe de Trévignon.
- Le moulin à marée du Minaouët. Bâti au début du XVIe siècle, cet ancien moulin seigneurial, est placé sur une digue barrant la ria qui sépare les communes de Trégunc et Concarneau[100].

#### Monuments
- Église paroissiale Saint-Marc de Trégunc ;

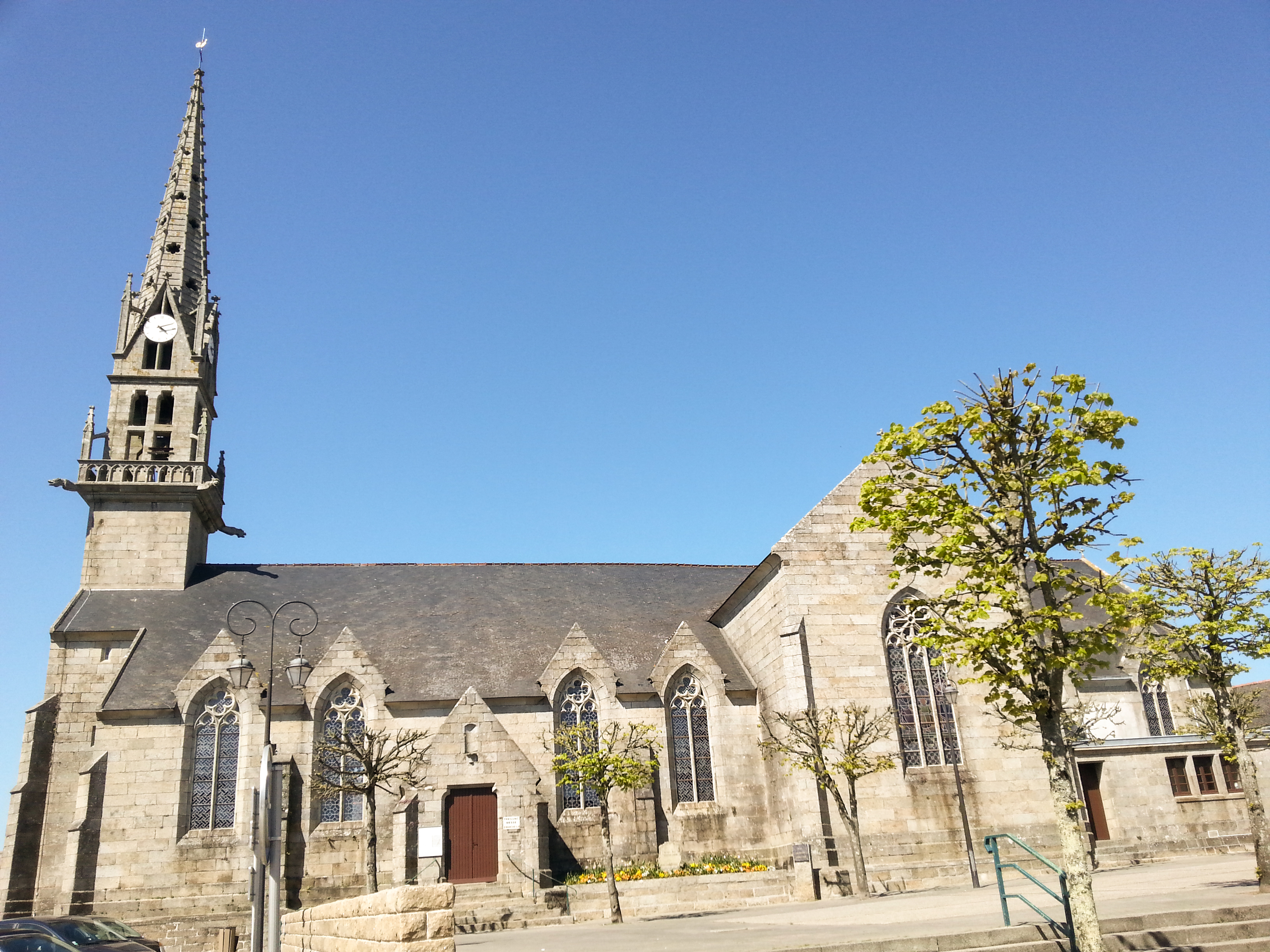
Église paroissiale Saint-Marc.

- La Roche tremblante ;
- Menhir de Kérangallou classé au titre des monuments historiques par arrêté du 13 mai 1930[101] ;
- Menhir de Kergleuhant classé au titre des monuments historiques par arrêté du 29 juin 1965[102].
- La chapelle Saint-Philibert et ses deux stèles protohistoriques ;

La chapelle Saint-Philibert
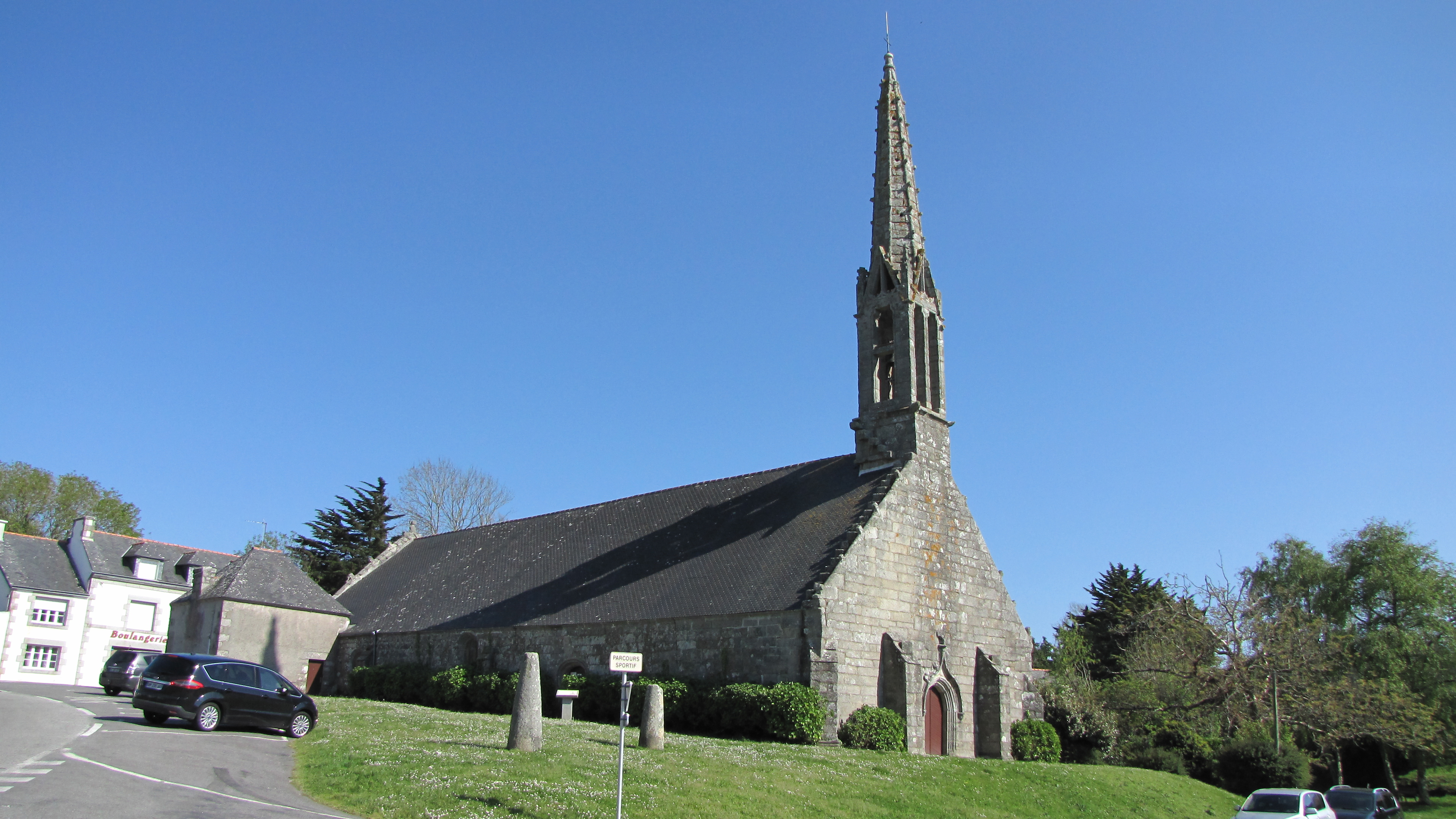
Vue extérieure d'ensemble et stèles protohistoriques.
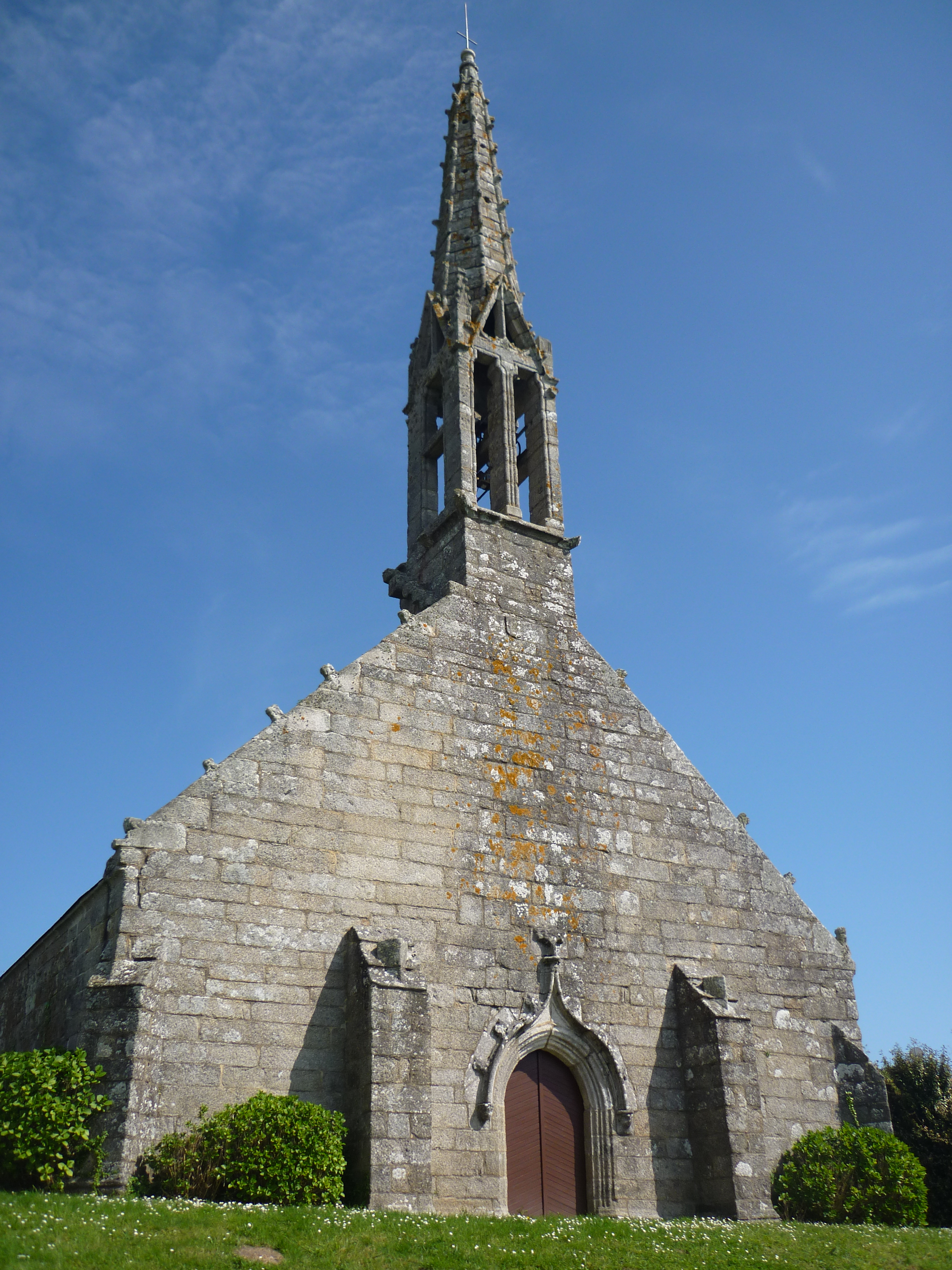
La façade.
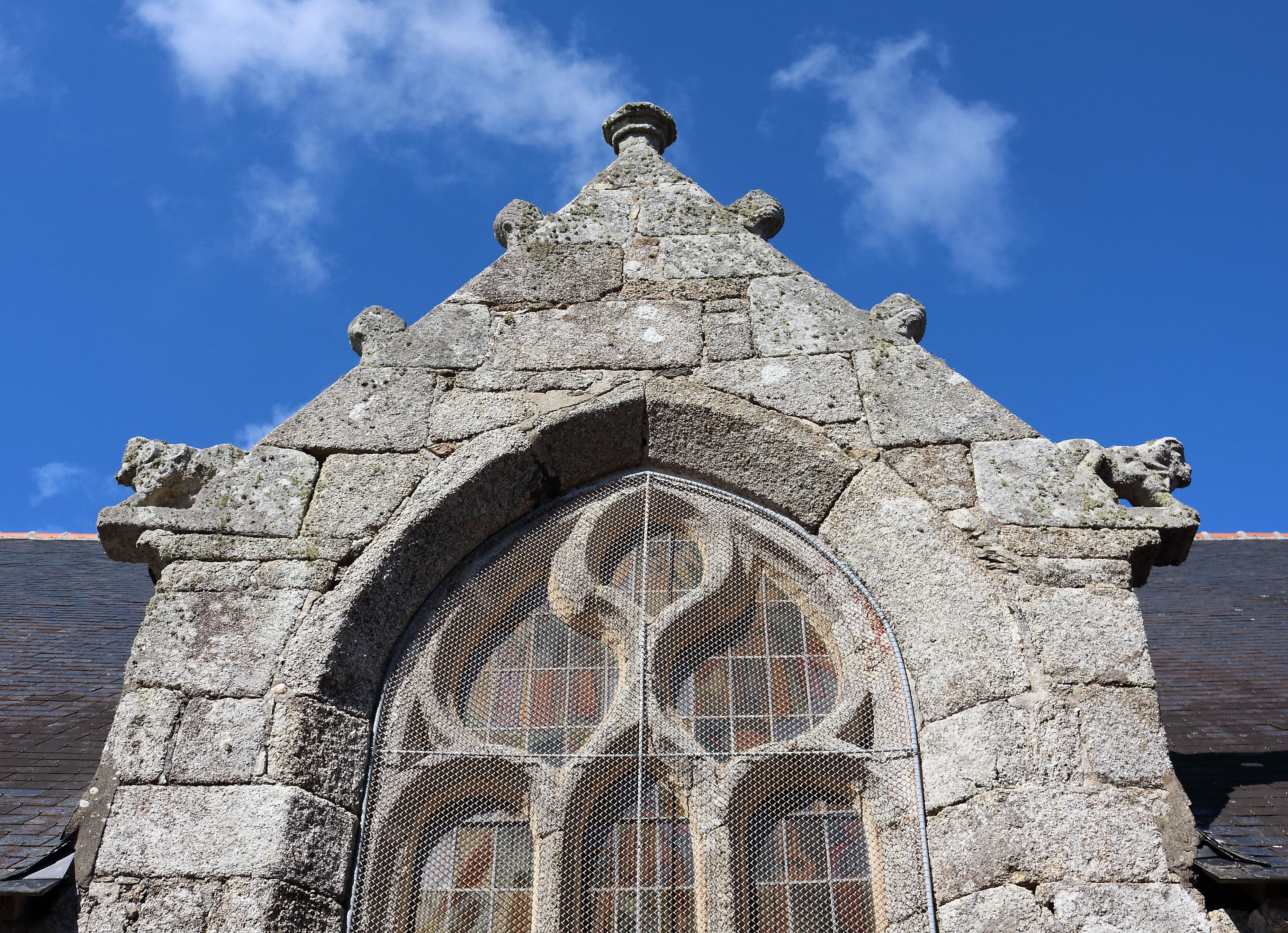
Détail des décors de la fenêtre-pignon du bas-côté sud.
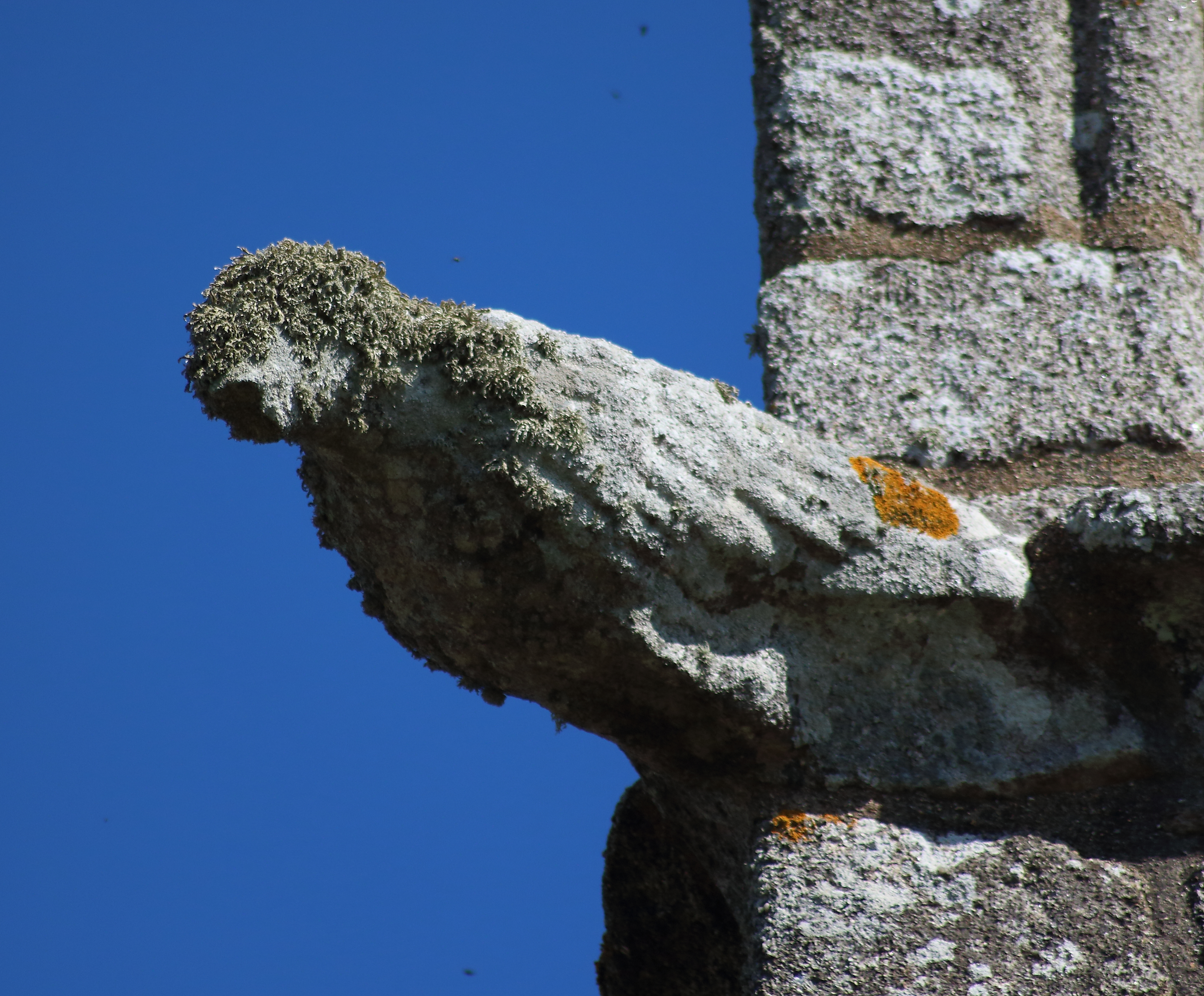
Une des gargouilles sculptées du clocher.
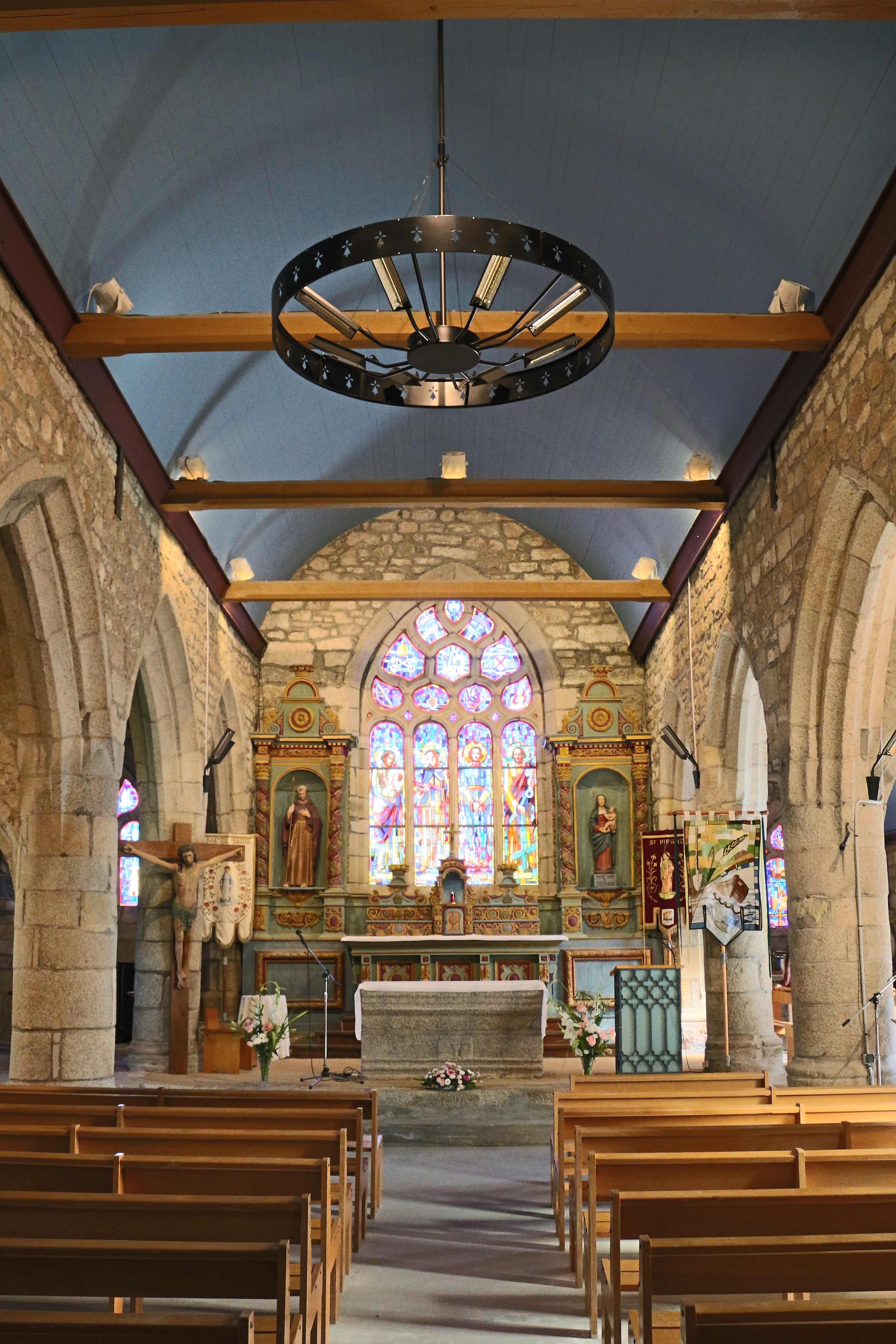
Vue intérieure d'ensemble, la net et le chœur.
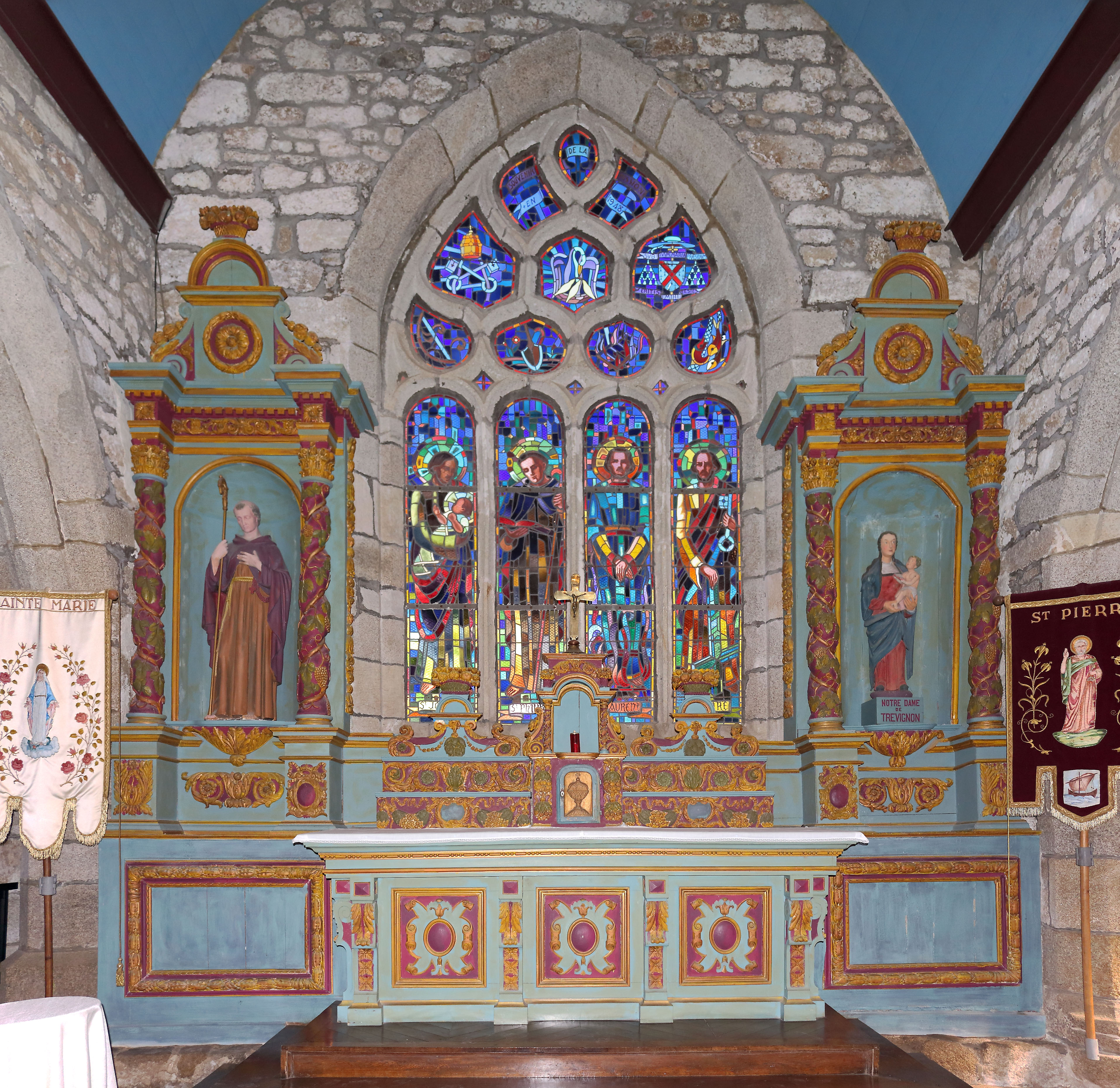
Le maître-autel datant du XVIIIe siècle.
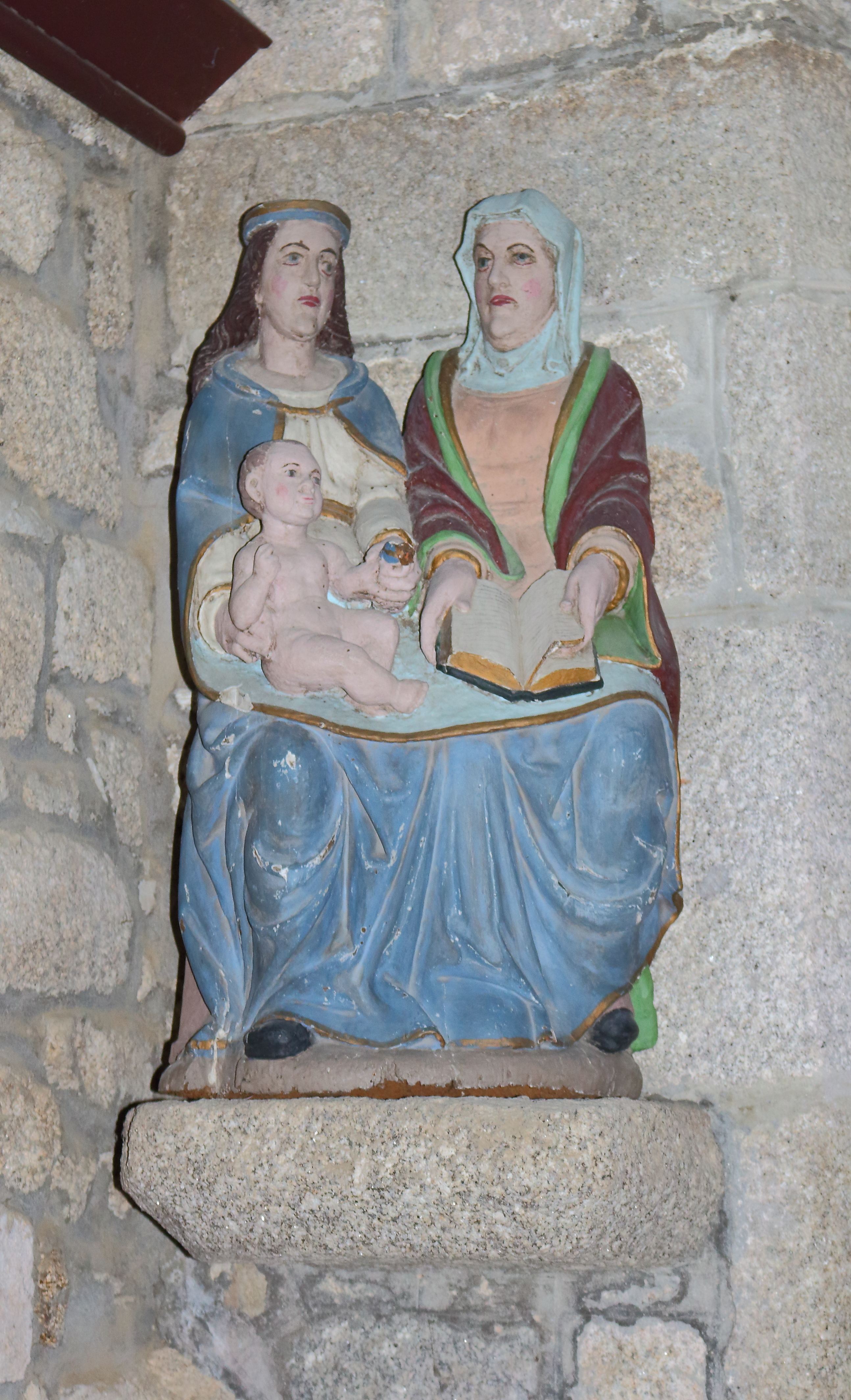
Groupe sculpté représentant sainte Anne, la Vierge et l'Enfant Jésus.

- La chapelle Notre-Dame de Kerven ;

La chapelle Notre-Dame de Kerven
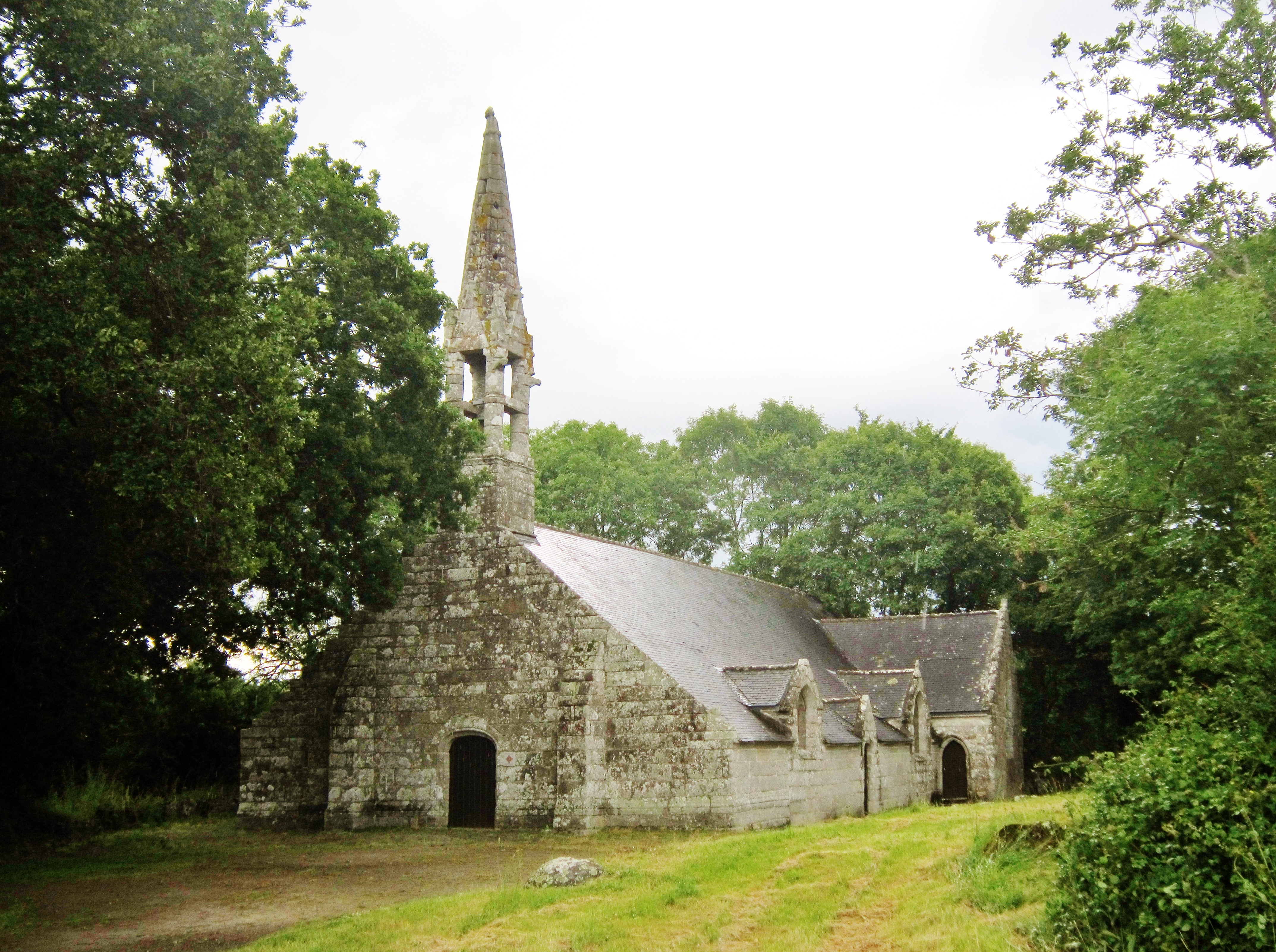
Vue d'ensemble depuis le sud-ouest.
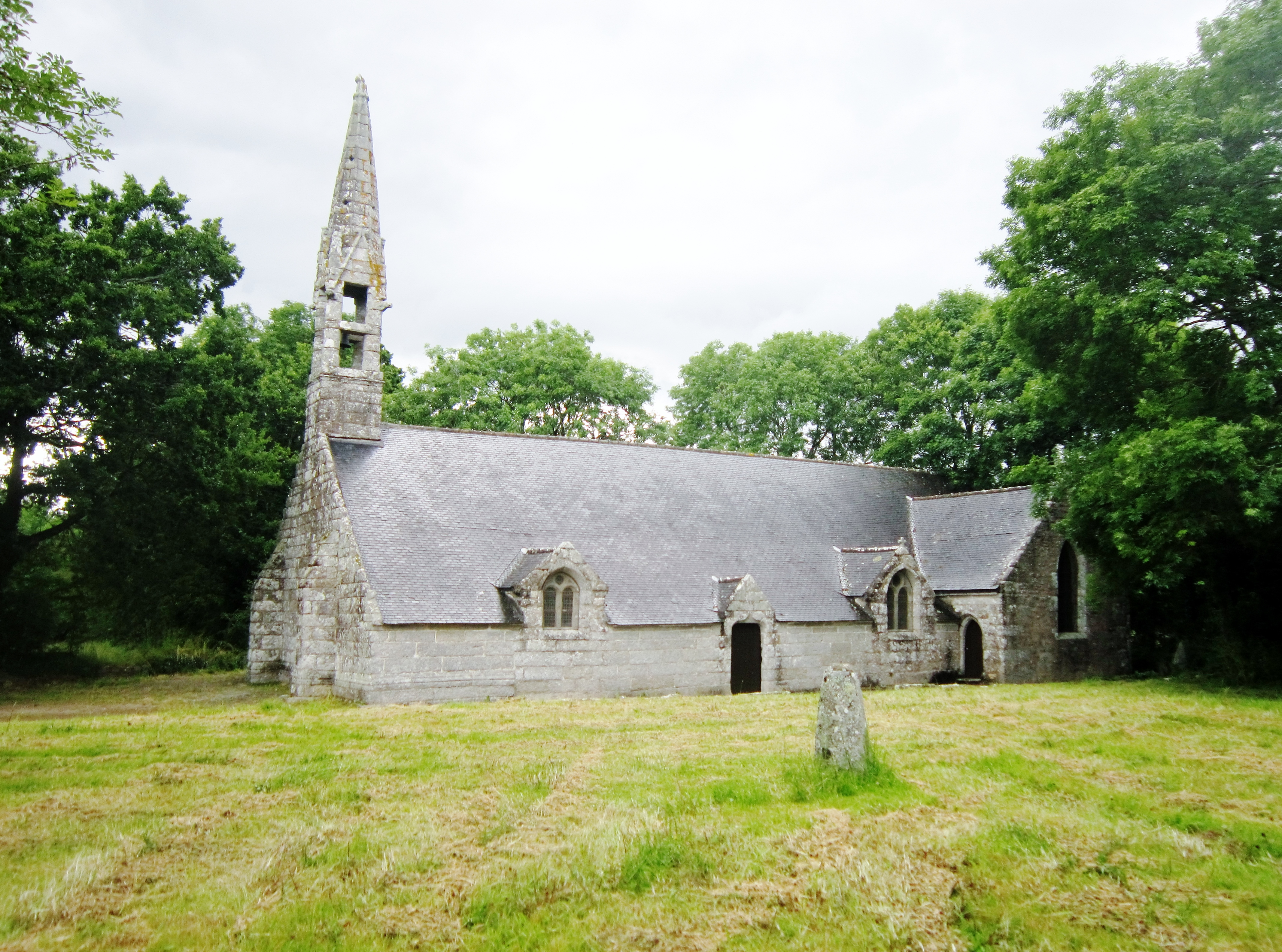
Vue du sud.
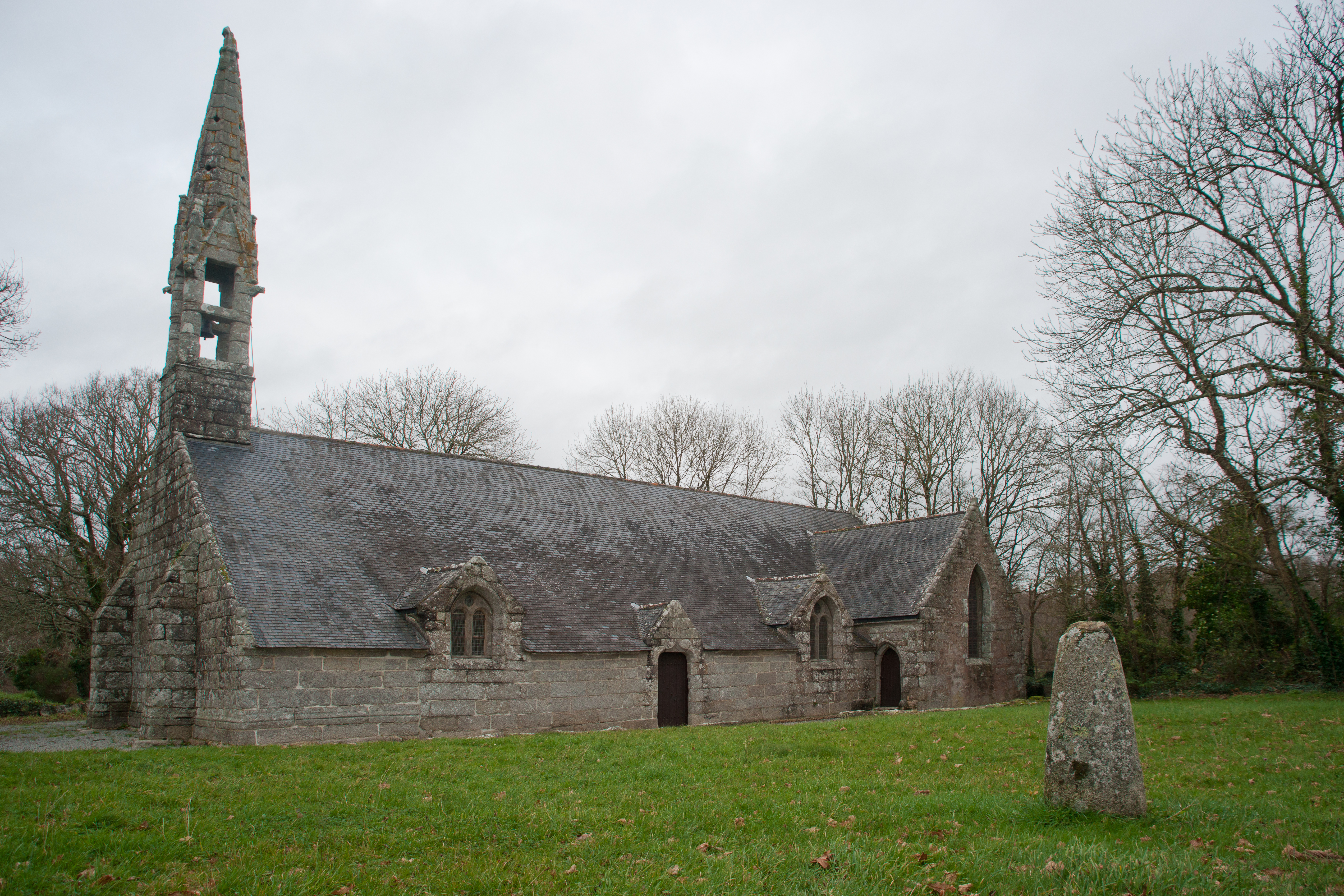
Vue extérieure d'ensemble et la stèle.
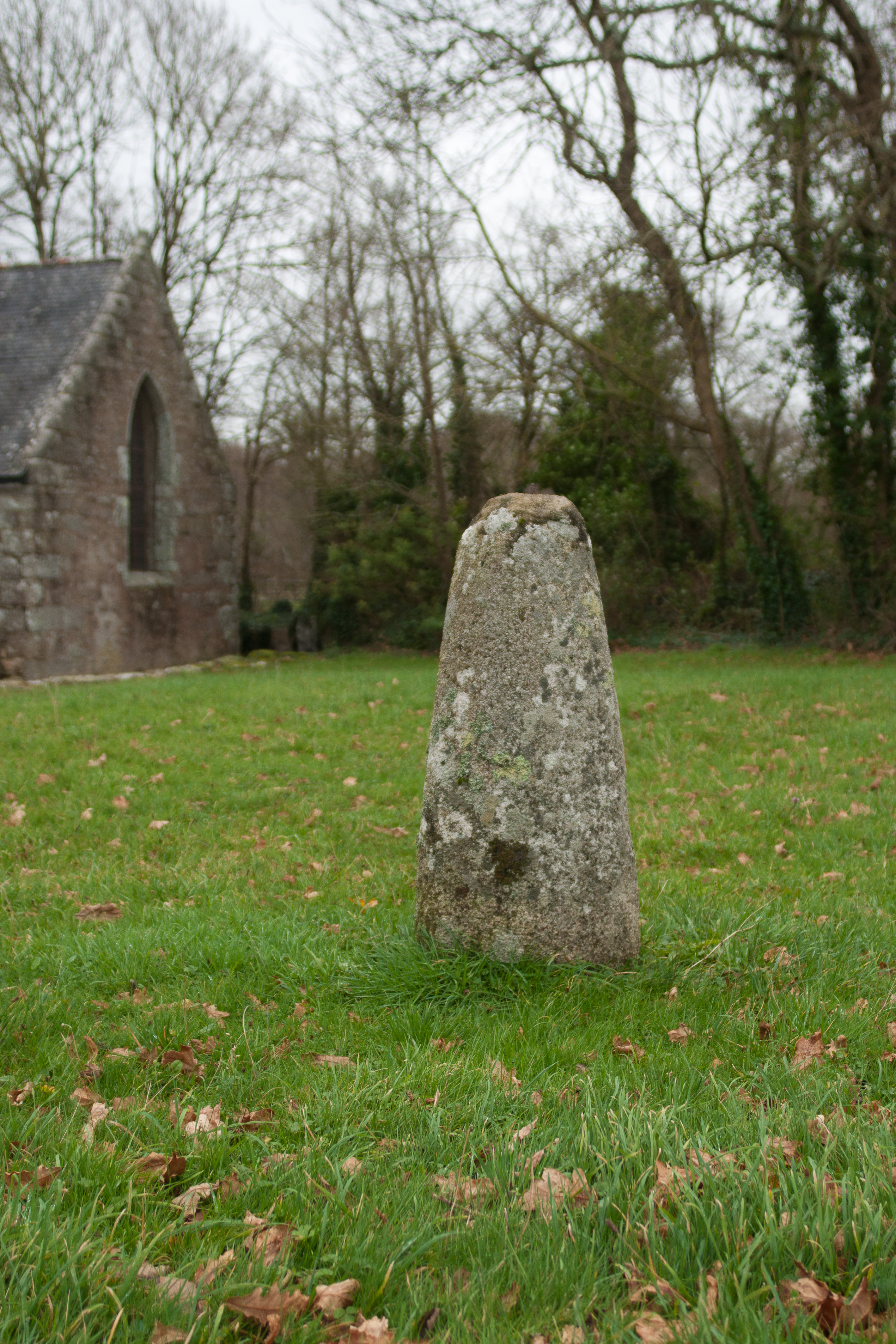
Stèle devant la chapelle.
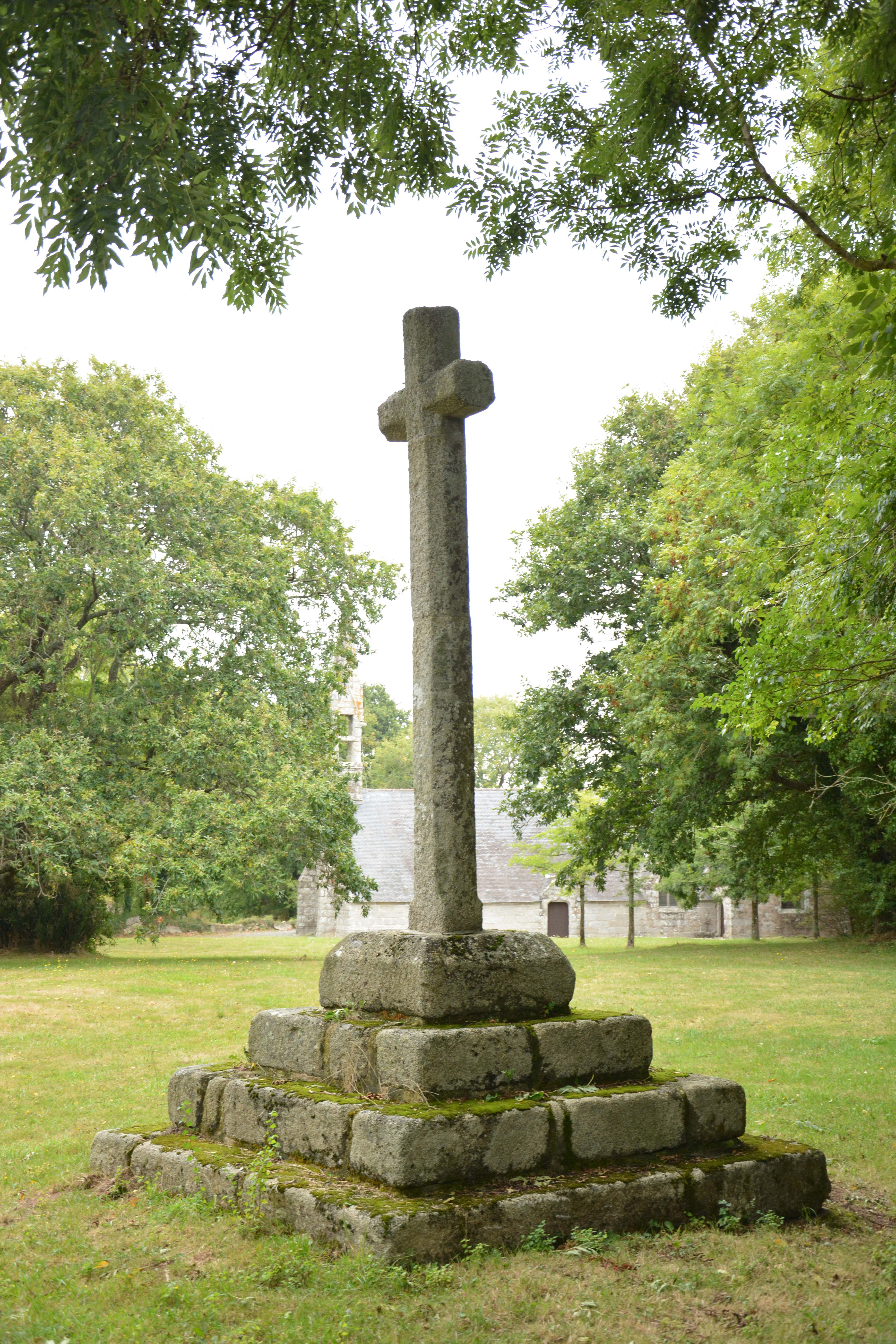
Croix située à proximité de la chapelle.

- Le château de Trévignon ;
- Le château de Kerminaouët, construit en 1905 par l'architecte Charles Chaussepied.

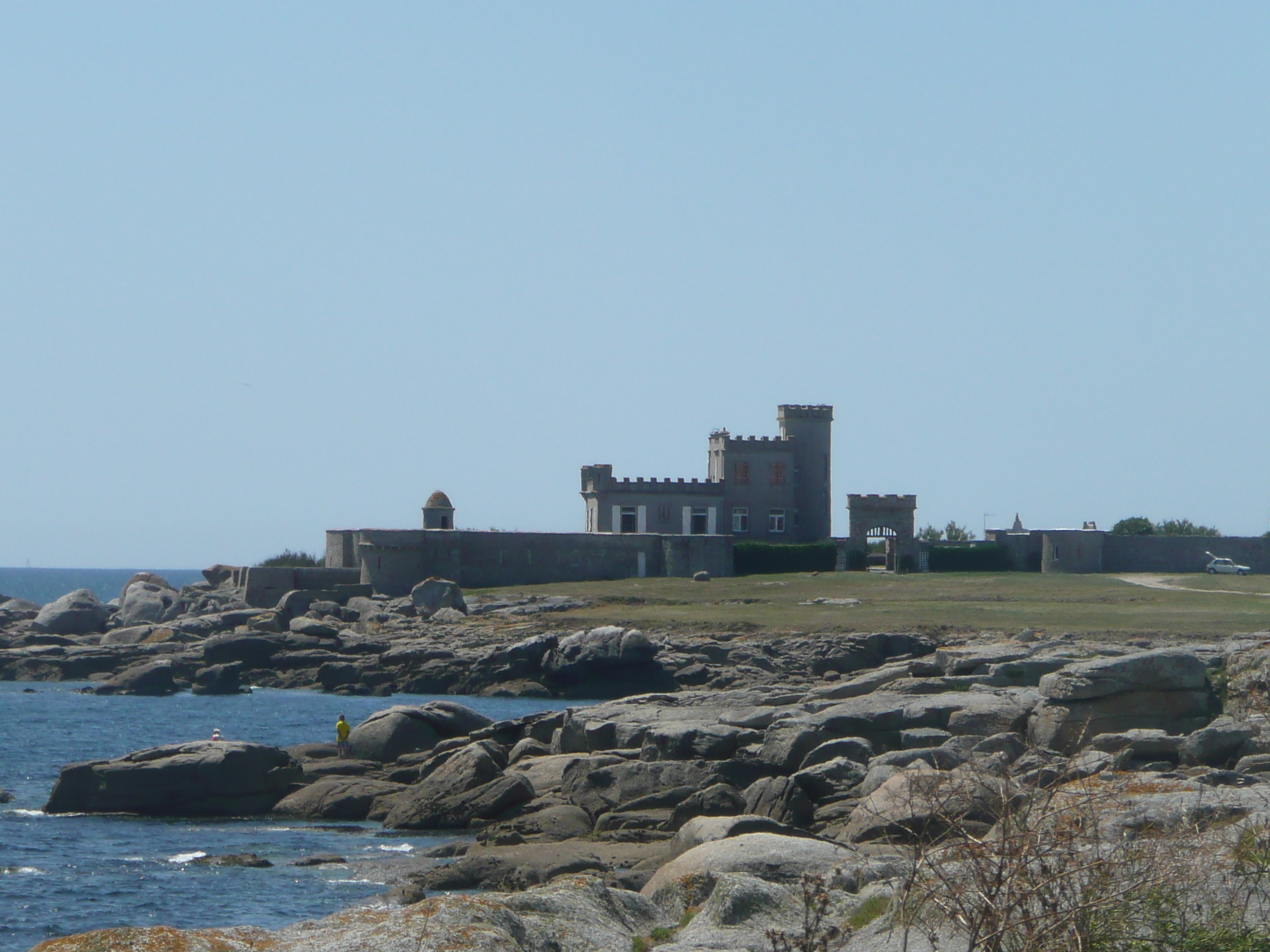
Le château (villa privée) de la Pointe de Trévignon.
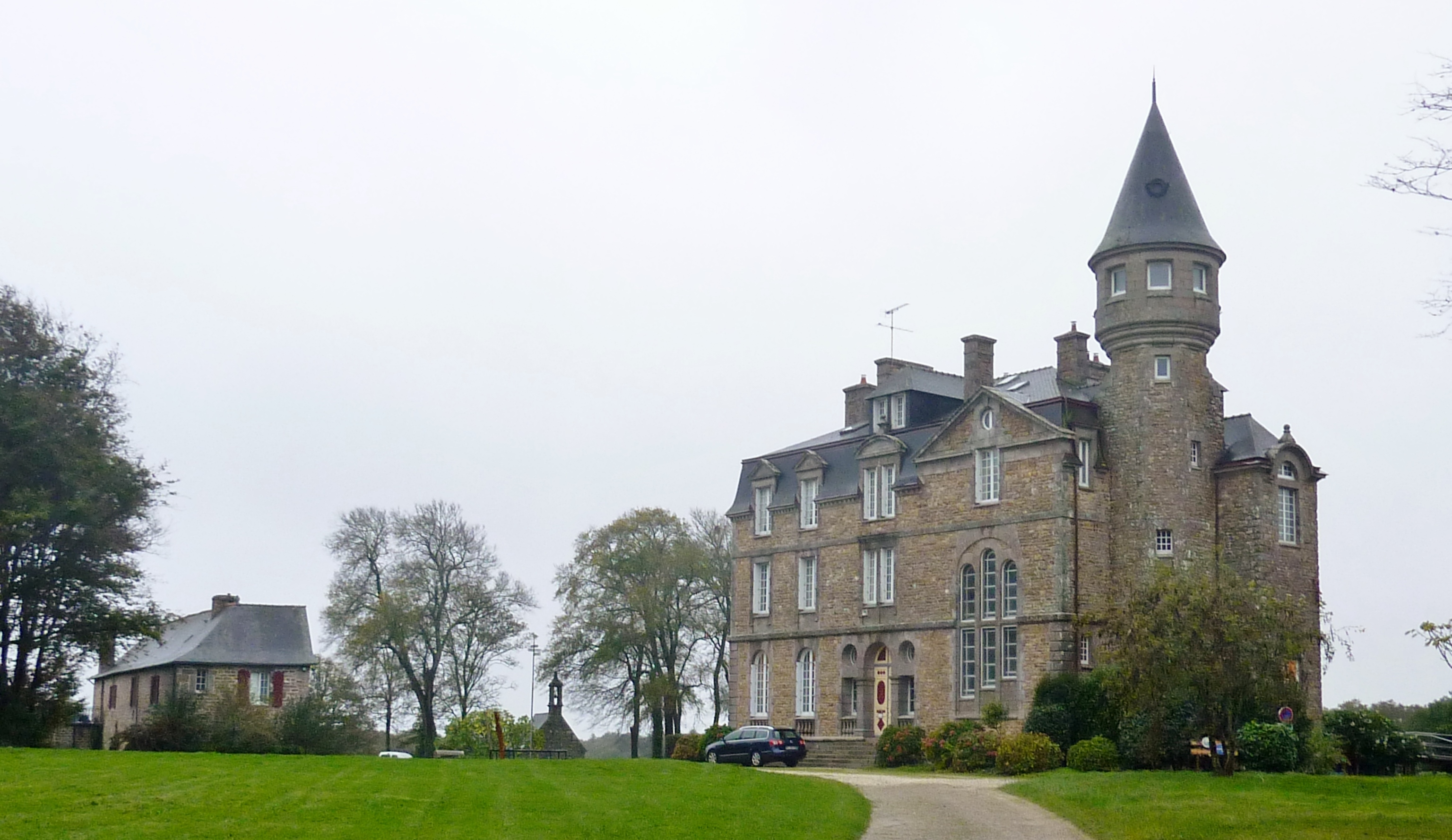
Le château de Kerminaouët.

### Personnalités liées à la commune
- Samantha Davies, navigatrice professionnelle spécialisée dans la course au large[103].
- Marc Bourhis, militant trotskiste, l'un des vingt-sept fusillés de Châteaubriant (1941).
- Stéphane Guivarc'h, entraîneur de l'équipe de football de l'US Trégunc, ancien attaquant de l'équipe de France de football championne du monde en 1998.
- Guy Cotten, entrepreneur ayant fondé la marque du même nom et aujourd'hui un des leaders mondiaux des équipements pour marins-pêcheurs et plaisanciers.
- Henri Ponthier de Chamaillard, ancien maire, ancien sénateur du Finistère.

## Héraldique
| Blason de Trégunc | Blason  | D'azur au voilier de gueules, habillé d'argent, voguant sur une champagne fascée ondée d'argent et d'azur de quatre pièces, accompagné à dextre de deux oiseaux en vol d'argent et surmonté d'une barre de navire d'or à dextre et d'une ancre du même à senestre. |
| Blason de Trégunc | Détails | Le statut officiel du blason reste à déterminer. |